# 道格拉斯·麦克阿瑟
道格拉斯·麥克阿瑟（英語：Douglas MacArthur，1880年1月26日—1964年4月5日），美國陸軍五星上將、菲律賓陸軍元帥，其曾於1930年代擔任美國陸軍參謀長，並在第二次世界大戰太平洋戰區擔任重要角色。麥克阿瑟是美國僅有的九位「五星上將」受銜者之一，同時也是僅有兩名被授予菲律賓陸軍元帥軍銜的軍人之一、唯一第一次世界大戰、第二次世界大戰和韓戰三場戰爭都參與過的美國將軍。
麥克阿瑟出身自美國舊西部軍人家庭，13歲時就讀西德克薩斯州軍事中學，因成績優秀而被選為畢業生代表。1899年，麥克阿瑟就讀西點軍校，1903年畢業時平均分數為98.14分，打破該校25年來的紀錄。1914年，麥克阿瑟隨軍參加佔領墨西哥維拉克魯茲的行動，執行偵察任務，也因此被提名獲得美國最高軍事榮譽的榮譽勳章。1917年，麥克阿瑟自少校晉升為上校，並擔任赴歐作戰的第42步兵師（彩虹師）的參謀長。在第一次世界大戰的西線作戰使麥克阿瑟晉升為准將，並再度被得到榮譽勳章的提名以及被授予兩枚傑出服役十字勳章和七枚銀星勳章。1919年至1922年期間，麥克阿瑟出任西點軍校校長，並進行一系列校務改革，之後他被派至菲律賓服役，於1924年還曾平定「菲律賓偵察軍叛變」。1925年，麥克阿瑟晉升為美國史上最年輕的少將；1930年，再出任陸軍參謀長，同樣是美國陸軍史上就任該職務最年輕者。任職期間，麥克阿瑟於1932年在華盛頓「酬恤金進軍事件」中指揮軍隊暴力驅逐抗議者，事後又參與建立和組織「平民保育團」、協助紓困失業者。1935年，麥克阿瑟前往菲律賓擔任聯邦政府的軍事顧問。1937年，麥克阿瑟退役。
1941年7月，因日美關係惡化，麥克阿瑟被召回現役，擔任美國遠東陸軍司令。同年12月，太平洋戰爭爆發，菲律賓的美軍先是於12月8日被空中武力打擊，之後日軍大舉登陸菲律賓，麥克阿瑟只得撤至巴丹半島堅守。1942年3月，麥克阿瑟與其家人和幕僚搭乘科雷希多岛的PT艇逃到澳洲，於當地被任命為盟軍西南太平洋戰區盟軍最高司令，麥克阿瑟同時對外宣誓「我會回來」，自己將重回菲律賓。兩年多後，麥克阿瑟領兵收復菲律賓，實踐這一承諾，也因此被授予榮譽勳章。1945年9月2日，麥克阿瑟作為美軍代表於停泊在日本東京灣「密蘇里號」戰艦上接受日本代表的投降。之後在1945年至1951年期間，麥克阿瑟以駐日盟軍總司令身份負責對日本的佔領和社會改造工作，其職權範圍包括監督其經濟、政治和社會的全面發展。
1950年，韓戰爆發，麥克阿瑟指揮聯合國軍，在仁川登陸戰中取得重大勝利。然而，在其指揮下，聯合國軍跨越38度線攻入北韓引發中國武力介入，在歷經一系列政治與軍事間衝突導致戰事膠著後，麥克阿瑟公然反對華盛頓方面的決策，企圖將戰爭全面升級，使其最終於1951年4月11日被哈里·S·杜魯門總統解除職務，結束57年的軍事生涯。卸任回國後的麥克阿瑟曾試圖從政，代表共和黨參選總統，但在初選以壓倒性差距敗給德怀特·艾森豪威尔和羅伯特·A·塔夫脫。從政失敗後，麥克阿瑟轉往商界，於雷明頓蘭德公司擔任董事會主席。1964年4月5日，麥克阿瑟因原發性膽汁性膽管炎去世，享壽84歲。

## 早年

### 家庭背景與加入軍隊
道格拉斯·麥克阿瑟於1880年1月26日出生在美國阿肯色州小岩城的一座兵營裡，為小亚瑟·麦克阿瑟與瑪麗·平克尼·哈迪（Mary Pinkney Hardy）之子。麥克阿瑟家族原為蘇格蘭的貴族，曾擁有大量產業，但因為1427年其祖先約翰·麥克阿瑟在反抗蘇格蘭君主詹姆斯一世的戰爭中兵敗被殺，從此家道中落，遺族為了躲避戰禍遷居到格拉斯哥，到了麥克阿瑟的祖父老亚瑟·麦克阿瑟這代便於1825年移居美國馬薩諸塞州，老亞瑟後來從事過檢察官、法官、副州長等工作。
麥克阿瑟之父小亚瑟是一位知名的軍人，南北戰爭爆發後，老亞瑟動用政界人脈使其入伍威斯康辛州第24步兵團，以18歲少尉副官的身份加入北軍。起初小亞瑟因為年輕而被輕視，但因在1863年11月的傳教士山戰役中表現英勇而獲頒榮譽勳章。之後小亞瑟跟隨威廉·特庫姆賽·薛曼將軍參加了攻佔喬治亞州行動，前後共經歷13次戰鬥、負傷4次，年僅19歲就被授予上校軍階（臨時軍階），是北軍最年輕的上校。內戰結束後，小亞瑟一度離開軍隊，後又重新入伍，但其正式軍階升到上尉後長達23年未獲晉升，而長期在美國西進運動的前線，作戰區域幾乎都是艱苦落後、無法紀之地。小亞瑟在連戰連勝的征途中越發自信與自負，對聯邦政府派遣的地方官員不屑一顧。1898年美西戰爭爆發，小亞瑟晉升准將、派往菲律賓作戰，也參與了之後的美菲戰爭。1900年5月，小亞瑟任駐菲美軍司令，為結束曠日費時的戰事，威廉·麥金利總統派遣由威廉·霍华德·塔夫脱為首的小組赴菲考察，然而小亞瑟卻對後者公然表達蔑視與侮辱，塔夫脱因此電告華盛頓強烈質疑小亚瑟的人品。1902年，塔夫脱接任菲律賓總督，小亞瑟則被華盛頓召回，之後塔夫脱又於1908年當選美國總統，小亞瑟立即辭去軍職。儘管小亞瑟被授予在當時最高的中將軍階，但因始終沒被任命為陸軍參謀長，小亞瑟餘生在怨懟與不滿中度過。
麥克阿瑟之母平克尼則出身於維吉尼亞州諾福克，父親是富有的棉花商人和莊園主，還有兩個曾為南方而戰的兄長，因此家裡極為反對平克尼與小亞瑟的婚事，但兩人最終還是在1875年結婚。婚後四年多時間裡平克尼為小亞瑟生了三個兒子，長子亞瑟·麥克阿瑟與其祖父同名，次子馬爾科姆（Malcolm）因為小麥克單位頻繁調動、全家經常遷徙且美國舊西部衛生條件較差，於1883年因麻疹早夭。馬爾科姆之死使身為么子道格拉斯倍受平克尼關注和照顧，後者也成了麥克阿瑟日後性格發展的關鍵因素（見家庭章節）。
1889年7月，小亞瑟在西部的駐防生活結束，全家搬到了華盛頓特區，麥克阿瑟則上當地的小學。1893年9月，小亞瑟又調往德克薩斯州聖安東尼奧，麥克阿瑟即就讀西德克薩斯州軍事中學。他在校內表現突出，曾參加網球隊、擔任橄欖球隊的四分衛以及棒球隊的游擊手，其學業成績也同樣優異，最後一年的平均成績為97.33分，為同期的第一名，被選為畢業生代表和獲頒金獎章。麥克阿瑟的下一個目標是考入美國陸軍軍官學校（即「西點軍校」），該校招收學員有一套嚴格的制度，總統有權推薦30名，國會議員、眾議員和特區代表則每人可推薦一名候補生，之後還需通過入學考。起先麥克阿瑟自中學畢業後準備當年即報考西點軍校，但其祖父與父親都未能從格罗弗·克利夫兰與麦金莱兩任總統取得推薦名額。平克尼因此帶著麥克阿瑟搬到威斯康辛州國會議員特奧巴爾德·奧特金（麥克阿瑟祖父友人）的選區密爾瓦基市，並取得其推薦名額，還找醫生修改因駝背而體檢不合格的報告、聘請密爾沃基的高中老師格特魯德·赫爾輔導課業，麥克阿瑟於13名競爭者的入學考中以99.3分第一名錄取，而第二名僅77.9分。

### 青年軍官時期
1899年6月13日，麥克阿瑟入學西點軍校。當時西點軍校普遍流行著高年級欺侮入學生的風氣，與尤利西斯·辛普森·格兰特之孫的尤利西斯·S·格蘭特三世同為北軍將領之子，特別被南軍家庭出身的學長關注欺凌。麥克阿瑟就學期間，西點軍校曾發生過學員奧斯卡·波茲（Oscar Booz）因受虐待而罹患肺結核死亡的事件。在國會調查中，麥克阿瑟曾於1901年出席特別國會委員會作證其他學員的欺辱行徑，但對於自己的遭遇則是輕描淡寫。麥克阿瑟在學成績優秀，在第二學年時被任命為B連的下士，此為學員最高軍銜，第三學年時被任命為A連的第一上士，負責管理整個連隊，最後一學年又升為第一上尉。1903年6月11日，麥克阿瑟從西點軍校畢業，在總人數93人的班上排名第一，總成績平均分數為98.18分，是學校25年來學員所取得的最高成績，而在該校百年歷史上同時獲得第一上尉和畢業成績第一名兩項成就者在麥克阿瑟之前僅有三人。當時西點軍校的傳統是高材生會被送到升遷較快的工兵部隊服役，麥克阿瑟因此被分發至工兵部隊任少尉軍官。
麥克阿瑟首先被配到第3工兵營，該單位於1903年10月調往菲律賓。麥克阿瑟在菲律賓負責監督位於伊洛伊洛「喬斯曼營」的碼頭建設作業，並尋訪各大城市。1903年11月，麥克阿瑟於吉馬拉斯作業期間遭遇兩名菲律賓強盜（或游擊隊）伏擊，他拔槍射殺對方，這也是他第一次親手殺人。1904年4月，麥克阿瑟晉升中尉，並被任命為馬尼拉工程總指揮助理。1904年10月，他在巴丹的考察之行中感染嚴重的瘧疾與股癣，因此任期中止，回國治療，後來被分配到加利福尼亞尾礦委員會工作了幾個月。1905年7月，麥克阿瑟任美軍太平洋分駐地的總工程師。1905年10月，麥克阿瑟被任命擔任父親的副官，轉發到東京。這段時期裡，麥克阿瑟跟隨父親視察亞洲其他國家的軍事情況，先是日本的長崎、神戶和京都軍事基地，之後經過上海、香港、爪哇和新加坡，於1906年1月抵達印度加爾各答，隨即又走訪馬德拉斯、杜蒂戈林、奎達、卡拉奇、西北邊境和開伯爾山口，後由暹羅曼谷和西貢返回中國，參觀廣州、青島、北京、天津、漢口和上海，7月時回到美國。9月，麥克阿瑟接獲命令，調派到華盛頓兵營的第2工兵營，並被選派到華盛頓高級工兵學校進修一年，同時還兼任西奧多·羅斯福總統的低級副官，這段時間裡麥克阿瑟將心思放在白宮的社交活動，在校成績不理想，影響了日後的發配。
1907年8月，麥克阿瑟被調往密爾沃基的工程區辦公室，負責開發一些河道和港口，而他在這段時期又將心思放到追求一位名為斯圖爾特的女人身上，在工作方面頗為散漫，上級於1908年4月將其調至萊文沃思堡，任工兵第3營K連（或稱第21連）的連長，此為全營公認最差的連。連麥克阿瑟之母都對其子的軍旅生涯失去信心，還寫信給有一面之緣的鐵路商愛德華·亨利·哈里曼，希望為兒子謀求工作，哈里曼提供鐵路公司的職務，但麥克阿瑟最終婉拒，並重新振作，積極整頓部隊，最終K連在考核上獲得首位，他的個人評價也隨之恢復。1909年麥克阿瑟被提拔為營部副官，後於1910年任萊文沃思堡工程官，於陸軍綜合培訓學校和賴利堡騎兵學校擔任講師。1911年2月27日，麥克阿瑟晉升上尉。同年春季，麥克阿瑟參加在德克薩斯州聖安東尼奧市與機動旅的演習，隔年1至2月又在巴拿馬執行任務。然而母親平克尼在1910年春季罹患重病，父親則於1912年9月5日一次老兵集會的演說中猝然死亡。麥克阿瑟申請調職，在陸軍參謀長倫納德·伍德少將和戰爭部長亨利·刘易斯·史汀生的幫助下被調至華盛頓特區的陸軍部，以就近照顧住在约翰·霍普金斯医院的母親。由於在工作方面受到肯定，伍德於1913年9月任命麥克阿瑟為陸軍參謀部正式成員。

## 遠征維拉克魯茲
1914年4月21日，由於墨西哥爆發革命，美國總統伍德羅·威爾遜命令軍隊介入，要求佔領墨西哥東部大城市維拉克魯茲。麥克阿瑟找到父亲的老部下弗雷德里克·芬斯頓准将，后者奉命率领一个旅展开军事行动。经过游说，麦克阿瑟得以凭借參謀部成員的身份被派往維拉克魯茲，負責向參謀部提出報告。
1914年5月1日，麥克阿瑟抵達維拉克魯茲，很快意識到當地的部隊被弄得動彈不得，急需鐵路支援其後勤，否則將不得不完全仰賴牲畜運輸。麥克阿瑟在當地發現大量的火車廂，却苦無可用的火车头，因此決定去確認一份称阿尔瓦拉多儲有多節火車頭的報告，他將此構想與相應的偵察行動計畫告訴芬斯頓將軍，但後者不願身為參謀部人員、又是老長官兒子的麥克阿瑟親身冒險而婉拒，麥克阿瑟因此決定獨自行動。他先是花费价值150美元的黄金买来一辆台车，雇来三个墨西哥人作帮手。来到阿尔瓦拉多后，麦克阿瑟找到了五台机车，虽然其中两台只是调车机车，但是另外三台正是所需的火车头。在返回維拉克魯茲的路上，队伍遭到了武装人员的袭击，连忙逃之夭夭，终于甩开了那些人，不过，麦克阿瑟却在逃跑时射杀了两名武装人员。不久后，队伍再次被十五名骑兵袭击。在战斗中，麦克阿瑟的衣服上被打出了三个弹孔，但身上並無中彈。最终麦克阿瑟射杀了四名骑兵，其余的骑兵撤退了。然而，此后队伍又遭到了三名骑兵的袭击，令麦克阿瑟的衣服又挨了一枪。队伍乘坐台车甩开了其中两名骑兵，但还有一名骑兵仍在穷追不舍，结果连人带马被麦克阿瑟射死在铁轨上。队伍不得不在继续前进前把马的尸体从铁轨上移走。最終，麥克阿瑟還是安全地回到美軍防線一側。
芬斯頓將軍對麥克阿瑟的行動相當讚賞，還匯報給陸軍參謀長伍德，伍德本就器重麥克阿瑟，想藉此機會以示參謀部成員的優秀，因此親自向國會推薦授予麥克阿瑟榮譽勳章，隨後陸軍參謀部的休·L·斯科特召開委員會專門審理此提名。然而委員會質疑：「麥克阿瑟在戰地司令官不知情的情況下擅自行動，這個作法是否明智？」芬斯顿則表示授予勳章的決定「完全恰当合理」，但委員會認為若予以受理將變相鼓勵其他參謀軍官於類似條件下忽視戰地司令官、進而擅自行動，這反會妨礙後者的計畫，因此麥克阿瑟最終並未獲獎。

## 第一次世界大戰

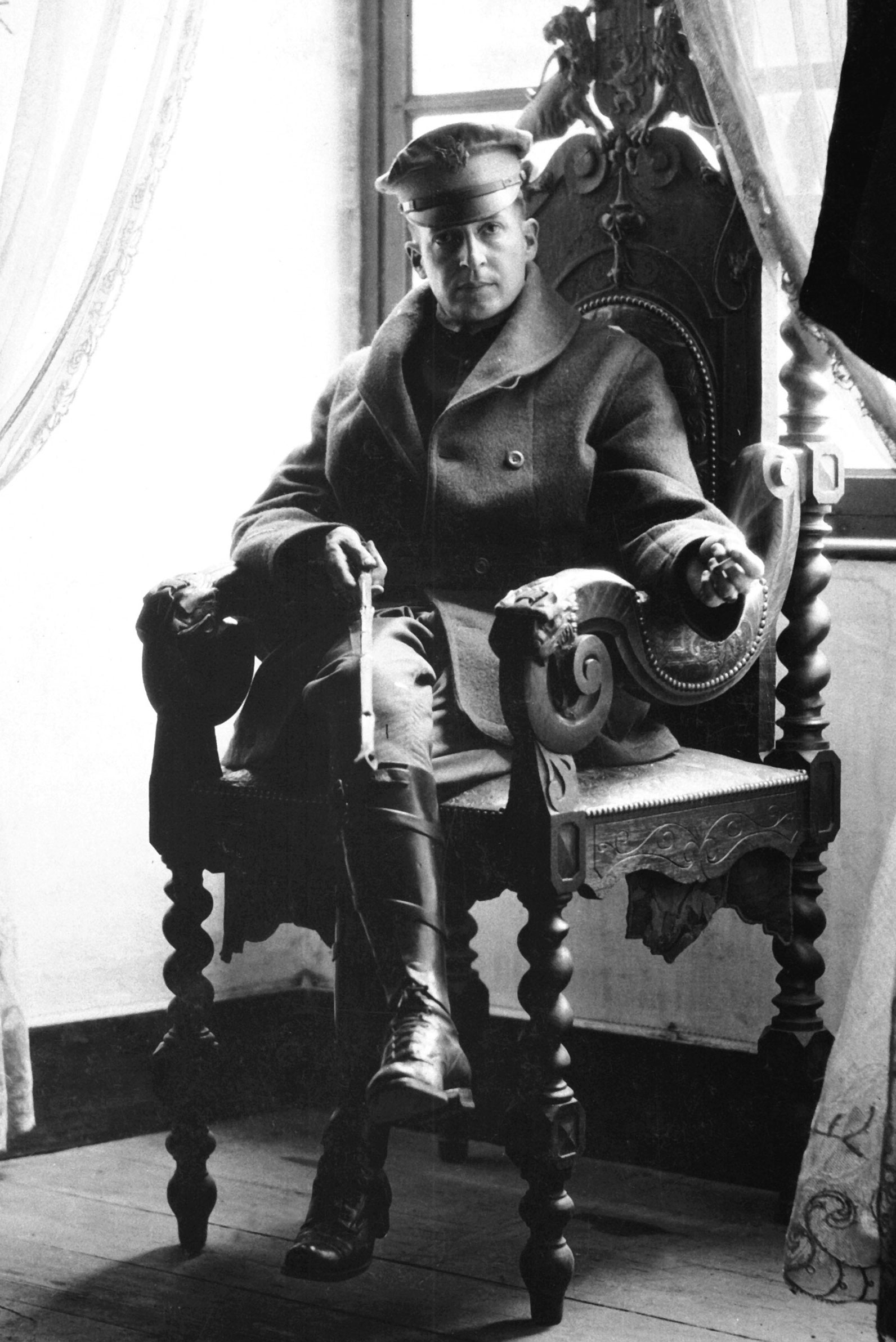
一戰期間在法國的麥克阿瑟准將

墨西哥遠征結束後麥克阿瑟回到戰爭部，於1915年12月11日晉升少校。1916年6月，獲任戰爭部長牛顿·D·贝克的辦公室主任兼陸軍部新聞檢察官，負責向新聞界解釋、宣傳陸軍的各項工作。1917年4月6日，美國對德宣戰，麥克阿瑟根據指示預計將動用國民兵投入西線，他建議派出一個由各州的單位組成的師，以避免對外界造成有偏袒特定地域的印象，經過批准，美軍成立了第42師，且在麥克阿瑟的建議下將該師命名為「彩虹師」，國民兵局局長威廉·阿布拉姆·曼恩少將出任師長，麥克阿瑟也以上校臨時軍階出任該師參謀長。由於曼恩將軍不久便將要退役，部隊的實際工作皆由麥克阿瑟執掌。1917年8至9月，「彩虹師」官兵於長島亨普斯特德港外的「密爾斯營」集中訓練。同年10月18日，麥克阿瑟率領2.7萬人的「彩虹師」從紐澤西州霍博肯乘運輸艦駛往法國。12月19日，曼恩由查爾斯·托馬斯·梅諾赫爾將軍取代。1918年初，「彩虹師」抵達法國。截至1918年初，美軍在歐洲戰場只有4個師，而其中僅「彩虹師」因事前準備充分而齊裝滿員，其他各師平均缺編7000人，這使得美國遠征軍司令部一度考慮將「彩虹師」解編拆散至各師補充缺員，麥克阿瑟越過遠征軍司令部直接向陸軍部表示抗議，最終後者直接命令遠征軍司令部禁止拆散「彩虹師」，然而麥克阿瑟此舉得罪了遠征軍司令約翰·潘興上將，原本後者曾是麥克阿瑟之父的部下，對其印象還算好，但此事使其認為麥克阿瑟自大而目中無人，由此結怨。
1918年2月中旬，「彩虹師」被佈署至相對平靜的吕内维尔，就此加入西線戰場。麥克阿瑟的身份雖為「彩虹師」的參謀長，卻與士兵同樣在前線戰鬥，且著裝與眾不同：不戴頭盔、頭戴軟便帽、身穿發亮的高領套頭毛線衫、下著純色馬褲、脖子上圍著長圍巾、嘴裡叼著煙斗、手上帶的不是武器而是一條馬鞭或輕便手杖，如此顯目的裝扮使麥克阿瑟被戰地記者稱作「遠征軍中的花花公子」。2月26日，麥克阿瑟與托馬斯·特洛伊·漢迪上尉同法軍發動壕溝襲擊行動，俘虜數名德軍官兵。法軍第7軍軍長喬治·德·巴澤萊爾少將因此授予麥克阿瑟戰功十字章，「彩虹師」師長梅諾赫爾則推薦後者，並如實取得了一枚銀星章。3月9日，「彩虹師」在費伊突出部對德軍戰線發動了三次攻擊，而麥克阿瑟則在該師第168步兵連作戰，因此獲得傑出服役十字勳章。然而3月11日，戰鬥中從來不戴防毒面具的麥克阿瑟被毒氣所傷，險些失明。6月26日，麥克阿瑟晉升准將。

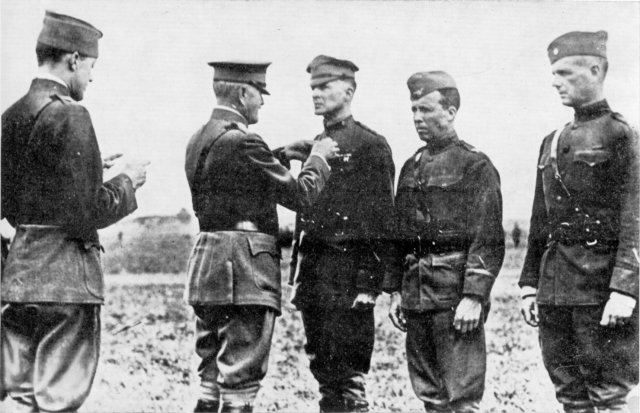
美國遠征軍司令約翰·潘興上將（左二）正親自為麥克阿瑟准將（左三）戴上傑出服役勳章，這是當時對參謀軍官的最高獎勵

7月4日，經過休整過的「彩虹師」接獲命令，調往香槟沙隆一帶對抗德軍發起的大規模攻勢。最終德軍被擊退，麥克阿瑟因此被授予第二枚銀星章，之後又因參與協約軍的反攻而於7月29日獲得第三枚銀星章。兩天後，麥克阿瑟轉任該師第84步兵旅擔任旅長。之後在一次師部會議上，麥克阿瑟報告因連續戰鬥4天未曾闔眼而在會議上睡著了，第1軍司令亨特·利格特將軍見此向梅諾赫爾推薦褒獎，麥克阿瑟因此又再獲得第四枚銀星章，還收到第二枚戰功十字章與高等騎士勳位法國榮譽軍團勳章。「彩虹師」休整數週後加入1918年9月12日發起的聖米耶勒戰役，麥克阿瑟因指揮第84旅又獲得第五顆銀星章。9月25至26日之間的夜間作戰又令其獲頒第六顆。10月11日，「彩虹師」接替已遭受重大傷亡的第1師。次日，麥克阿瑟又在偵察行動中吸入毒氣而受傷，獲得第二面重傷袖章。
1918年10月14日，協約軍發動默茲-阿戈訥攻勢，「彩虹師」被編入戰鬥序列，麥克阿瑟指揮的旅也在其中。攻勢期間，美軍透過航拍照片得知，德軍在沙蒂永蘇萊科特東北部的鐵絲網防線上有一處漏洞，美軍第5軍司令查爾斯·佩洛特·薩默爾將軍命令麥克阿瑟在兩天後的下午六點前將沙蒂永蘇萊科特攻佔。麥克阿瑟親率部隊實施夜間偵察以確認德軍防線存在破口，次日發起進攻後成功突破德軍陣地。在沙蒂永蘇萊科特的戰鬥中，「彩虹師」傷亡4000多人，第84旅的部份步兵營甚至傷亡超過80％。由於攻佔沙蒂永蘇萊科特的功績，潘興向陸軍部舉薦麥克阿瑟晉升為少將，並親自頒發傑出服役勳章給後者，這是當時對參謀軍官的最高獎勵。儘管晉升少將後來並未被核准，但麥克阿瑟還另外獲得了第二枚傑出服役十字勳章。「彩虹師」再次休整後，於11月4日最後一次投入前線，由於遠征軍作戰處長喬治·卡特萊特·馬歇爾上校經第1軍團參謀長休·阿洛伊修斯·德魯姆將軍同意發出要求美軍「勿錯過黑夜的有利時機、全力進攻色當」被麾下官兵理解錯誤，誤以為上級允許其進行攻下色當的競賽，因此麥克阿瑟的「彩虹師」正準備渡過默茲河時被接獲上述命令的第1師相撞，一時間場面擁擠混亂，由於麥克阿瑟的「奇裝異服」，被第1師的巡邏隊誤認為德國將軍而遭拘留。由於默茲河高地一戰的功績，麥克阿瑟獲得第七枚銀星章。11月10日，麥克阿瑟接任「彩虹師」師長。次日，德國簽署停戰協定，一戰結束。
「彩虹師」在一戰佈署於前線224天、實際戰鬥162天、共傷亡4683人，是美國遠征軍立下大量戰功的主力部隊，一份1992年美國有關方面調查報告指出，當年遠征軍所有師中「彩虹師」就作戰天數、攻佔領地、俘虜敵軍數、獲得獎章數等標準中僅次於潘興親自指揮的第2師，而麥克阿瑟也在本次戰爭中迅速崛起，是大戰中授勛最多的軍官之一，也是最年輕的將軍之一。11月22日，麥克阿瑟解任師長，重任第84旅旅長執行萊茵蘭阿爾韋勒縣佔領任務。1919年4月25日，麥克阿瑟則搭乘「利維坦號」郵輪回到紐約。

## 戰間期

### 西點軍校校長

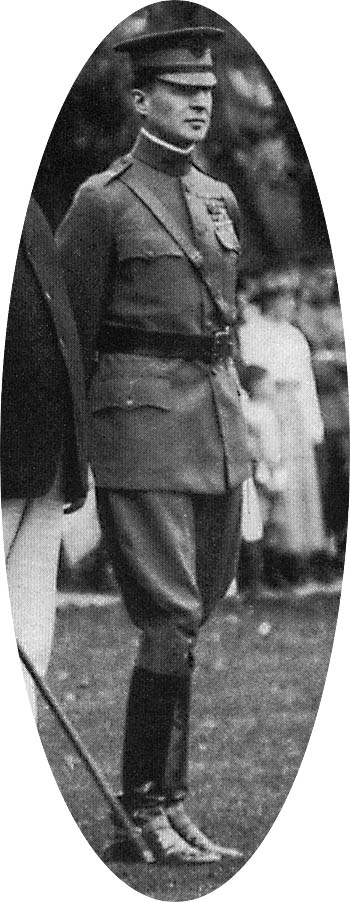
西點軍校校長時期的麥克阿瑟

5月12日，陸軍參謀長佩頓·康威·馬奇的召見麥克阿瑟，指西點軍校已落後40年、急須改革，因此任命麥克阿瑟為新任校長；這項任命麥克阿瑟之母起到一定作用，後者在聽聞馬奇正物色校長人選時，「提醒」曾為麥克阿瑟父親屬下、且受到拔擢的馬奇勿忘了這層關係。麥克阿瑟接受這項任命，保持准將臨時軍階，而非如其他人都降回正式軍階（麥克阿瑟的正式軍階為少校），1919年6月12日，39歲的麥克阿瑟就任西點軍校校長，為自1871年就任的塞万努斯·塞耶尔之來最年輕者。此時的西點軍校因早先為歐洲戰場培訓大量軍官而成了短期訓練所，美國僅參戰兩年就有五屆學員畢業、教學品質下降、學員素質低劣、秩序混亂、時有酗酒鬥毆之事，教師對於此類現象不滿與失落，大批辭職離校，部份國會議員也對西點軍校的前景與存在價值產生疑慮，甚至主張停辦，麥克阿瑟注意到許多西點畢業生對於軍事以外的事物可說是一無所知，而就他本人在法國和萊茵蘭執行佔領工作的經驗，具備政治、經濟和社會問題的知識尤為重要。基於上述，麥克阿瑟開始對西點軍校實施大刀闊斧的改革。
麥克阿瑟首先前往華盛頓，透過說服國會領導人將西點軍校課程從三年制恢復為四年制。其後，麥克阿瑟透過陸軍參謀長和陸軍部長的支持以及強硬的作風，壓制了學園內保守派的教員，特別是「學術委員會」的反對，麥克阿瑟將課程內容現代化，取消了南北戰爭時代的研究課程，增設對世界大戰的研究、空氣動力學、內燃機學和演講藝術等課程、計算尺的使用得到了認可、地形學的課時程減少、法語課程增加、增設了歷史系和一門綜合研究政府與經濟的課程。此外，麥克阿瑟還廢除諸如西點學生在校禁止吸煙、禁止看早報、禁止收郵包、禁止週末離營等規定，給學員增加每個月的5美金津貼（以往在學期間學員是禁止持有現金）、將以社交活動為主的克林頓堡夏令營更改為紐澤西州迪克斯堡基礎步兵訓練課程、限制危險性訓練、建立學生自治的榮譽制度。麥克阿瑟也非常重視體育活動，認為體育運動對現代軍官的培育和今後的發展有極為重要的作用，因而要求每個學員每學年要用六週時間進行各種球類和田徑訓練，他還大力推廣學院間的體育競賽，以增強學員們的競爭精神與凝聚力、振奮校內的士氣。另外值得一提的是麥克阿瑟在任期間試圖消除高年級學員的欺凌行為，成立反欺委員會、實施新準則禁止常見的侮辱行動，如要求新兵在裸露的刺刀上方做劈叉動作、禁止徒手拳擊，麥克阿瑟還下令以軍官、而非高年級學員負責入伍新生的訓練課程。
1920年1月，麥克阿瑟正式軍階晉升為准將。1921年8月，潘興接替馬奇成為新任陸軍參謀長，而三個月後即通知麥克阿瑟準備將其調離西點軍校校長職務（一般任期為4年），潘興此舉除了受麥克阿瑟「目中無人」的印象影響、對其改革制度不滿外，有一說是因為當時麥克阿瑟與社交名流路易絲·克倫威爾·布魯克斯交往，而兩人後於1922年2月14日在佛羅里達州棕櫚灘的別墅結婚，遽聞潘興亦鍾情於布魯克斯，甚至有過一傳言稱潘興不惜威脅布魯克斯若與麥克阿瑟結婚，將會把後者流放至菲律賓。由於此說廣為流傳，潘興不得不親自出面否認，他向《紐約時報》記者稱：「都是他媽的胡說八道」」，然而潘興在麥克阿瑟的鑑定報告中，將他在西點軍校的表現僅列為「中上」，在陸軍46名將官中也僅列在第38位。1922年6月，麥克阿瑟離開了工作三年的西點軍校，其改革措施由於老校友和教授們的反對很快便被取消，幾年後麥克阿瑟的理念才為人所接受，其改革措施才陸續恢復。10月，麥克阿瑟抵達菲律賓，就任新設置的馬尼拉軍分區司令，同行的還有布魯克斯和她與前夫生的兩個孩子沃爾特（Walter）和路易絲（Louise）。

### 從菲律賓到陸軍參謀長

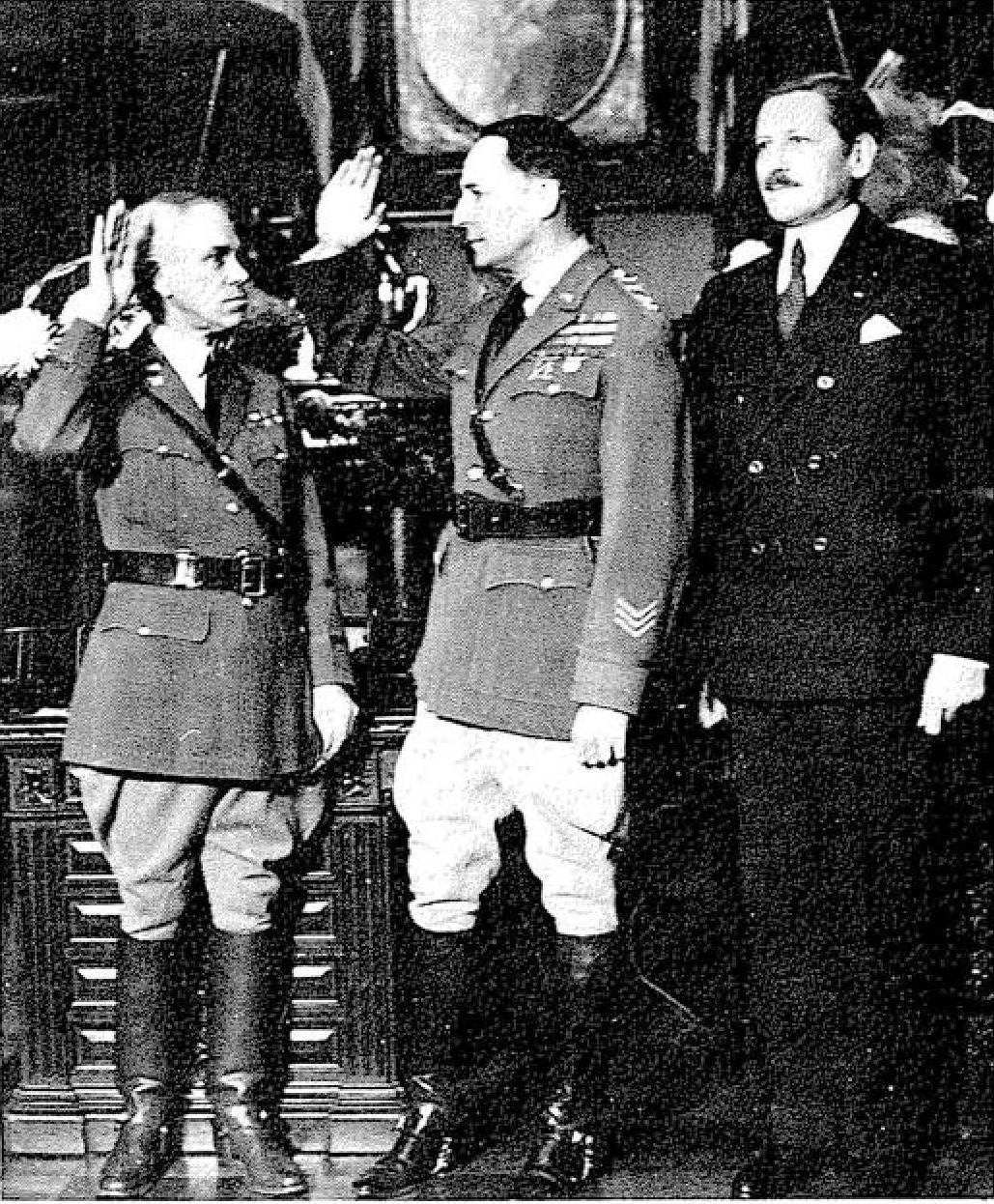
在美國陸軍軍法薯長愛德華·克瑞格見證下，麥克阿瑟宣誓就任陸軍參謀長

菲律賓的馬尼拉軍分區司令下僅500名美軍，由於實際上沒什麼工作，麥克阿瑟這段時間將大部分精力用於家庭。1923年6月，麥克阿瑟被任命為新建的菲律賓師第23步兵旅旅長，自此項任命後，麥克阿瑟開始著重關注菲律賓的防禦問題，這相當程度地影響他日後的仕途。1924年7月7日，菲律賓偵察軍麾下士兵因不滿薪資待遇而譁變，超過200人被捕，麥克阿瑟平息了局勢，但後續改善其待遇的要求被因為財政緊縮和種族偏見而未果。1925年1月17日，麥克阿瑟以44歲年齡晉升為少將，為陸軍中最年輕者，同時麥克阿瑟也受命回國接任新職務。1925年5月2日，麥克阿瑟接任喬治亞州亞特蘭大麥克弗森堡的第4軍區司令。不久又調至馬里蘭州巴爾的摩麥克亨利堡任第3軍區司令。同年9月，麥克阿瑟接獲命令出任審理威廉·米切爾一案的軍事法庭成員，是13名法官中最年輕的。麥克阿瑟日後對這項任命評價為「一生中最令人感到厭惡的命令之一」，他與米切爾同為密爾瓦基人，是同鄉兼好友、父輩關係良好。米切爾行事激進，大力宣傳發展獨立空軍和空權論，在1925年9月的一次飛船失事意外後，米切爾公開指責陸軍部與海軍部無能與失職，陸軍部便以違抗上級罪對其提出指控。在審理過程中，麥克阿瑟反常地保持沉默，他事後稱投下了無罪票，並表示「一名高級軍官不應由於同上級意見相左或與現有教條有異而三緘其口」，米切爾最終於12月27日被判有罪，受到降職與減薪等處分，但麥克阿瑟採取的態度仍為對米切爾的懲罰起到了減輕的作用。
另一方面，麥克阿瑟夫婦間的裂痕日益加深，路易絲對軍旅生涯並無興趣，力勸麥克阿瑟退出軍界、轉往商場，最終兩人關係破裂，路易絲獨自搬到紐約，兩人最終於1929年9月離婚。1927年8月，由於美國奧委會主席威廉·克里斯托弗·普勞特突然死亡，委員會推選麥克阿瑟為新任奧運委員會主席，主要任務是為1928年參加荷蘭阿姆斯特丹的夏季奧運會作準備。麥克阿瑟非常重視這項任務，他組織運動員訓練，並經常與教練交談、觀看訓練、激勵運動員，稱奧運比賽是「沒有武器的戰爭」、「我們跨越3000哩不是為了優雅地輸掉」，最終美國代表隊取得其有史來最好的成績，創下17項奧運會紀錄和7項世界紀錄、贏得最多面獎牌，其金牌比其他任一個國家的兩倍還多，總獎牌數則為第二的德國與第三名的芬蘭之總和，亞瑟·赫爾曼稱麥克阿瑟為「美國現代奧運精神之父」。回國後，麥克阿瑟受命再度前往菲律賓，出任菲律賓美軍司令，繼續關注當地的防務問題。
1929年3月，赫伯特·胡佛就任美國第31屆總統，由於與麥克阿瑟在一戰有過交情，上任後僅三個月，胡佛就透過陸軍參謀長徵詢麥克阿瑟是否願意擔任工程兵主任，這是他上任後向後者提供的第一個職務，主要任務是治理當時氾濫成災的密西西比河洪患，也是美國自挖掘巴拿馬運河後最大的工程。然而麥克阿瑟認為接任工程兵主任意味陸軍仕途的終點，在此之上的陸軍參謀長向來是從步兵中選拔的，還未有過從工程兵主任晉升的前例，另一方面，他也擔憂拒絕會被認為不忠，最終麥克阿瑟以工程專業度不足和菲律賓防務為由婉拒。與此同時，華盛頓方面也有人遊說麥克阿瑟任命為下任陸軍參謀長，包括現任參謀長薩默爾、前岳父愛德華·斯托斯伯里和戰爭部長派屈克·傑伊·赫爾利。1930年8月5日，麥克阿瑟獲任下一任陸軍參謀長。9月19日，麥克阿瑟離開菲律賓，短期指揮舊金山第9軍區。11月21日，麥克阿瑟就任陸軍參謀長，是美國陸軍史上最年輕的參謀長（50歲），為臨時上將軍階，也是全國唯一的陸軍上將。
陸軍參謀長負責在戰爭部長下實施陸軍的各種政策，並確保各兵種、軍區和部門得以協調一致。在當時「大蕭條」的經濟危機下，美國失業率激增、社會動盪，主張裁減軍費和軍隊的呼聲不斷，大約53個軍事基地被關閉、大量軍官提前退休，也有國會議員提出議案，希望將軍官團從12,000人減少至10,000人。麥克阿瑟為保留日後擴軍的根基，將主要經費用於人員的確保，不斷的遊說，成功阻止了減少軍官團數量的議案，此外還推動不少改革，包括：
1. 制定新的六年制動員計畫，將9個軍區整合為4個軍團，由軍長擔任軍團司令，成為日後大型野戰單位的基礎[79][80]。
2. 為陸軍機械化創造條件，解除《1920年國防法（英语：National Defense Act of 1920）》只能由步兵研發戰車的限制，允許各兵科發展各自的機械化部隊，但這也導致日後統一運行的困難[81]。
3. 推動航空兵建軍，與海軍作戰部長威廉·普瑞特上將達成協議，解決了陸軍航空隊和海軍於海岸防禦的長久紛爭，為日後陸海軍就航空兵力運用的一系列談判的先例[79]。麥克阿瑟還在任內大力擴充陸軍航空兵的規模，但也因為後者地位提高，其亦日趨要求成為獨立軍種，麥克阿瑟設置了航空兵總司令部作為讓步，該機關將統一控制以美國本土為基地的飛機，訓練和作戰由陸軍參謀長或遠征軍司令所指揮，而非野戰軍團司令[79][82]。
4. 整合向來凌亂的陸軍授勛制度，將一戰的銀星章改為正式的一種勳章，還在華盛頓誕辰兩百週年紀念會上宣佈設置「紫心勳章」，作為華盛頓為表揚作戰英勇而設置的美國第一種勳章——「軍事貢獻獎章（英语：Badge of Military Merit）」的繼承者，他還堅持要求成為此類勳章的第一位獲得者[83][84]。

### 酬恤金進軍事件

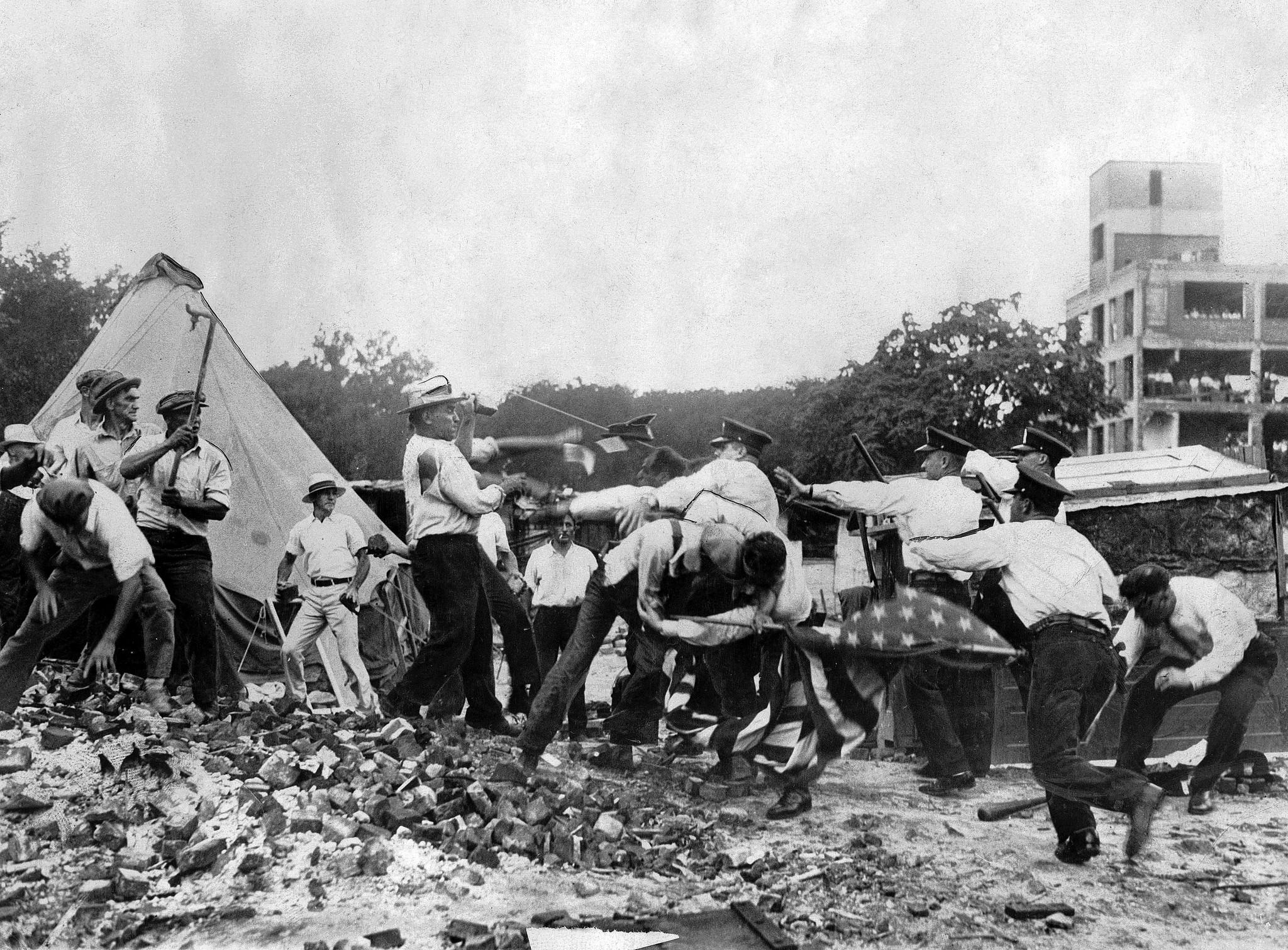
「酬恤金進軍事件」中與警察發生衝突的退伍軍人們，麥克阿瑟在本事件中以武力清場使其受到強烈批評

大約自參謀長時代開始，麥克阿瑟著手經營其公關形象、對外宣傳他個人的意識形態，如美國需要一個強人領袖應對共產黨人組織大量失業者發動革命的可能性、美國國運繫於亞太地區的觀點以及對大英帝國的仇視，他也開始以第三人稱自稱，如「麥克阿瑟將要做什麼」。1932年7月，美國發生「酬恤金進軍事件」，這是麥克阿瑟軍旅生涯中最受人爭議的一起事件，一萬多名退伍老兵與親屬因經濟困難而聚集於華盛頓請願，要求美國政府立即發放至1945年才給予的補償金。請願者聚集伊始，各種諸如暗殺總統，炸掉白宮的謠言充斥，部份激進人士亦利用本次機會鼓吹暴力革命，而這些資訊也隨之傳至胡佛處，後者決定對當地實施清場。7月28日中午，由於請願者與負責驅趕的警察爆發衝突，胡佛下令出動聯邦軍隊恢復秩序。
麥克阿瑟執意親臨現場指揮，而副官德懷特·艾森豪勸說此地「不是陸軍參謀長該來的地方」，稱此事為政治性質，並可能會失去民主黨人對軍隊的支持，但麥克阿瑟答道：「麥克阿瑟已經決定要到現場指揮疏散行動」，並補充「反動革命已初露端倪。」勸阻不成後，艾森豪又勸麥克阿瑟應身著便服，但後者堅持穿著軍裝指揮。對於清場任務，陸軍部長對麥克阿瑟下過詳細的指示：胡佛總統希望出動軍隊清場，但不願引發暴亂，士兵必須有所節制，也不得越過安那考斯迪亞河（河對岸駐紮大量請願者居住的簡陋帳篷）。根據艾森豪的回憶，他曾明確提醒麥克阿瑟其任務，且胡佛還特地派傳信官交代具體指示，但麥克阿瑟卻說：「我不想聽什麼指示，把他給我打發走。」之後下令軍隊強硬鎮壓，第3騎兵團以軍刀刀背驅趕群眾、其他部隊則發射催淚彈。請願者被驅趕至安那考斯迪亞河對岸，麥克阿瑟又命令部隊過橋將請願者的居住區搗毀、放火焚燒，最終共2人死亡、55人受傷、135人被捕。儘管本次的清場行動死傷人數並不多，但仍引發一場嚴重的公關危機。艾森豪再度勸麥克阿瑟避開記者，由政界人士去對外說明，但後者執意參加，還在會上將退伍軍人稱作「暴徒」、「叛亂者」、擁護胡佛總統動用軍隊的決定，這個說法使美國公眾認定麥克阿瑟的舉動是出自胡佛命令所致，其政治生涯受到致命打擊。而另一方面，本次事件使麥克阿瑟成為共和黨極右派人士心中的英雄，他們認為將軍把美國自1932年由共產黨人引發的「革命」中拯救出來。
1932年美國總統選舉中，胡佛連任失敗，富兰克林·德拉诺·罗斯福當選第32任美國總統，「酬恤金進軍事件」被認為是胡佛敗選的主因之一。羅斯福在一戰曾擔任過美國海軍助理部長，與麥克阿瑟共同工作過，雙方雖然政治理念有些分岐但仍長時間共事。麥克阿瑟透過由軍方負責「平民保育團」的行政管理來支持羅斯福的「新政」，讓為數27.5萬的失業青年從事築堤、植樹等水土保持工作，取得很大的成功，得到保守派的好評。不過，麥克阿瑟堅持維持軍隊規模、長期公開抨擊孤立主義和和平主義，使他在羅斯福政府中不受歡迎。至於麥克阿瑟與羅斯福本人最激烈的矛盾當屬新政府削減51％陸軍預算的議案，在一次會議中，麥克阿瑟針對此事對羅斯福罵道：「若我們輸掉了戰爭，當一個被敵人刺刀桶穿肚子的美國男孩，倒在泥水、被敵人鐵蹄踩著、奄奄一息地發出最後一聲咒罵時，我希望他罵的不是麥克阿瑟，而是羅斯福。」羅斯福則怒斥：「你不該這樣跟總統講話！」麥克阿瑟趕緊向其道歉，並請求辭去參謀長一職，但羅斯福作出讓步，否決了麥克阿瑟的辭呈，預算也留下了研議空間。儘管兩人曾有過上述過節，羅斯福還是在麥克阿瑟參謀長任期結束時後延長一年，直到1935年10月結束。

### 菲律賓陸軍元帥

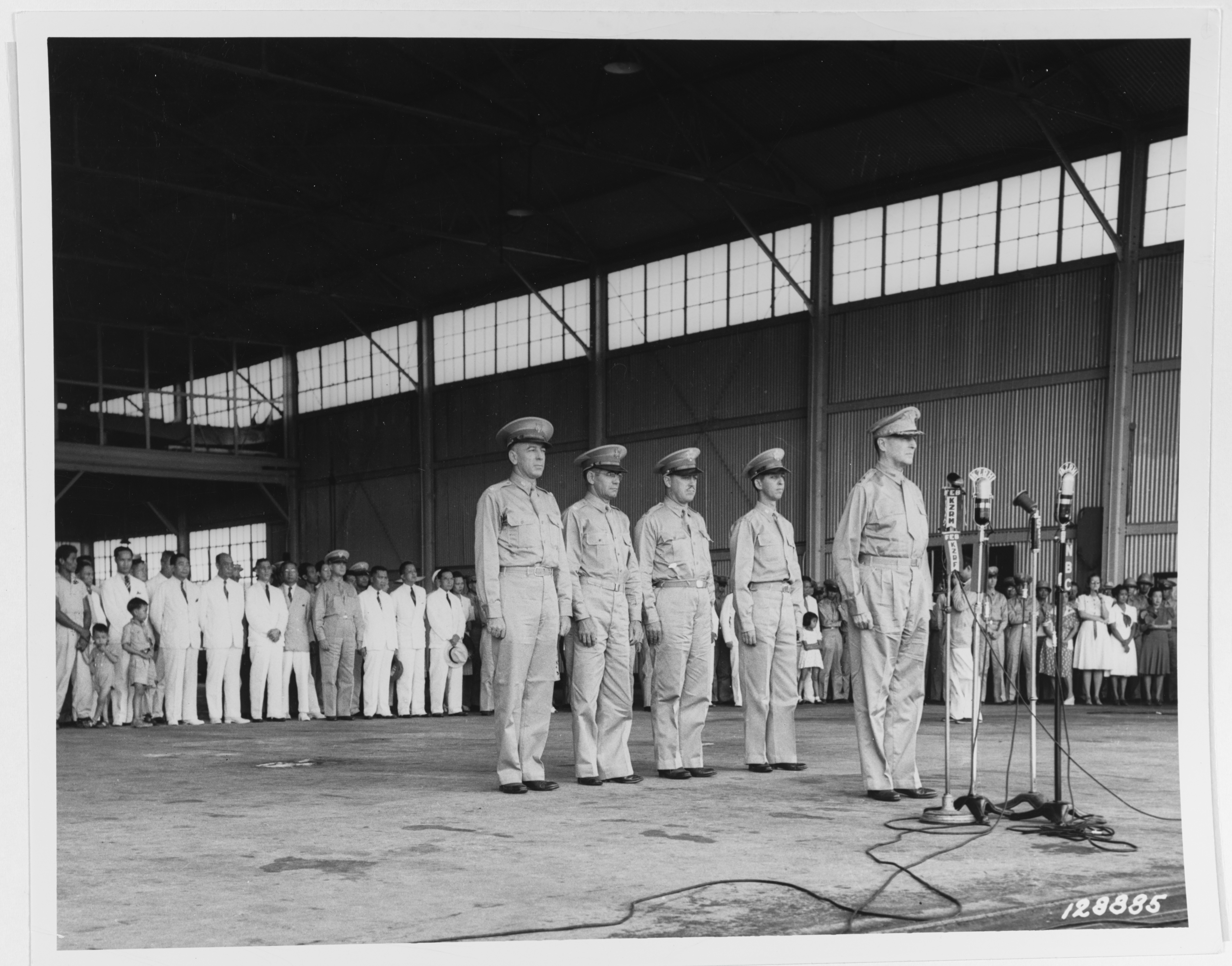
1941年8月15日於「阿吉納爾多營」的菲律賓陸軍航空兵建軍儀式上，麥克阿瑟正發表演說

卸除陸軍參謀長一職後，麥克阿瑟轉往1935年成立、是時已為半獨立狀態的菲律賓自由邦，此時奎松已為菲律賓總統，後者前往華府委託美國政府派遣顧問監督菲律賓的建軍工作，以對應未來可能遭遇的日本侵略，在羅斯福的許可下，麥克阿瑟接過領導駐菲軍事顧問團的任務，除了領取美國陸軍少將職等薪金外，還享有菲律賓政府的額外報酬和津貼。此行是麥克阿瑟第五次被派往遠東，1935年10月，麥克阿瑟連同已高齡83歲的母親、兄長亞瑟的遺孀瑪莉、助手艾森豪與詹姆斯·巴塞維·奧爾德等人自舊金山搭乘「胡佛總統號」出發，航行中麥克阿瑟邂逅了年屆37歲的未婚女子琼妮·瑪莉·費爾克洛思，儘管雙方年齡差距18歲，互動仍相當投緣，以至於費爾克洛思放棄原計畫去上海遊玩的計畫，跟隨麥克阿瑟一同前往馬尼拉，關係也日益親密。然而與此相對的是，麥克阿瑟之母在航行至香港時健康狀況惡化，至1935年12月3日去世。
關於菲律賓軍隊的建設工作與美軍早年對日作戰構想的「橙色計畫」有密切關係，後者旨在戰爭爆發後，將駐守呂宋島的美菲軍隊在亞洲分艦隊支援下堅持6個月，之後再撤退至多山的巴丹半島和要塞島嶼科雷希多死守，阻止日軍入侵馬尼拉灣，而同時美軍主力艦隊自本土前來支援，與日軍艦隊進行決戰。然而「橙色計畫」因日本在一次大戰後接管德國在太平洋的島嶼，使其能截擊援菲美軍艦隊而可行性存疑，麥克阿瑟在陸軍參謀長任內斥其為「一紙空文」而否定，然而美國軍方因為一時沒有更好的替代方案，仍將「橙色計畫」作為既定軍事戰略實施，麥克阿瑟只得設法補充其不足，並將重點置於組建菲律賓政府的軍隊上。麥克阿瑟於任職第二年的1936年8月24日，奎松在馬拉坎南宮代表菲律賓政府授予其陸軍元帥稱號，並贈予一套麥克阿瑟自行設計的元帥制服與金質元帥杖。
麥克阿瑟計畫採用類似瑞士軍隊的模式整編菲律賓軍，原本的維持秩序的保安部隊被改編為少數的常備軍作為骨幹、以徵兵方式確保兵源，每年將訓練4萬人，預計將會在1946年菲律賓完全獨立時擁有40個師、共40萬人的兵力，並仿照西點軍校建立菲律賓軍事學院培育軍官，另外還計畫建設一支擁有250架作戰飛機的陸軍航空兵和由50艘魚雷艇組成的海軍。然而麥克阿瑟的整軍計畫推展並不順利，其所需的龐大資金使菲律賓政府增加賦稅，引起當地民眾的不滿，即使奎松對國民大力呼籲，菲律賓國會仍將預算自每年800萬美金減為600萬、受訓人員也減半，訓練營極其缺乏，第一批徵召的兩萬兵員直到1937年初才報到、被寄予厚望的空軍也到1939年才組織第一個中隊。華盛頓方面也不予支持，認為及早武裝菲律賓將引發類似1899年的武裝衝突，提供菲軍的裝備也陳舊過時。
1937年初，麥克阿瑟陪同奎松出訪日本、美國和墨西哥。在返回美國後，奎松要求羅斯福同意菲律賓較原計畫提早7年獨立，遭後者嚴詞拒絕，而麥克阿瑟也在同一時間竭力爭取陸軍部援助菲律賓的防務，但同樣不被理睬。4月30日，麥克阿瑟與費爾克洛思於美國紐約市政大樓結婚，兩人後於1938年2月21日有了獨生子——亞瑟·麥克阿瑟四世。1937年8月6日，參謀長馬林·克雷格通知麥克阿瑟其軍事顧問職務將於該年10月屆滿兩年，將會返國接受其他職務。然而麥克阿瑟選擇繼續留在菲律賓擔任奎松的顧問，於1937年12月31日正式從美國陸軍退役，結束其38年服役生涯，但他也告知克雷格若戰爭爆發隨時可接受徵召。

## 第二次世界大戰

### 1941年－1942年菲律賓戰役

#### 遠東美軍崩潰

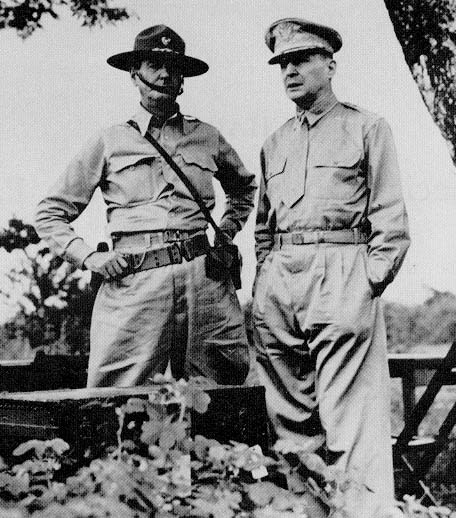
喬納森·溫萊特與麥克阿瑟，前者為菲律賓北呂宋部隊司令，在麥克阿瑟逃往澳大利亞後擔任菲律賓美菲部隊總司令，最終向日軍投降

1941年7月26日，因日美關係惡化，羅斯福宣佈菲律賓軍納入美軍指揮體系、召回麥克阿瑟以少將軍階回歸現役，任「美國遠東陸軍」司令，翌日晉升中將，12月20日再升上將。至1941年7月31日，菲律賓國防部共編列2.2萬名士兵，其中1.2萬來自菲律賓偵察軍，大部份編入喬納森·溫萊特指揮的「菲律賓師」下。美國預計戰爭爆發後將部隊撤至巴丹半島堅守至援軍到來，但麥克阿瑟將計畫改為守住整座呂宋島、以B-17轟炸機擊沉入侵的日軍船艦，他也說服華盛頓稱此計畫足以對日方形成威攝、遏止後者開戰。1941年7月至1942年1月12日間，美國遠東陸軍獲8,500名官兵補充，麥克阿瑟還計畫進一步動員菲律賓陸軍，預計將於1942年4月動員20萬人。然而日軍的南下進攻比預期的早，戰爭爆發時麥克阿瑟能掌握的部隊僅13.4萬人，其中美軍1.2萬人、菲律賓軍1.2萬人、民兵11萬人。1941年12月8日菲律賓當地時間3點30分，麥克阿瑟的參謀長理查德·萨瑟兰接獲珍珠港遭日軍轟炸的消息，隨即告知麥克阿瑟。5點30分，美國陸軍參謀長乔治·卡特莱特·马歇尔命令麥克阿瑟啟用「彩虹5號」戰爭計畫，該計畫內容為以美國太平洋艦隊保衛海上交通線、地面部隊堅持4至6個月，再由太平洋艦隊運輸大批增援部隊與日軍決戰。
太平洋戰爭中麥克阿瑟極富爭議的一項決定是「為何沒有先制攻擊臺灣？」遠東空軍司令劉易斯·H·布里爾頓少將在8日上午曾三度根據麥克阿瑟戰前擬定的計畫，要求發起B-17轟炸機對日屬臺灣基地的空襲行動，但萨瑟兰拒絕批准，直到11點半麥克阿瑟才同意下午發動空襲行動，命令轟炸機升空轉移至克拉克機場裝彈。同日12點30分，停駐大量主力軍用飛機的克拉克機場與鄰近的戰鬥機基地伊巴機場遭日軍第11航空艦隊轟炸，美國遠東空軍損失了35架B-17轟炸機中的18架、107架P-40戰鬥機中的53架以及超過25架其他各式飛機，大多是毀於地面，機場也受到嚴重破壞，人員傷亡則有80人死亡和150人受傷，而日軍僅損失7架飛機作為代價。麥克阿瑟何沒有進行先制攻擊歷史學家諸說紛紜，他本人事後對此爭辯稱布里爾頓先制攻擊的建議並不是向他，而是向萨瑟兰提議，還表示這項提議早該向他本人提出，也曾批評以轟炸機沒有足夠的戰鬥機護航，轟炸行動等同於自取滅亡。麥可·沙勒在麥克阿瑟傳記中稱奎松曾告訴艾森豪在珍珠港被日軍攻擊的當下，麥克阿瑟基於一些奇怪的理由，認為菲律賓群島能在戰爭中保持中立而不被日軍攻擊，而唯恐發起主動的空襲將破壞中立，進而對許可布里爾頓的計畫猶豫不絕。沙勒也指出麥克阿瑟在當時的心態也可能是認為沒有國家膽敢攻擊菲律賓。
在空中力量受到重大打擊後，麥克阿瑟將重點放在阻止日軍登陸，但同時又試圖保衛整個呂宋島、過度分散的美菲聯軍的兵力，同時也對一些危機跡象，如潛艦「鯁魚號」發現日軍主力正從林加延灣登陸的回報置若罔聞。12月21日，日軍主力登陸，隨即迅速推進至內陸，訓練不足與裝備短缺的菲軍很快被在中國戰場有豐富作戰經驗的日軍擊潰，幾經評估後，麥克阿瑟決定起用1941年7月時的計畫，於巴丹半島堅守至援軍的到來，因此下令全軍撤退至巴丹半島。雖然大多美菲士兵得以撤至該地，但由於過程倉促混亂，失去了大多數的補給品。12月24日，麥克阿瑟宣布馬尼拉為不設防城市，將司令部遷至科雷希多，25日時恢復了對華盛頓方面的聯絡。雖然美軍在巴丹半島仍持續抵抗，但麥克阿瑟一直期盼的援軍因華盛頓方面認為相較於歐洲、遠東屬次要戰場而未果，由於物資逐漸消耗，其麾下部隊疲憊不堪，還患上各種熱帶疾病，至2月中旬已非戰鬥減員近50％。麥克阿瑟本人在長達三個月的戰事中僅到過前線視察一次，其餘時間都待在防空隧道閉門不出，加之其承諾即將到來的資源屢屢落空，麥克阿瑟成了麾下士兵怨恨和調侃的對象，稱其為「縮頭道格」（Dugout Doug）。
戰局的惡化使麥克阿瑟壓力劇增，為求支援甚至寫信至莫斯科，以極富熱情的口吻讚揚蘇聯紅軍保衛莫斯科的成就，並請求蘇聯領導人約瑟夫·史達林立即加入太平洋戰爭；除此之外還寫信到華盛頓要求組織海軍船團前來營救，此時已是戰爭部戰爭計畫處處長的艾森豪認為麥克阿瑟已無法面對現實、正逐漸喪失勇氣，並指出其提議跟西點軍校剛入學的學生相差無幾、不適用現實的戰爭。1942年1月1日，菲律賓總統奎松贈與麥克阿瑟50萬美金，酬謝其戰前的貢獻，諸如萨瑟兰等幕僚也有份，此事僅馬尼拉和華盛頓極少數人，如羅斯福與戰爭部長史汀生知道，一直到1979年才由歷史學家卡洛·莫利斯·皮蒂略（Carol Morris Petillo）所揭露，儘管奎松的贈款在性質上屬於合法，但對麥克阿瑟本人的聲譽還是產生一定程度的負面影響。

#### 撤往澳洲

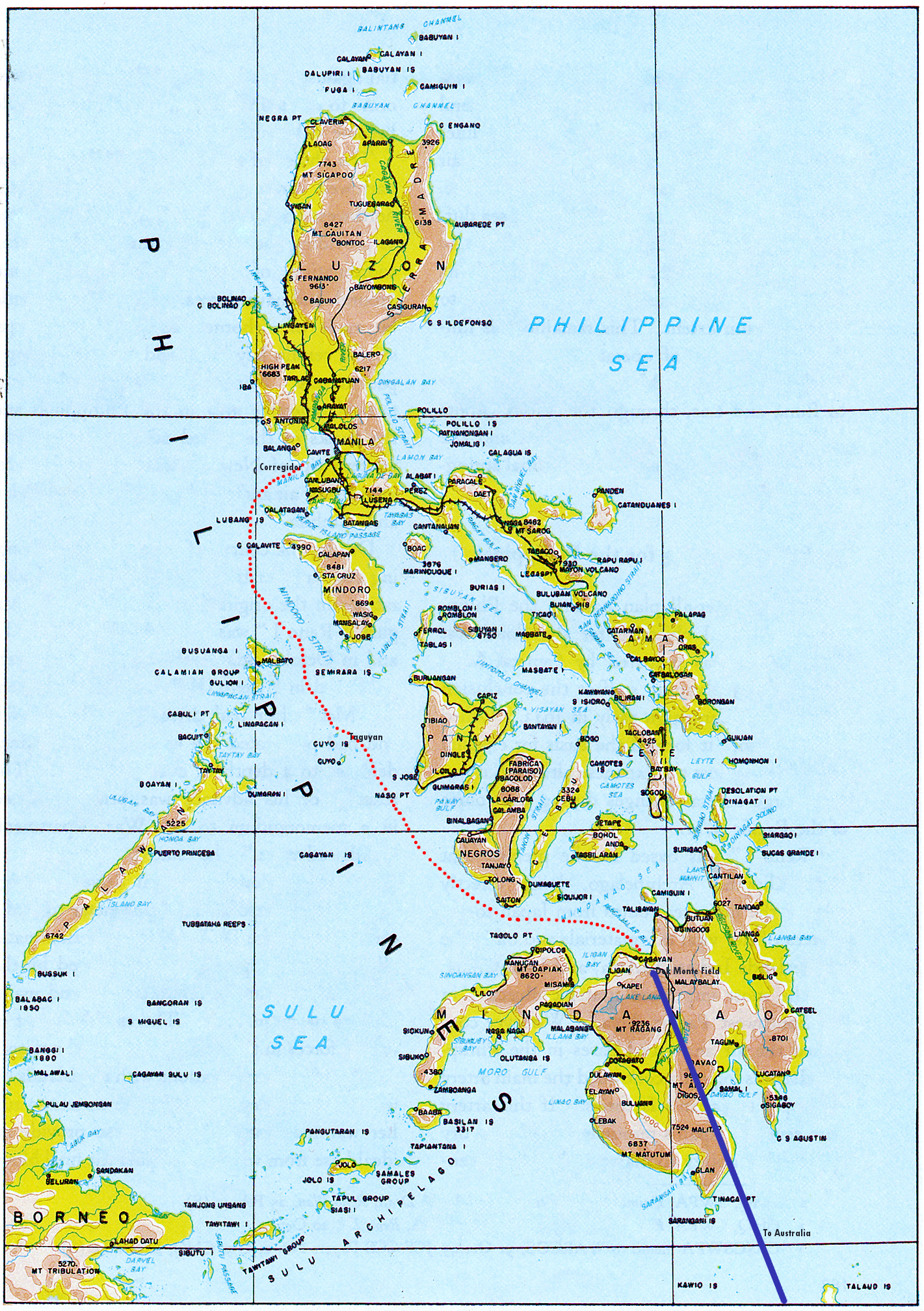
麥克阿瑟衝破日軍封鎖的逃亡路線圖，自科雷希多搭乘「PT-41號魚雷艇」魚雷快艇（紅線）到棉蘭老島的德爾蒙機場，再乘B-17轟炸機飛往澳洲（藍線）

至1942年2月，日軍已逐漸縮緊包圍圈，麥克阿瑟於2月11日給羅斯福的信件中表示自己將會與守軍「共赴存亡」，使其將可能投降被俘或陣亡沙場。2月14日，馬歇爾勸告麥克阿瑟將家人送離戰場，但後者並未理會。2月15日，英國遠東重要的戰略據點新加坡宣佈投降，華盛頓方面開始認真考慮科雷希多被攻陷、麥克阿瑟被俘的可能性。在當時日軍在太平洋勢如破竹的攻勢下，美國公眾輿論注意到麥克阿瑟的部隊仍在巴丹堅守抵抗，成為舉國矚目的焦點，麥克阿瑟本人的形象也逐漸轉為當時對日作戰的第一位英雄。同時也因為戰局情勢丕變，日軍進攻印度迫使英國集中資源應戰，令原屬後者勢力範圍的澳洲必須仰賴美國協防，原先協調遠東盟軍作戰的「美英荷澳司令部」也即將垮台，盟軍不得不重新設置新的軍事單位統籌，而麥克阿瑟即被認為是該單位總司令唯一的人選，因此決意使後者撤離菲律賓。
2月23日，麥克阿瑟收到馬歇爾的電報，指示羅斯福命令其立即前往棉蘭老島，再從當地前往澳洲赴任新職，第二天還額外告知可自行決定離開時間。麥克阿瑟將菲律賓戰區所有美軍的指揮權委任給溫萊特將軍，要求堅持抵抗，萬不得已則撤退至叢林中實施游擊戰。3月12日夜，麥克阿瑟搭乘由約翰·鄧肯·布爾克利指揮的「PT-41號」魚雷快艇離開，隨行的包括麥克阿瑟的妻兒、參謀長薩瑟蘭等幕僚，在躲過巡弋的日本軍艦和惡劣的海況後，麥克阿瑟等人成功抵達棉蘭老島的德爾蒙機場，在當地搭上B-17轟炸機飛往澳洲。3月21日，麥克阿瑟乘火車抵至墨爾本。途中，麥克阿瑟於南澳洲特勞伊火車站發表演說：「美國政府命令我突破日軍的防線，從科雷希多來到澳洲，按照我的理解，我此次之行是為組織美國對日本的反攻，其中最重要的目標是解救菲律賓。我現在脫險而來，但我將回去（I shall return）。」
「我將回去」吸引了美國社會大眾的注意，成為太平洋戰爭中最著名的一句話，而同樣地，也是為麥克阿瑟最引起爭議的一句話，華盛頓方面曾要求麥克阿瑟將「我將回去」的承諾改為「我們將回去」，但後者無視此要求，批評者常引用此事作為麥克阿瑟狂妄自大性格的一個例子，而擁護麥克阿瑟的人則稱麥克阿瑟這句話不是對美國人，而是對菲律賓人說，認為菲律賓人對麥克阿瑟個人的誓言較對整個美國更具信心。根據威廉·曼徹斯特的說法，「我將回去」這句話實際上是出自於奎松前秘書、麥克阿瑟副官的卡洛斯·佩納·羅慕洛，薩瑟蘭曾在科雷希多提出盟軍將採用「我們將回去」作為反攻口號，而羅慕洛反對，稱菲律賓百姓認為美國已出賣自己，無法相信，但對麥克阿瑟本人依然有信心，若說的「我將回去」就會有人信。薩瑟蘭之後將此建議報給麥克阿瑟，而後者也予以採用。
儘管麥克阿瑟人已在澳洲，但仍遠端向在菲美軍發布命令。4月9日，患病、受傷與飢餓不堪、超過7萬人的巴丹守軍投降，而麥克阿瑟對此事極為憤恨，怒斥該部應突破日軍防線，撤至山內實施游擊戰。5月6日，溫萊特率領科雷希多的守軍對日投降，麥克阿瑟聞訊後同樣予以責難，並延續到戰爭結束後，陸軍部決定授予溫萊特「榮譽勳章」時，麥克阿瑟仍強烈反對，直到最後馬歇爾與史汀生堅持才完事。曾與麥克阿瑟長時間共事的艾森豪也就此事在1942年5月6日日記中表露對溫萊特的同情和對麥克阿瑟的觀感：「可憐的溫萊特！是他在菲律賓群島中進行戰鬥的，而別人卻在演習中為公眾所發覺而獲得了榮譽。菲律賓群島到處的抵抗很快便將結束，這場對抗至此已拖延五個月了。麥克阿瑟的冗長指責，T·J·戴維斯和我在馬尼拉時是經常聽到的。現在這些指責之辭對公眾來說，聽上去好像是很愚蠢，就好像當年我們所感覺到的一樣。可是他究竟是一位英雄，唉！」沙勒也以此指出「沒有比這更能清楚顯露出麥克阿瑟此人在大眾和同僚眼中的差別了」。
麥克阿瑟的「逃亡」被日本以及其軸心盟國用於進行負面宣傳，馬歇爾決定授予其「榮譽勳章」以抵銷其效果。艾森豪反對此案，稱麥克阿瑟並未有做出法律規範中的英勇行為，而馬歇爾則提出1927年時有過以特別法授予過查爾斯·林德伯格的前例。1942年3月26日，麥克阿瑟獲得榮譽勳章，他和父親小亞瑟·麥克阿瑟成為史上第一對被授予榮譽勳章的父子，並很長時間一直是唯一的一對，直到2001年國會追授西奧多·羅斯福在美西戰爭中的功績，後者才與其子西奧多·羅斯福三世才打破這項記錄。

### 新幾內亞戰役

#### 組建西南太平洋戰區與巴布亞戰役

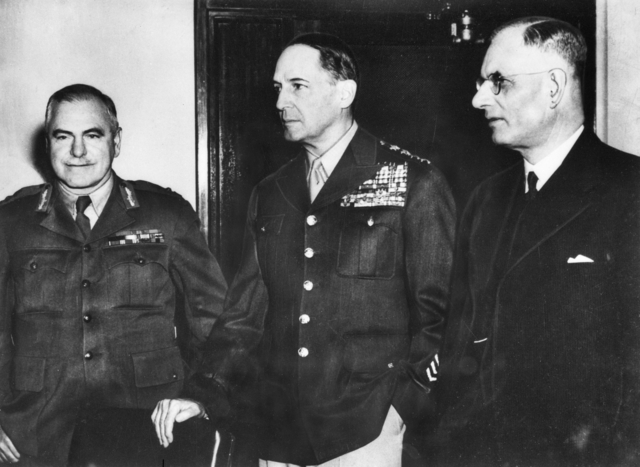
西南太平洋戰區總司令麥克阿瑟（中）、戰區陸軍部隊司令托馬斯·布萊梅爵士（左）與澳大利亞總理約翰·柯廷（右）

抵達澳洲的麥克阿瑟急欲組織部隊反攻菲律賓，但驚愕地發現當地並無原先預想的大軍，而是僅有兩個從國民衛隊抽調組成、未受過叢林戰訓練的美軍步兵師，海空部隊同樣未作好準備，美國軍部對太平洋戰區的指揮結構也進行了重組，由於美國海軍認為太平洋戰爭本質上是一場海上戰爭，拒絕受陸軍將領指揮其對日作戰，英美聯合參謀部協調後將太平洋戰區被分作「太平洋戰區」以及「西南太平洋戰區」，前者由海軍上將切斯特·威廉·尼米兹指揮，麥克阿瑟則指揮後者，範圍為澳大利亞、所羅門群島和菲律賓等。麥克阿瑟的地位遠比自己預料的要低得多，除了以菲律賓時期的部下組成司令部幕僚（通稱「巴丹幫」）外，不能直接指揮旗下屬的任何一國的部隊，由於戰區地面部隊由澳洲軍隊為主力，由澳洲將領托馬斯·布萊梅爵士擔任，海軍由赫伯特·萊利出任，空軍司令為喬治·布雷（1942年後由喬治·肯尼取代），麾下部隊為9月以遠東空軍改編的第5航空隊。此外，參謀長聯席會議（下簡稱聯參會）決定實施1942年以開闢歐洲第二戰場、盡快打敗納粹德國的大戰略，對於太平洋戰場的目標僅只於阻止日軍的進一步攻勢，使得麥克阿瑟手中能掌握的軍事資源實屬少數，長期以往，麥克阿瑟因此認為華盛頓存在「陰謀集團」來找他麻煩。
自偷襲珍珠港後，日軍以「南方作戰」橫掃東南亞，攻佔了英美荷的廣大殖民地，但同盟國並未如其預期的準備談和，為此日軍下一步決定切斷澳洲與美國之間的聯繫，因而準備攻佔新喀里多尼亞、薩摩亞和斐濟群島，而新幾內亞的莫爾茲比港也在其預定目標內。3月，日軍已出兵新幾內亞的萊城、薩拉馬瓦。4月17日，麥克阿瑟就任西南太平洋戰區總司令，隨後便立即推翻澳軍總參謀部原預想退守至布里斯班以南的計畫，主張主動出擊日軍南太平洋要地拉包爾，但被聯參會駁回。5月與6月，日軍於珊瑚海海戰和中途島海戰接連失敗，海軍實力受到重創，只得放棄自海路、改以自新幾內亞北部登陸後，從陸上進攻莫港。美軍聯參會則於7月2日發布的第一階段作戰目標：尼米茲將指揮攻佔聖克魯斯群島，為攻佔日軍所羅門群島中部基地的圖拉吉島；第二，麥克阿瑟於新幾內亞島進行平行攻勢肅清島上的日軍，為第三階段：進攻新不列顛島、奪取拉包爾作準備。

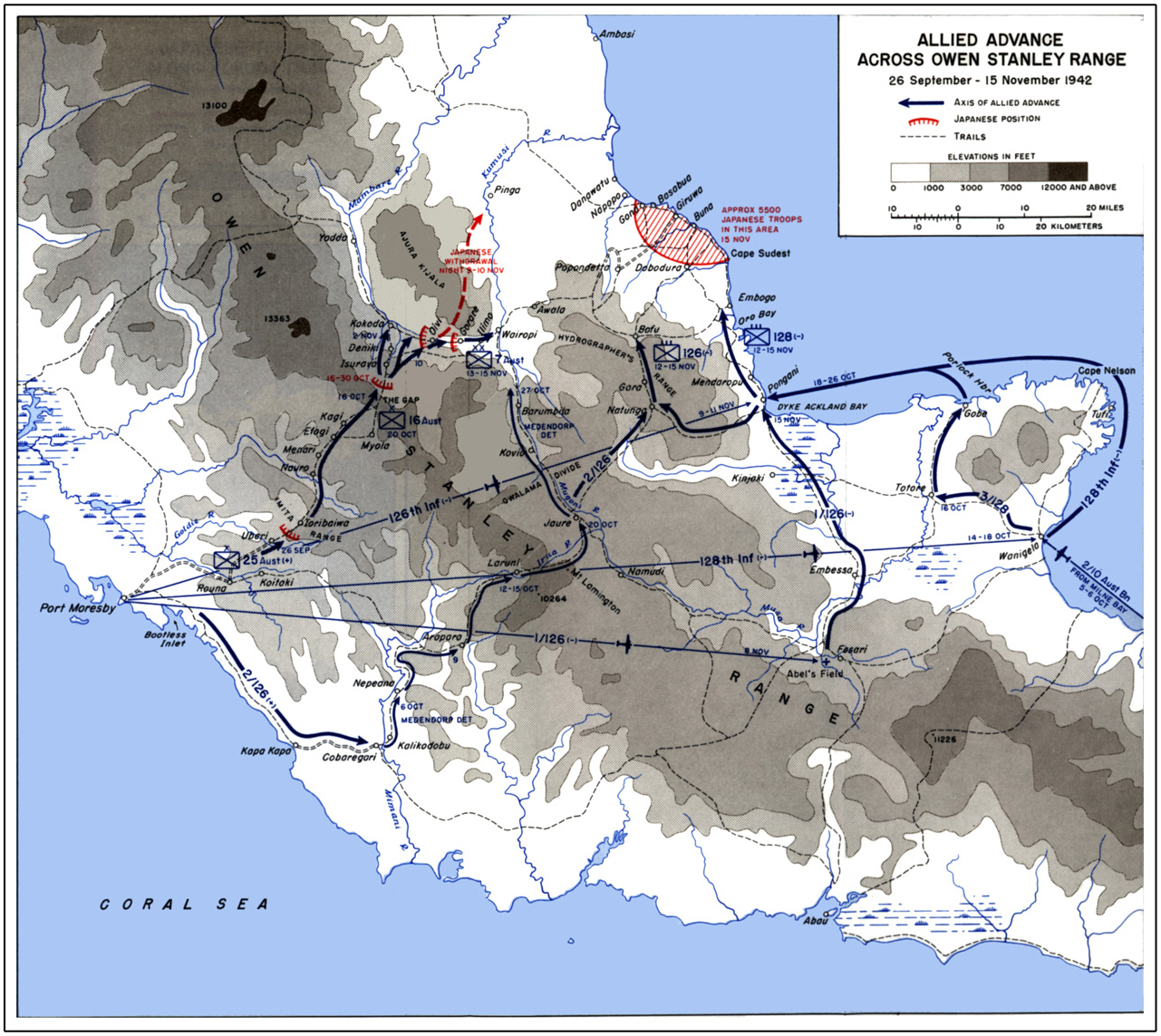
盟軍在1942年9月26日至11月25日於巴布亞的反攻路線

對於日軍的動向，麥克阿瑟雖有察覺但未給予足夠的重視，雖然美軍情報部門早報告日軍將進攻莫港，但無論是麥克阿瑟本人還是其情報處長查爾斯·安德魯·威洛比都認為後者難以翻越其險惡的地形，日軍登陸莫納僅是修築機場，然而7月22日，日軍第8方面軍所屬的第17軍僅付出輕微代價便成功佔領了布納與戈納，接著試圖翻越歐文斯坦利山脈、穿過「科科達小徑」抵達莫港。由於麥克阿瑟的輕敵，未能即時以航空兵阻止日軍登陸，科科達小徑戰役初期澳軍只得以少量兵力阻擊日軍的攻勢，直到訓練有素的澳軍師抵達、補給改善後，日軍自9月18日開始後撤，欲退回布納與戈納。麥克阿瑟決定圍殲日軍以徹底解除對莫港的威脅，澳軍第7師一部沿著「科科達小徑」追擊，而美軍第32師與澳軍第7師自米爾恩灣向布納-戈納推進。
8月25日至9月6日，澳軍成功挫敗日軍對米爾恩灣的進攻，是盟軍在太平洋戰爭中首次在大規模陸戰上挫敗日本陸軍的戰役。相較之下，美軍在對布納-戈納的決戰中表現拙劣，麥克阿瑟的情報部門對於日軍的動向再度做出錯誤判斷，認為後者不會堅守布納-戈納，因此不願搶在日軍之前進佔後者，但實際上日軍退至當地後憑藉其野戰工事和強大的火力據守，而盟軍因為天氣惡劣、補給不足、熱帶疾病等困擾而久攻不下。麥克阿瑟將此怪罪於澳大利亞人，他公開批評負責攻打戈納的澳軍第7師沒打過硬仗，更向馬歇爾指出澳軍不是日軍的對手，要求派遣美軍來清理戰場，使麥克阿瑟再度招致澳大利亞人的反感，而當第一支抵達該戰區的美軍部隊——第32步兵師投入戰鬥後，其缺乏叢林戰訓練和戰鬥經驗、在實戰表現拙劣，部隊經常受到日軍碉堡的襲擊、缺少裝備補給，還被友軍航空兵的轟炸，士氣低落，麥克阿瑟尤為尷尬。11月30日，麥克阿瑟授權第1軍軍長羅伯特·艾克爾伯格採取必要措施。12月9日，澳軍第7師攻佔戈納，而美軍第32師合圍了日軍在薩南達的據點。12月20日，日軍大本營宣佈取消巴布亞作戰，將新幾內亞防線退守西部至200多公里外的薩拉毛亞。美軍之後增派第41師投入布納作戰，於1月2日將其攻克。1月22日，盟軍完全肅清薩南達的日軍，控制了整個布納、戈納地區，美澳軍8000多人傷亡、超過美軍在瓜島損失的高昂代價獲得勝利，日軍則投入約1.7萬陸海軍兵力，約1.2萬人戰死。1943年春，日軍對瓜島和巴布亞的爭奪戰遭遇失敗後，喪失戰略主動權，被迫全面轉入戰略防禦，為保住巴布亞上僅存的萊城與薩拉毛亞兩據點，日軍集結從戈納、布納潰退的部隊加強當地的防務，並於3月1日自拉包爾向萊城派出運送補給和增援士兵的船隊，但同月3日至4日的俾斯麥海海戰被盟軍幾乎全殲，7300餘名陸海軍官兵約3,700人喪生、2700人被救回拉包爾、僅819人得以登岸萊城，而所有物資沉入海中，美軍的損失則僅有4架飛機。

#### 封鎖拉包爾

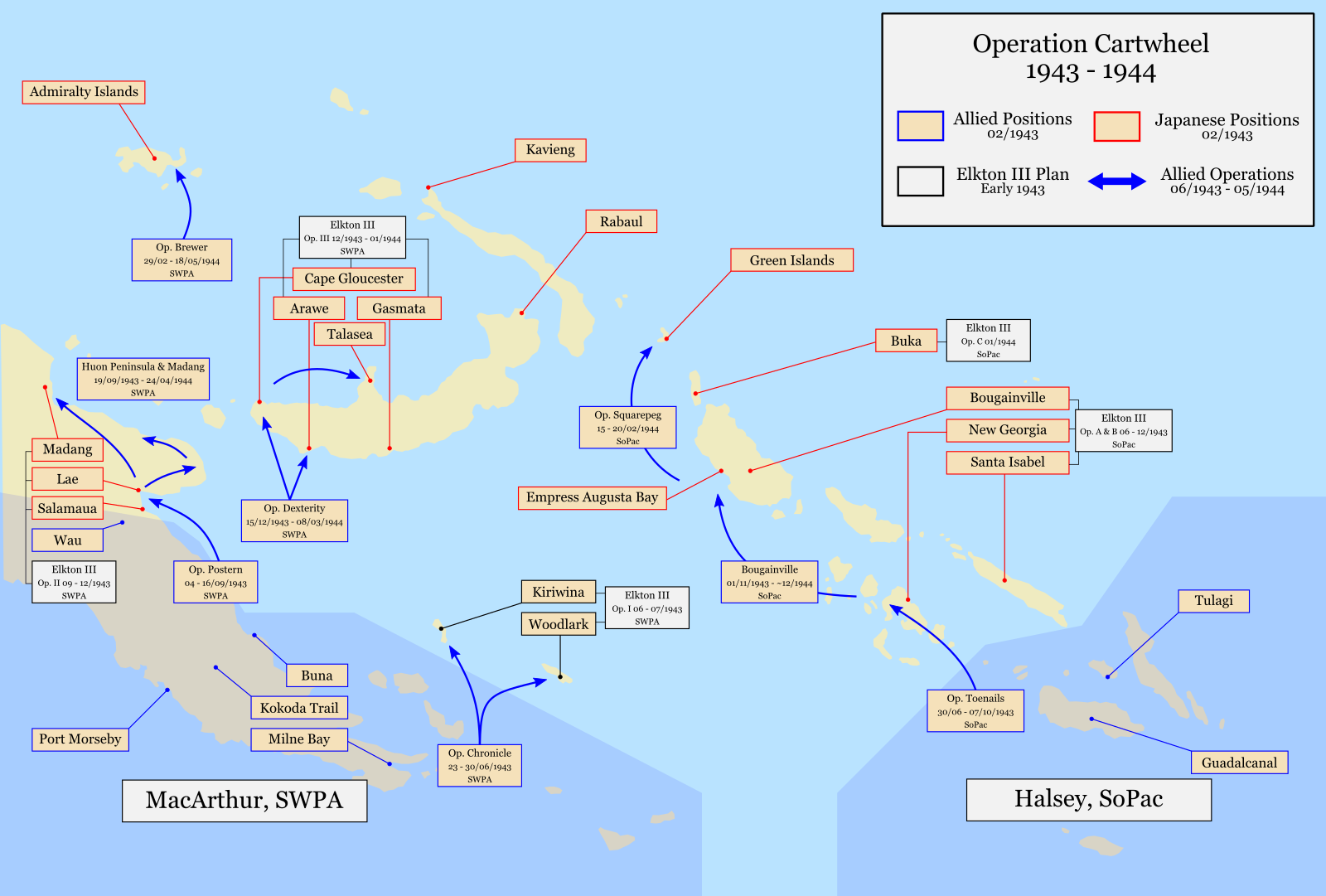
麥克阿瑟的「西南太平洋戰區」與海爾賽「南太平洋戰區」部隊協同實施「車輪行動」一步步封鎖日軍南太平洋軍事要地拉包爾，前者以「編年史行動」攻取南方伍德拉克島和基里維納島、沿新幾內亞島北上與日軍第18軍交戰收復各要地、封鎖休恩半島，自左翼迂迴新不列顛島；後者則自瓜島沿西北方向進攻新喬治亞島、布干維爾島，布干維爾島戰役發動後，麥克阿瑟隨即登陸新不列顛島，後又攻打海軍部群島戰役，海爾賽也一併攻佔格林島、卡維恩。最終拉包爾陷入東西夾擊之下，島上13餘萬日軍向週邊增援與補給路線被封鎖，儘管麥克阿瑟一度要求將其攻佔，但美軍最終決定圍而不戰，直到戰爭結束。

1943年1月，美英聯參會於卡薩布蘭卡會議上決定戰爭新一年的戰略，太平洋的戰略為確保新幾內亞和索羅門群島外，還要收復阿留申群島和進攻日軍在加羅林和馬紹爾群島的基地。至於盟軍的反攻有兩條路線：一是沿著西南太平洋，從新幾內亞通往菲律賓；另一條是通過中太平洋，從珍珠港西進的路線。以美國海軍作戰部長恩斯特·金恩和尼米茲為代表的美國海軍主張自中太平洋進攻，認為該戰區的一系列島嶼能將日本本土與東南亞、台灣和琉球群島連接，進而將日本與海外佔領地切斷原料與物資的補給線，而新幾內亞周圍的海域狹窄、難以運用快速航母特遣舰队。以麥克阿瑟為代表的陸軍則主張沿著西南太平洋路線，認為奪取日軍新近佔領的南方土地是取勝的最快捷徑，而中太平洋容易受到日軍佔領的一系列託管島嶼的攻擊。經聯參會協調，於3月29日宣佈美國陸海軍在太平洋任務為：一、於基里維納群島和伍德拉克島建立機場；二、奪取萊城、薩拉毛亞、芬什港、馬當和不列顛島西部；三、奪取索羅門群島，包括布干維爾島南部；四、準備最終奪取俾斯麥群島，陸海軍主張的兩條反攻路線則並行實施，但重點置於中太平洋方向，麥克阿瑟的南太平洋方向在反攻初期僅發動有限的攻勢。
麥克阿瑟於1943年的主要目標是消滅新幾內亞上日軍的最後幾個據點以及攻佔拉包爾，其中後者尤為重要，在1943年3月巴布亞作戰一結束便派遣肯尼與薩瑟蘭前往華盛頓遊說，其麾下參謀於2月12日提出對應後者的「埃爾克頓一號」計畫（Elkton I）也在，基本構想為「南太平洋戰區」司令小威廉·海爾賽中將將從所羅門群島、麥克阿瑟從新幾內亞兩方向夾擊拉包爾。同年2月28日，計畫修改為「埃爾克頓二號」，以五階段實施行動：一、佔領休恩半島。二、佔領新喬治亞島。三、佔領新不列顛島與布干維爾島。四、佔領新愛爾蘭島的卡維恩。五、攻佔拉包爾。3月28日，聯參會通過該計畫。4月26日，麥克阿瑟與海爾賽制定了更為詳盡的「埃爾克頓三號」，代號「車輪行動」。為實施該作戰，「西南太平洋戰區」司令部進行了大規模的重整，布納戰役使麥克阿瑟對布萊梅爵士深感失望，且澳軍在戰役期間企圖干涉指揮也激怒麥克阿瑟，故後者向馬歇爾要求另組美軍軍團。1943年2月16日，瓦爾特·克魯格調入戰區，負責新建的第6軍團。26日，海爾賽的第3艦隊劃給了麥克阿瑟指揮。第7兩棲部隊（Seventh Amphibious Force）與第2特種工程隊也調至該戰區司令部，並與原有單位合併編為第7艦隊，由亞瑟·卡彭中將指揮，由於第7艦隊未編入航空母艦，因此海軍的行動都須仰賴第5航空隊（戰鬥機最大作戰半徑約560公里）。
1943年6月，「車輪行動」開始，儘管並非完全按照預定計畫，但大致目標皆成功達成。首先第一階段，由「西南太平洋戰區」實施「編年史行動」攻佔幾乎沒有防禦的伍德拉克島和基里維納島，此戰也是麥克阿瑟戰區內的首次正式的兩棲登陸行動。隨後麥克阿瑟與日軍第18軍展開新幾內亞島的沿線交戰，即「車輪行動」第二階段：收復萊城、芬什港、馬當，以自左翼迂迴、建立機場來壓制拉包爾。9月18日，澳軍也收復了薩拉毛亞。1943年9月4日，盟軍發起「後門行動」收復萊城，10月也收復芬什港，隨後暫停沿著新幾內亞島進攻，轉而封鎖休恩半島而進入休整。麥克阿瑟攻勢期間盟軍戰略計畫也有所改變，美英聯參會於8月的「魁北克會議」中採納了金恩的意見，決定不攻佔拉包爾，轉而以封鎖令其陷入癱瘓，西南太平洋部隊則他處。麥克阿瑟對此表示強烈不滿，向聯參會表示此為「歷史上最嚴重的軍事失誤之一」，後來美軍以這種方式繞過日軍重兵固守的島嶼與據點、從而實施推進的行動被稱作「跳島戰術」，而日後麥克阿瑟又在回憶錄中自稱為該戰術的創造者，但事實上是在美英聯參會命令下才勉為其難的接受，初期還多次反對過「跳島」行動。12月15日，美國陸軍第1騎兵師渡過勇士號海峽登陸新不列顛島西南部的阿拉瓦，美國海軍陸戰隊第1師也在第7兩棲部隊支援下登陸該島西北部的格洛斯特海角。索羅門群島方面，海爾賽也於8月25日攻佔新喬治亞島、10月7日奪佔維拉拉維拉島、至1943年底控制了布干維爾島大部份地區。1944年初，紐西蘭第3師攻佔格林島、3月20日海爾賽部奪取拉包爾西北部的卡維恩，封鎖了其右翼。3月中旬，麥克阿瑟攻佔新不列顛群島，完成拉包爾的左翼封鎖，之後麥克阿瑟撤出美軍部隊，僅留下澳軍部隊來牽制拉包爾。至此，日軍的南太平洋重鎮拉包爾已陷入東西夾擊之下，13.5萬日軍陷入包圍、拉包爾向週邊日軍的海空增援與補給也遭到截斷、日軍以俾斯麥群島構築的海空防線被盟軍所突破。

#### 收復新幾內亞全島

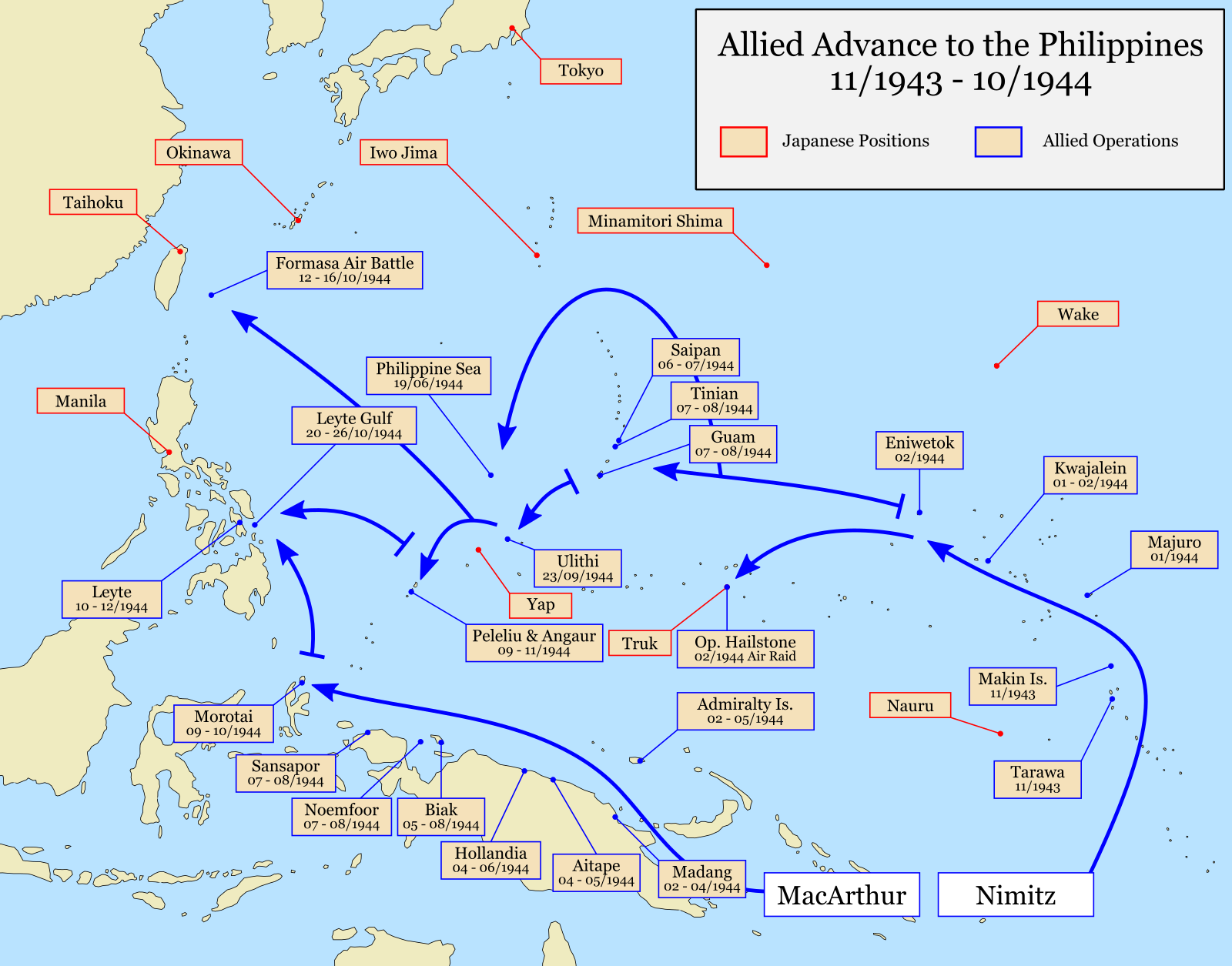
出於戰略分歧與軍種競爭，麥克阿瑟與尼米茲分別在西南與中太平洋方向向西的推進。麥克阿瑟在攻佔海軍部群島後，沿著西新幾內亞島西進方面的戰事，而後攻打莫羅泰島、並在海爾賽的提議下直取雷伊泰島，與一路攻佔馬里亞納群島的尼米茲部會合。

1944年1月2日，麥克阿瑟發起收復新幾內亞全島的行動。美軍第32師登陸賽多爾，與對休恩半島發起正面進攻的澳軍相配合，切斷澳軍當面的日軍退路，賽多爾也提供作為第5航空隊的前沿基地，奠定了往後作戰的空中保障基礎，而為阻止被封鎖於俾斯麥—索羅門群島的日軍第18軍轉赴增援新幾內亞方面，麥克阿瑟決定攻佔海軍部群島，既可用於支援新幾內亞方面海軍作戰，又能打擊加洛林和馬里亞納群島、支援中太平洋方面作戰。2月29日，美軍發動「釀酒人行動」登陸群島中最大的洛斯內格羅斯島，於3月底佔領海軍部群島全域，盟軍以此取得天然良港與多處機場，日軍則約有8萬官兵被困於俾斯麥-新不列顛-索羅門群島而進退不得。
由於海軍部群島戰事的順利，使麥克阿瑟決定直接繞開日軍第18軍主力駐紮的馬當至韋瓦克地區，直接攻向800公里之外的荷蘭迪亞，該地為日軍在喪失南太平洋戰略主動權後作為第18軍主力的供應補給基地，麥克阿瑟寄望以此作為進攻呂宋島的第一步；相對的，由於距離超過第5航空隊作戰航程，日軍判斷荷蘭迪亞不會受到麥克阿瑟的攻擊，僅僅駐紮少量守軍。麥克阿瑟雖自從尼米茲處借調航空母艦取得海軍航空兵的空中支援，但因為後者僅同意其停留於新幾內亞水域4天，勢必要另闢一陸航基地，然而若貿然發起進攻將使日軍意識到美軍的意圖，從而強化荷蘭迪亞的防禦，麥克阿瑟因而決定雙管齊下，同時以兩個主力師登陸荷蘭迪亞，還實施「迫害行動」攻打該地以東240公里艾塔佩（亦在賽多爾第5航空隊作戰航程內），由此在尼米茲的航艦撤離前，麥克阿瑟便成功將陸航轉進到新佔的艾塔佩，為荷蘭迪亞方面的戰鬥提供不間斷的空中支援。3月30日，第5航空隊對韋瓦克和漢薩灣轟炸、澳軍同時發動西進攻勢，令日軍錯判美軍的目標，不僅第18軍就地堅守，甚至反將荷蘭迪亞的守軍東調增援之，同時麥克阿瑟還將登陸艦隊實施欺騙性的迂迴行動，於4月22日對荷蘭迪亞發起突襲登陸。4月24日，艾塔佩被美軍攻佔，並在26日尼米茲的航艦撤走時陸航飛機已能從當地增援荷蘭迪亞方面。4月27日，美軍東西兩側登陸的部隊會合，基本結束了荷蘭迪亞的戰鬥，美軍僅付出100人陣亡、1000人受傷的代價，而日軍陣亡5000人，另有5000人逃入內陸叢林。歷史學家愛德華·德雷亞將荷蘭迪亞之戰稱作麥克阿瑟在二戰中表現最好的一刻，並歸因於其大膽的決策和有效運用情報的能力。
荷蘭迪亞的迅速勝利，加強了麥克阿瑟一舉收復新幾內亞全島的決心，於5月17日發動了對荷蘭迪亞以西200公里的瓦德克島的進攻，至5月底以消滅當地日軍部隊。其後，麥克阿瑟又將目標轉向比亞克島，於5月27日登陸該島。然而由於情報判斷失誤，麥克阿瑟原估計日方守軍應僅有3000人以下，但實際上將近1萬人，且日軍採用日後在沖繩和貝里琉島實施的戰術，允許盟軍在無抵抗的情況下登陸，後於內陸推進時發動猛烈反擊，使盟軍在一步步推進的過程中付出沉重代價。6月29日，美軍殲滅了日軍的主力，控制該島，但對日軍殘部進行掃蕩與肅清持續至8月。7月底，麥克阿瑟進攻日軍在新幾內亞的最後一處據點——鳥頭半島，未受到日軍的抵抗便佔領。至此，麥克阿瑟就此結束了曠日費時、作戰環境險惡的新幾內亞之戰，在一年多的時間裡，麥克阿瑟率部西進3000公里、北進1000公里，運用相當有限的兵力、以較小的代價完成收復全島的戰略目標。

### 台灣—菲律賓之爭

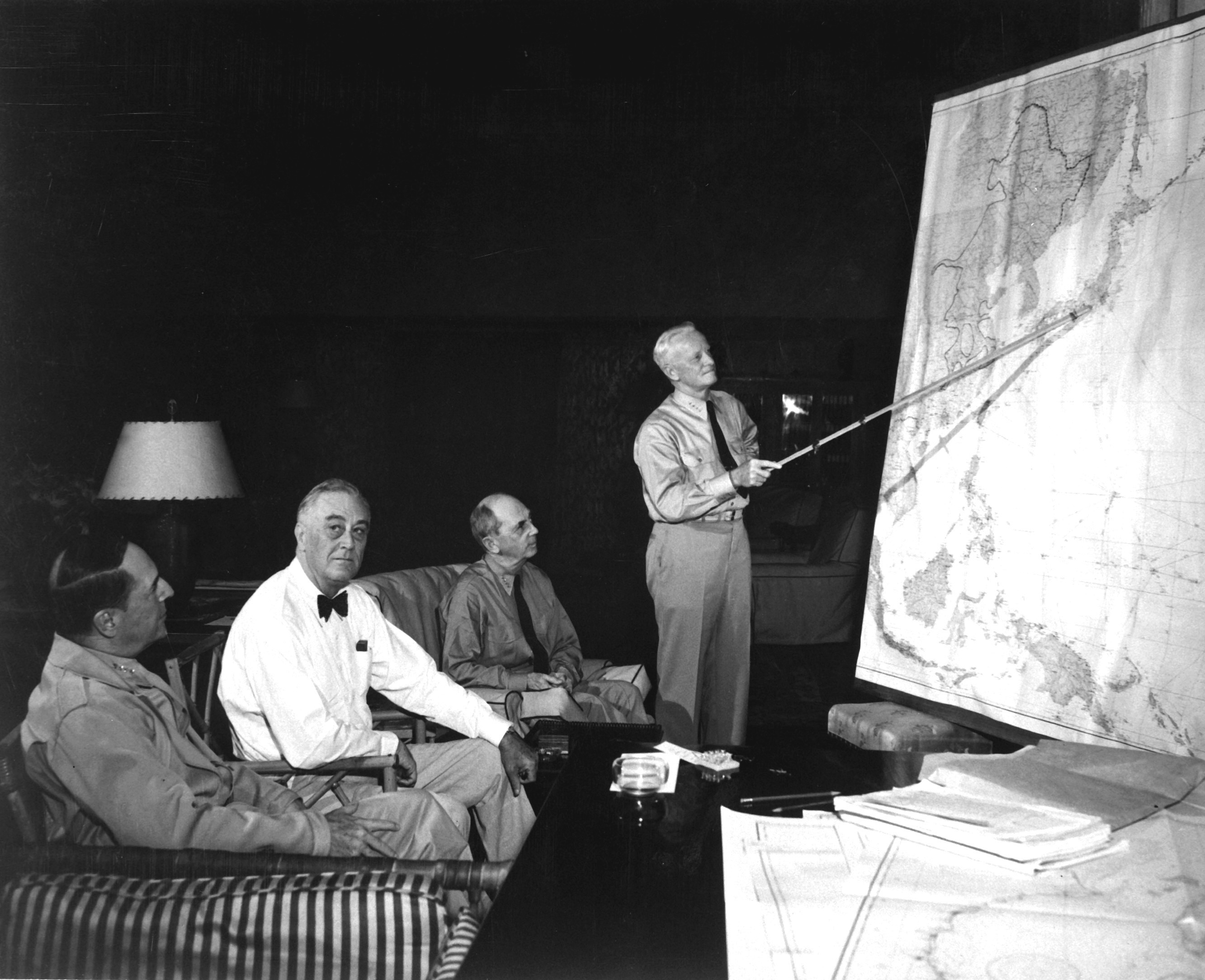
1944年7月夏威夷會議上的羅斯福、尼米茲和麥克阿瑟，麥克阿瑟在回憶錄中認為羅斯福已被其說服接受先攻打菲律賓呂宋島的方案，但實際上該會議並未完全確定了呂宋島還是台灣兩條進攻路線的選項，一直到同年10月3日在聯參會命令下決定實施麥克阿瑟的方案、結束其論戰

在麥克阿瑟沿著新幾內亞東岸突襲俾斯麥島、尼米茲的海軍部隊也在馬紹爾群島戰役中突破日軍「絕對國防圈」的同時，聯參會同樣也研究下一階段的進攻目標，於1944年3月命令麥克阿瑟與尼米茲分別提出對呂宋、台灣和中國沿海三角地帶的入侵計畫。3月12日，聯參會再向兩人發布指示，要求在1945年前致力完成四項目標：一、麥克阿瑟應孤立拉包爾；二、沿著新幾內亞北岸西進，於11月15日前攻佔民答那峨；三、尼米茲應繞過特魯克，於6月15日前攻佔馬里亞納群島、孤立加羅林群島、於帛琉建立基地，支援麥克阿瑟對民答那峨的進攻；四、尼米茲應於1945年2月15日攻佔台灣，而若需支援對台灣的進攻，麥克阿瑟應先在2月15日進攻呂宋島。同年7月，美軍攻克馬里亞納群島，得以從塞班島起飛B-29轟炸機對東京進行轟炸，太平洋兩大戰區的進攻路線也將在菲律賓會合，因此進入下一階段目標的選擇：進攻上述提及的三角地帶。然而其進攻順序與目標的選定，應以菲律賓南部島嶼、主島呂宋島以及台灣何者為先成了聯參會、戰區陸海區將領爭論的中心，大致可分成三種意見：一、以聯參會成員為主，繞過菲律賓群島；二、收復菲律賓中部與南部島嶼以建立空軍基地，再進攻台灣，此意見以尼米茲為代表；三、僅收復菲律賓群島，或收復菲島後再考慮進攻台灣，此以麥克阿瑟為首、戰區實際作戰的將領為主。
為取得共識，羅斯福於7月下旬在珍珠港召開會議，出席的除了總統本人外，還有麥克阿瑟、尼米茲與總統的參謀長威廉·D·李海。會上尼米茲與麥克阿瑟輪流陳述方案，前者提出海軍的觀點（而非自己的），指盟軍應繞過菲律賓群島直取台灣與硫磺島、沖繩等島嶼，完成佔領後便可實施進攻日本本土的行動，而為奪取上述島嶼，「西南太平洋戰區」除保留兩個師與數個空軍中隊外，其他的美軍部隊應全歸屬至其指揮的「中太平洋戰區」（隸屬「太平洋戰區」司令部下），至於如何牽制或削弱菲律賓的30萬日軍則未提。麥克阿瑟當即對尼米茲的計畫提出反對，不僅戰略上菲島為日軍南方交通線之樞紐，盟軍若予以繞過直撲台灣、硫磺島和沖繩，其損失將會大大超過佔領這些前哨島嶼所帶來的利益，也無法打擊日本的抵抗意志。
相比之下，盟軍收復菲律賓所需付出的代價小得多，在心理層面的也比台灣更能打擊日本。麥克阿瑟另外還從政治面切入，稱1700萬的菲律賓人仍忠於美國，進攻台灣則不會有強大的游擊隊支援，且「菲律賓人認為自己在1942年被人出賣」因此有必要率領大軍反攻，否則將損害美國的國家威望，若對菲島繞開不理，被封鎖於當地的日軍勢必將奪取島上人民的糧食，使平民大眾蒙受悲慘與飢餓。會上羅斯福還提及進攻呂宋島的傷亡問題，而麥克阿瑟激烈地否認，並保證不會比過去嚴重。當天會議並未做出結論，而之後麥克阿瑟又與羅斯福單獨進行約十分鐘的會談，據曼徹斯特所稱，麥克阿瑟以帶有威脅性的口吻警告羅斯福，若採取金恩繞開呂宋島的計畫「美國人在今年秋天必會對你表示出最大、十足的憤懣而投票反對你」，當晚羅斯福跟私人醫生說道：「我這輩子從來沒有人像麥克阿瑟那樣跟我講話的。」
第二天會議結束後，羅斯福向麥克阿瑟表示：「好了道格拉斯，你贏了。不過為了這件事，我就得回去對付金恩了。」，並在之後的對話中多次表示將收復菲律賓。儘管之後聯參會仍保持台灣-呂宋島兩目標並行準備的方案，但後續調查又發現，駐於台灣的日軍較尼米茲等人估計的多，而由於航程過遠得不到陸軍航空隊的支援，這使得海軍需為攻台方案「堤道作戰」動用更多兵力與裝備，且預計將在歐戰結束後才能滿足。相反的，若進攻呂宋，現有兵力即可執行。另外自1944年春季起，日軍於中國發動「一號作戰」致使華東一帶機場與港口盡數被攻佔，進而降低了攻台的戰略意義，連同麥克阿瑟主張的政治因素，聯參會終於10月3日發布決議進攻呂宋、擱置進攻台灣一案（最終放棄）。

### 反攻菲律賓

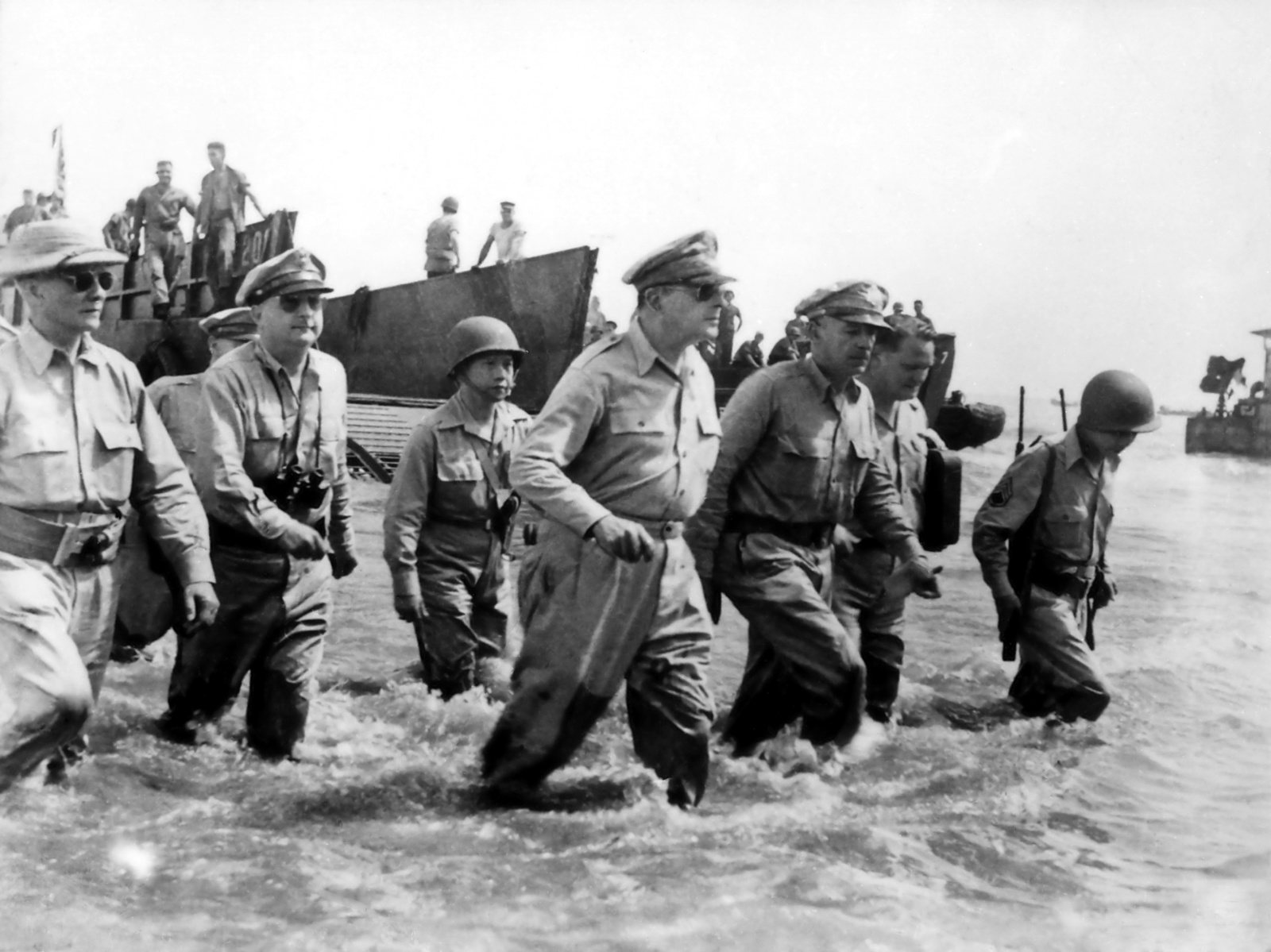
1944年10月20日，麥克阿瑟登陸雷伊泰島、實現1942年回到菲律賓的承諾，這張麥克阿瑟與幕僚涉水登陸的照片之後被建為雕像，置於麥克阿瑟登陸紀念國家公園

在攻台案尚未完全擱置前，麥克阿瑟與尼米茲取得共識，即台灣位於當前陸航基地航程之外，故須先在菲律賓南部取得一空軍基地，才能以此支援無論是呂宋還是台灣的進攻行動。在麥克阿瑟正準備進攻聯參會規劃的菲律賓中南部島嶼時，因為第3艦隊司令海爾賽對雷伊泰島實施空襲，日軍卻僅有微弱的抵抗，使海爾賽向尼米茲提報該島防禦能力脆弱，建議跳過中部其他前沿島嶼、直接進攻雷伊泰島，此構想獲得尼米茲、麥克阿瑟與聯參會的認可。1944年10月20日，克魯格率第6軍團登陸雷伊泰島，而麥克阿瑟則從輕巡洋艦「納什維爾號」監督行動，當天下午，因為缺乏登陸艇，麥克阿瑟只得涉水登陸，在踏上菲律賓後隨即發表演說：
菲律賓人民！我回來了！托萬能之主的福，我們的軍隊又站在菲律賓的、灑著我們兩國人民鮮血的土地上了。我們為摧毀控制你們日常生活的殘餘敵人，為恢復不屈不撓的力量的基礎，你們民族的自由，回來了！
雷伊泰島戰役並非美方原預期的順利，事實上日軍航空兵力並非被消滅而是向後退卻，而雷伊泰島在肯尼陸航的航程之外，麥克阿瑟只得仰賴海軍航艦的艦載機掩護，而在雷伊泰島登陸期間日本海軍也做出反擊，因為海爾賽對日軍實力錯誤的認知，下令第3艦隊北上追擊日軍作為誘餌的航艦部隊，使金凱德的登陸艦隊受到日軍戰艦艦隊襲擊的風險，一度形成重大危機，事後麥克阿瑟為海爾賽辯護，並將此事歸咎於指揮權為自己與尼米茲瓜分所致。
雷伊泰島的地面戰鬥未如預期的順利，豪雨與泥漿地面使陸航飛機無法進駐起降，而日軍大批增援，使美軍滯難於行、戰鬥曠日費時，麥克阿瑟甚至一度想換下第6軍團，由8月新建的第8軍團（由艾克爾伯格指揮）取代之，至12月底，克魯格估計島上尚有5000名日軍，而麥克阿瑟即於12月26日發布公報宣佈「除了稍微的掃蕩外，本次戰役已經結束」，但實際上艾克爾伯格率第8軍團至1945年5月真正結束戰鬥期間又擊斃額外27,000名日軍。1944年12月18日，麥克阿瑟緊接在馬歇爾之後，晉升五星上將，之後艾森豪與阿諾德也同樣獲此晉升。該軍階根據美國國會法第78-482號於1944年12月14日設立為臨時軍階，而在戰爭結束後六個月將受階者恢復為永久軍階，至1946年6月23日該軍階才透過第79屆國會第333號議會法改為永久軍階，該軍階退役者還享有全額工資與津貼。
由於雷伊泰島的作用遠不如預期，麥克阿瑟進攻民都洛島，佔領後10天內便完成修築機場跑道，肯尼的陸航作戰半徑相當於向前推進了500公里，整個呂宋島都在盟軍作戰半徑內。1945年1月9日，在實施多起欺騙措施後，麥克阿瑟的部隊大舉登陸林加延灣，由於日軍戰略為在內陸與盟軍決戰，故美軍登陸過程未受到抵抗。13日，麥克阿瑟將司令部移至菲律賓岸上，由於他先前曾向聯參會保證兩個月內解放馬尼拉外，戰前尼米茲也要求原借給金凱德的艦隻要在2月上旬歸還、投入硫磺島戰事，否則行動只能向後推遲，麥克阿瑟不願承擔此一責任，只能要求部隊大膽穿插，向克拉克機場與馬尼拉突進。
2月4日，第6軍團第1騎兵師已攻抵馬尼拉市區邊緣，陸續解放關押在當地各處的戰俘，而日本海軍將領岩淵三次決定死守馬尼拉，與美軍進行慘烈的巷戰，以至於馬尼拉戰役時長三週，期間為了保護菲律賓民眾，麥克阿瑟禁止進行近距離空中打擊，但美軍仍動用155公釐榴彈砲轟擊街壘與建築物。2月26日，日軍防線崩潰，岩淵自殺，而在敗象漸露的同時日軍也對馬尼拉平民展開大規模屠殺，即「馬尼拉大屠殺」，估計整場馬尼拉戰役中有10萬名菲律賓平民死亡。3月3日，馬尼拉作戰結束。
馬尼拉戰役結束後麥克阿瑟將重心置於掃蕩退居呂宋島中部和北部山區的日軍殘部，日方司令山下奉文大將實施防禦戰，而克魯格推進緩慢，一直到日本宣佈投降時山下部隊仍舊繼續抵抗，使亟欲在戰爭結束前解放菲律賓全境的麥克阿瑟非常惱火。1945年9月2日，山下奉文率殘存的10萬軍隊向美軍投降。

### 「沒落行動」與日本投降
硫磺島戰役後不久、準備進攻沖繩時，美軍內部由誰擔任進攻日本本土作戰——「沒落行動」的總司令而起了爭議。1945年4月3日，羅斯福命令太平洋各戰區進行重新編組，原西南與太平洋戰區廢除，麥克阿瑟被任命為「美國太平洋陸軍總司令」（AFPAC），指揮全部的地面部隊以及除了第二十航空隊外的陸軍航空隊，海軍則由尼米茲指揮。不過這種結構並未使麥克阿瑟滿意，羅斯福於4月12日去世後又再度要求重新分配。根據海軍部長詹姆斯·福萊斯特的說法，麥克阿瑟要求把持全太平洋的所有陸軍、航空部隊的指揮權，而把海軍打成僅作支援的小角色。尼米茲與第二十航空隊司令柯蒂斯·李梅皆強烈反對，麥克阿瑟因此懷疑海軍試圖在戰後壟斷所有海外行動的權力，而陸軍則將只用來保衛本土。最後因尼米茲的強硬態度，麥克阿瑟還是撤回了要求。
「沒落行動」由入侵九州南部的「奧林匹克行動」和進攻關東平原的「小王冠行動」組成，前者將由克魯格率領約766,700名官兵於1945年11月1日執行，後者則將由麥克阿瑟指揮親自指揮，預計將於1946年3月1日發起。在「沒落行動」準備期間，美軍持續評估預計傷亡人數，並以沖繩戰役受到重大傷亡為鑑，決定動用研發完成不久的原子彈。1945年8月6日與8月9日，美軍分別在日本廣島與長崎投下原子彈。8月8日，蘇聯對日宣戰。8月15日，日本宣佈投降。
對於蘇聯出兵、原子彈又或是其他因素最終促成日本選擇投降，一直以來都是歷史學家爭論不斷的議題，其中蘇聯參戰便是麥克阿瑟早在1944年就曾屢次提出的主張，還曾告訴屬下小保羅·拉馬爾·弗里德曼：「如果蘇聯不出兵攻打日本的關東軍，我不會考慮進攻日本的任何島嶼。」而在戰爭結束後數年，麥克阿瑟因為與國內右翼勢力走得很近，試圖掩蓋曾向蘇聯求助的過往，於1950年代初期的多次在採訪中公開表示若自己有權決定二戰末期的重大決策，他肯定不會讓蘇聯參戰。如此行為使後來的艾森豪共和黨政府難以忍受，警告麥克阿瑟注意言行，否則將公佈太平洋戰爭時的原始資料，使其難堪。

## 駐日盟軍總司令

### 受降與美國單獨佔領日本

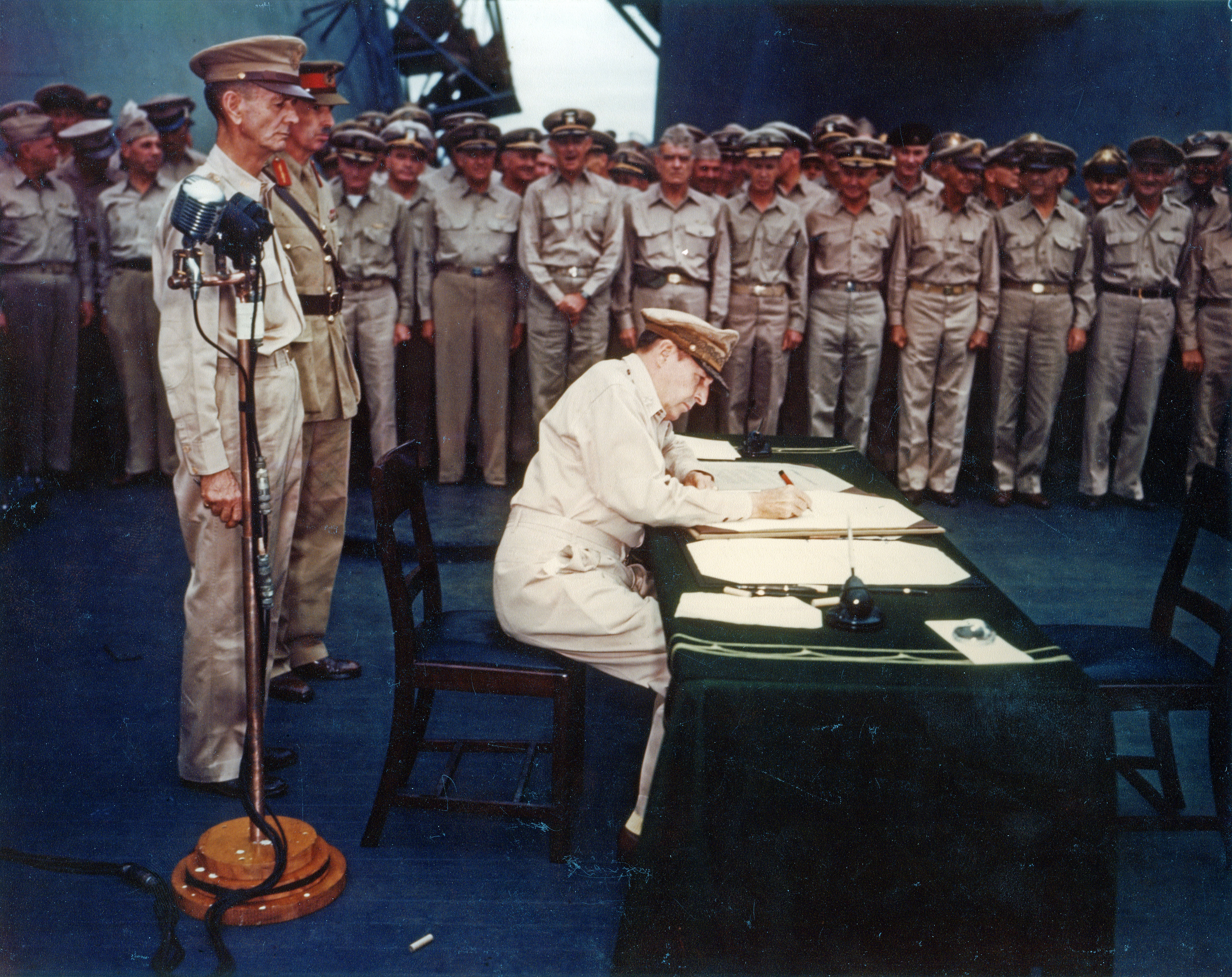
1945年9月2日，在「密蘇里號」戰艦上，麥克阿瑟代表盟軍最高統帥簽署了《降伏文書》，在其身後的兩人為戰時被日軍俘虜的喬納森·溫萊特中將與英國白思華中將

儘管參議員湯姆·康納萊於8月10日警告杜魯門勿「鑄下大錯」，委任麥克阿瑟為盟軍對日受降代表、使其日後有了在1948年參選的聲望，但杜魯門出於政治考慮，依舊在8月15日，任命麥克阿瑟為「盟軍最高統帥」，負責主持和安排日本受降，並實施隨後的日本佔領工作麥克阿瑟要求日本政府派出軍方代表團前往馬尼拉商討受降事宜。8月19日，以參謀次長河邊虎四郎為首的代表團乘塗成白色、畫有綠十字的專機抵達馬尼拉，麥克阿瑟的參謀長薩瑟蘭前往迎接，後者宣讀了指定各戰區日軍應向各地盟軍代表投降的「一般命令第一號」，並告知將於9月2日舉行正式的投降儀式、第一批盟軍進駐日本之計畫等。8月28日，美軍第11空降師先遣隊佔領日本厚木機場。30日下午2點19分，麥克阿瑟與幕僚乘標記「巴丹號」的C-54運輸機專機抵達厚木機場。
9月2日，根據美國陸海軍間妥協的結果，投降儀式於代表海軍主場的「密蘇里號」戰艦上舉行，麥克阿瑟乘「布坎南號」驅逐艦於早上8點43分抵達；8點55分，日本代表團抵達。9點，麥克阿瑟讓溫萊特與英國白思華中將站在身後，並親自宣讀致詞：「在這個莊嚴的時刻，我們將告別充滿血腥屠殺的舊世界，迎來十分美好的新世界。在這個新世界中我們將致力於維護人類的尊嚴，實現人類追求自由、寬容和正義的最美好願望。這是我的真誠希望，實際上也是全人類的希望。」隨後，由日方重光葵和梅津美治郎分別代表其政府和軍方簽完降書，麥克阿瑟接著代表同盟國上前，掏出五支筆簽名，分別用來寫下「道格」、「拉斯」、「麥克阿瑟」，最後兩支筆則寫下官銜，這五支筆分別被他贈給溫萊特、白思華、西點軍校、美國檔案館和妻子。
麥克阿瑟選擇東京「第一生命館」大樓作為盟軍總司令部（下簡稱盟總）位址，杜魯門賦予他在美國歷史上前所未有的大權以實施對日佔領政策，9月6日參謀長聯席會議發布文件，規範麥克阿瑟擁有的最高權限：「天皇和日本政府統治國家的權力從屬於你之下。……由於你的權力至高無上，在權限上無須接受日方的任何異議。」且與被分裂成四個佔領區分而治之的德國不同，美國允許日本作為單一國家繼續存在，並早在8月10日國務院－戰爭部－海軍部協調委員會（或稱「三方協調委員會」）發布的SWNCC21/3號文件中表明美國將單獨佔領、控制日本。形式上，麥克阿瑟需顧及由多個戰勝國代表組成的「遠東委員會」與「盟國對日委員會」提出對日佔領政策的意見，但這兩個機構在麥克阿瑟有著華盛頓的支持下僅具顧問性質，實際上對日政策多由美國以「中間指令」的形式下達給麥克阿瑟，或是麥克阿瑟透過臨時命令來實施，而不受他人干預。

### 保護昭和天皇與改造天皇制

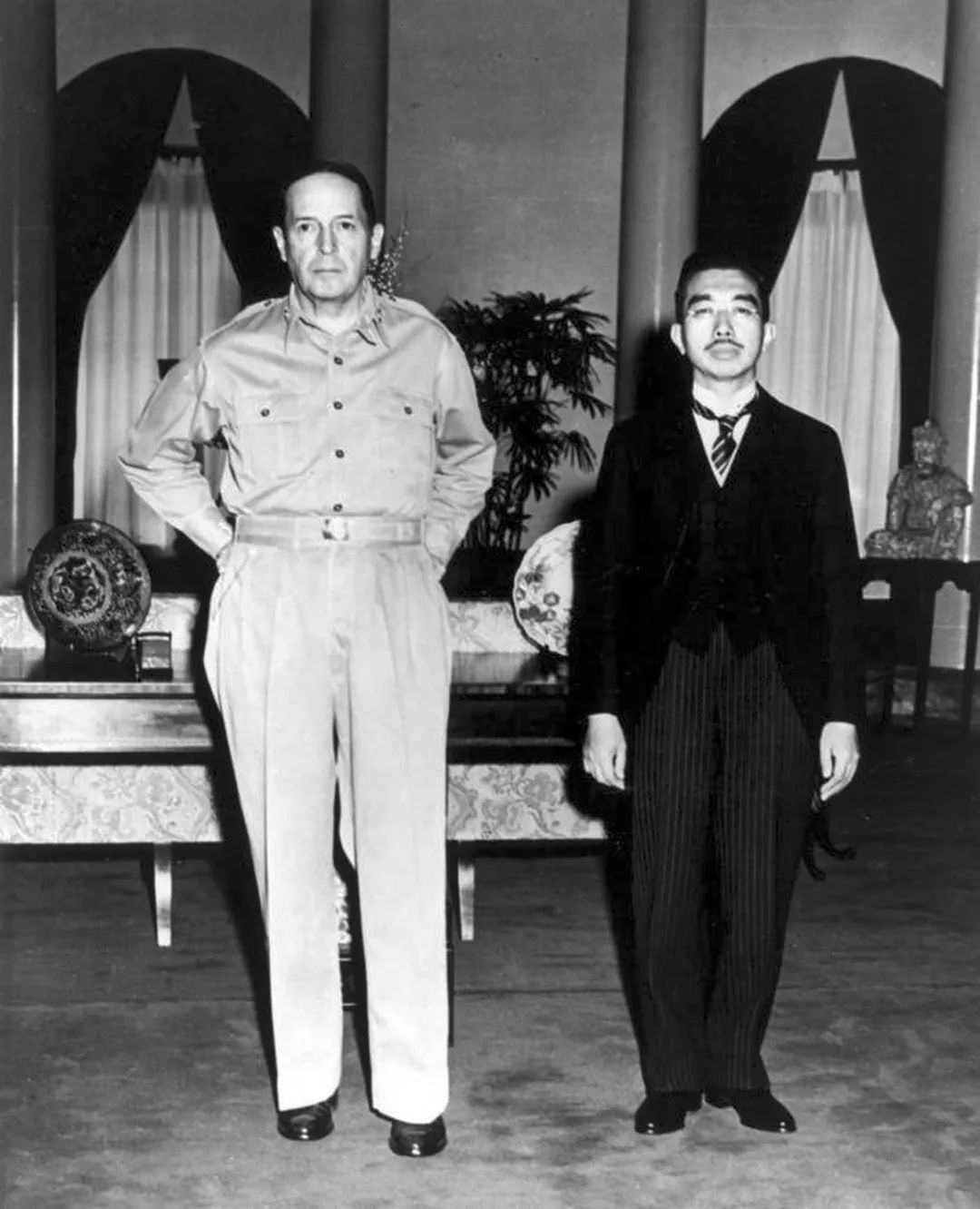
1945年9月27日，麥克阿瑟與昭和天皇首次會面的合影，9月29日盟總便向日本全國各大報刊發布這張照片，引起激烈的爭論風暴

麥克阿瑟與日本政府和天皇建立了一定程度的信任與合作關係，特別是對於天皇制的存廢問題早在1942年便為美國政府研究與討論，軍方多對天皇本人與其制度嫌惡，認為應將其列為戰犯，而前駐日大使約瑟夫·格魯則基於過去經驗認為只有天皇能使日本實現投降，並維持社會秩序。中情局遠東作戰副處長、中國問題專家歐文·拉鐵摩爾則認為天皇制乃日本軍國主義的根源，應與財閥一同解散、廢除。8月15日，昭和天皇裕仁宣佈接受投降詔書後，美國政府見日本軍隊在其敕令下有秩序的解除武裝，國內社會也基本穩定等重大作用，協調委員會於8月21日向麥克阿瑟發布《日本戰敗後初期美國對日本方針》，確立後者透過天皇實行間接統治日本的正式方針。
根據麥克阿瑟本人的回憶，早在其抵達日本時就有參謀人員建言他「召見」天皇以示權威，但他認為此舉將使天皇成為一位「殉道者」，而天皇將會親自登門拜訪。1945年9月27日，昭和天皇前來美國大使館會見麥克阿瑟，會見房間僅麥克阿瑟、天皇和日方翻譯奧村勝藏三人，麥克阿瑟事後回憶天皇在一開始便說：「我對國民進行戰爭時在政治和軍事方面所作的一切決定和行動負完全責任。我就是以這樣的身份，為了聽任貴方所代表的各國對我的裁決而來拜訪。」之後麥克阿瑟又表示「天皇決心承擔並有被處死的危險的責任，使我深受感動。按照我所了解的種種事實，這一責任顯然不應由天皇承擔。這種充滿勇氣的態度，確實感人肺腑。在那一瞬間我深深感到，坐在我面前的天皇作為個人來說，也是日本最高尚的紳士。」不過雙方實際談話內容真偽不明，根據奧村的回憶錄，天皇並沒有主動提出承擔戰爭責任，反而是麥克阿瑟表現得有些逢迎，對天皇表達了關切與親善，兩人首次見面時麥克阿瑟稱天皇為「您」（You），而要求奧村翻譯時則略帶壓力地稱「告訴天皇」（Tell The Emperor），但兩人會面後開始將天皇改稱做「陛下」（Your Majesty）。此外，麥克阿瑟的回憶中還有描寫天皇從他手中接過香煙時「手抖得很厲害」此一描寫，但事實上天皇是不抽煙的。會後不久，盟總發布麥克阿瑟與天皇會面的照片，照上兩人並肩站立，但天皇身形矮小、僵硬，麥克阿瑟則身材高大、姿態隨意而輕鬆，使麥克阿瑟從照上看來有著比天皇還要高的權威。日本政府認為照片對天皇「大不敬」，下令禁止公開照片，但盟總立即向日本外務省抗議，命令刊登照片，並撤銷所有出版社的限制。這張照片對日本國民影響巨大，大多數日本人以此徹底了解國家的戰敗、美方的權威，以及麥克阿瑟將支持天皇的立場。
麥克阿瑟對天皇的政策很大程度上受其軍事秘書和心理戰行動負責人邦纳·費勒斯影響，認為日本自1931年奉天事件（即「九一八事件」）後即被軍國主義的極端份子所挾持，天皇本人則是親西方的溫和派，但因無力出手制止軍部，所以對日本自1931年至1945年期間的戰爭罪行不具責任。美國歷史學家赫伯特·比克斯描述麥克阿瑟與昭和天皇兩人間的關係：「盟軍最高統帥將利用天皇，而天皇將以被人利用的方式提供合作。他們之間形成了一種既利己又相互保護的關係，一種政治上更有益於裕仁的關係。因為裕仁方面要失去得更多——所有權威的象徵、為使皇位正統化的全部道具。」麥克阿瑟為保護天皇，還曾於1946年3月6日派出費勒斯聯絡前日本海軍大將、同時也是日本政壇要人的米內光政，商議將戰爭責任轉嫁給東條英機，迫使後者主張：「在開戰前的御前會議上我已決定哪怕天皇反對，也要發動戰爭。」麥克阿瑟保全天皇的作法獲得巨大的成功，東條被處絞刑、天皇也未退位，麥克阿瑟此舉引起了相當的批評，比克斯認為這對日本人在戰敗的歷史認知產生深遠和持久的扭曲性影響。

### 處置戰犯
麥克阿瑟在日本二戰戰爭罪行的嫌疑人甄別與定罪起到相當的作用。截至1945年底，美軍對日佔領當局便對共5700名日本、台灣和朝鮮籍戰犯嫌疑人進行審判，其中約4300人被判處有罪、約1000人被處以死刑、數百人被判無期徒刑，涵蓋南京大屠殺、巴丹死亡行軍和馬尼拉大屠殺等事件。在諸多案件中以馬尼拉軍事審判中審理日軍將領山下奉文與本間雅晴兩案引起相當的爭議。1945年，菲律賓戰役期間岩淵三次實施對馬尼拉城內的大屠殺，而山下奉文身為菲律賓的日軍戰區司令官並未下達屠殺命令，甚至在事件發生時其率部遠在240公里之外的碧瑤指揮作戰、可能也對此渾然不知。岩淵在戰役後期自殺身亡，而山下在戰後被盟軍逮捕，對於其應負之責任有相當的爭議性，而麥克阿瑟屢次介入其中，催促主審法官盡快將山下定罪，最後得出有罪並處以絞刑的判決。然而山下的律師將本案呈交美國最高法院，使戰爭部長建議麥克阿瑟同意，但遭後者拒絕，戰爭部長隨後反而直接否決麥克阿瑟的權限，下令暫緩山下的死刑。經確認後，美國最高法院以6比2投票結果做出不參與本案的結論，但兩位反對的法官發表強烈抗議，其中一位是前菲律賓總督弗蘭克·墨菲，稱這場審判是「合法外衣下的私刑」，兩位法官還對本案寫了長達45頁的備忘錄，抨擊麥克阿瑟出於私憤操控審判、剝奪被告的基本權利。1946年2月23日，山下被處絞。本間則是涉及巴丹死亡行軍事件，是否知情屬下虐待戰俘同樣倍受爭議，最終判處死刑，但在本間夫人向麥克阿瑟求情後，後者將其自侮辱性質的絞刑換作槍決。
另一方面，麥克阿瑟也在美國政府的授意下使包括石井四郎在內的日軍前細菌戰部隊——731部隊成員免於起訴，以換取其在中國實施細菌戰人體實驗的諸多資料。所有涉及戰爭罪行有關的日本皇室成員也被其赦免，包括秩父宮雍仁親王、朝香宮鳩彥王、竹田宮恆德王、東久邇宮稔彥王和伏見宮博恭王等陸海軍高級將領。麥克阿瑟無視許多皇室成員與日本知識份子的要求天皇退位、實施攝政的呼籲，認為若天皇被處決或判處終身監禁將會引發日本各社會階層的動亂與革命，對改造日本為親西方現代民主國家此一主要目標造成重大困難。1946年1月25日，麥克阿瑟提交給參謀長聯席會議的報告中指出：「如果將天皇交付審判，就必須完全改變我們的佔領計畫，並做好一切準備，以防不測。對他起訴毫無疑問地要在日本人民當中引起巨大騷動，其影響難以估量。他是團結日本人的象徵。摧毀這個象徵，整個國家將會分崩離析。我認為，整個日本都會以消極或半積極的方式反對此舉。」同年2月，他在另一封給艾森豪的電報中提及若處決或監禁天皇將長時間需要派駐100萬佔領軍來維持和平。在麥克阿瑟的強烈推動下，「三方協調委員會」最終於6月第55/7號命令中明確規定天皇不做戰犯處理。

### 日本社會體制的改造與參與1948年總統大選的意圖

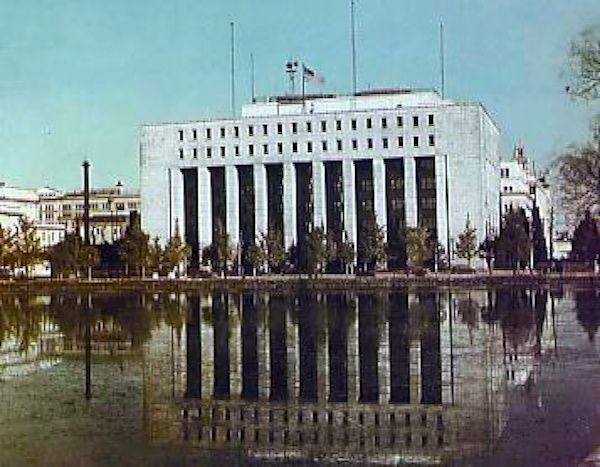
，為麥克阿瑟統治日本的盟軍總司令部所在地

麥克阿瑟以盟軍最高統帥職位實質統治了1945年至1948年的日本，也是截至1947年為止美日關係最具權勢者。麥克阿瑟以8月29日收到華盛頓的《日本投降後初期政策》命令（SWNCC 150/4/A）為基礎，實施包括剷除日本軍國主義、極端民族主義、促進政治自由、建立民主政府、解放婦女、成立自由工會、取消獨占事業、新聞自由化、教育自由化等改革，為日本日後成長為世界領先的工業大國奠定基礎。
在憲政體制上，起初麥克阿瑟允許日方自發性地實施，但以國務大臣松本烝治為首的制憲委員會仍基本維持了1889年的舊制憲法，天皇的權力依舊是「最高且不可侵犯」。2月3日，麥克阿瑟指示盟總的政治組幕僚準備新憲法草案，其結構以SWNCC 228號命令內容為基礎，麥克阿瑟還自行加入三點：一、天皇須保存為一國元首，向日本人民負責；二、所有以華族為中心的封建制度，包括世襲親王家、舊皇族的權利、貴族院都廢除，此後能保有皇室或貴族身份的日本人僅剩天皇與其約20名直系親屬；三、廢除日本國家戰爭的主權。此一草案被稱作「麥克阿瑟草案」，後成為日本新憲法，於1947年5月3日生效，日本政府實施議會民主制，天皇僅能根據內閣建議行事，而憲法第九條規範日本永久放棄以戰爭作為解決爭端之手段和廢除常備軍。此外，新憲法還賦予婦女權力、保障基本人權、禁止種族歧視，增強議會和內閣、削減警察和地方政府的權力。
麥克阿瑟對日本實施非常溫和的統治，從各方面進行大刀闊斧的改革，如土地改革由其幕僚雷正琪主持，於1947至1949年收購約470萬英畝（190萬公頃）土地，佔日本可耕地面積的38％，其中的460萬英畝（186萬公頃）被重新轉售給農民。至1950年，全部農業用地達89％由其所有者經營，僅11％為承租耕種。工會制度上，麥克阿瑟也取得了巨大的成就，至1947年有48％的非農業勞工加入工會。到了1948年，由於美國國務院介入，結束了麥克阿瑟對日本的單獨控制，亦有部份改革被取消。麥克阿瑟還廢除以往壟斷工業生產、被稱作「財閥」的諸多大型綜合企業，將其解體成更為鬆散的工業集團「經連會」，國防部與國務院對上述改革感到震驚，認為這與將日本建設為阻擋共產主義在亞洲蔓延的堡壘理念相衝突。麥克阿瑟還不顧美國政府的反對，使日本共產黨合法化、釋放包括共產黨人在內的所有政治犯，還邀請他們參與1946年大選，這也是日本首次允許女性投票的選舉。麥克阿瑟還批准了被禁止11年的五一勞動節遊行。種種措施加上土地改革的成就，使麥克阿瑟在日本農村中比共產黨人還更受歡迎。
1947年秋，有鑑於杜魯門在民意調查中的低支持率、自己以盟總治理與改造日本的政績，麥克阿瑟起了代表共和黨參選總統的念頭，然而儘管他是當時美國廣受歡迎的戰爭英雄，但在黨內缺乏人脈為從政之路的一大困難。麥克阿瑟也一直表示自己將在日本簽署和平條約時退役，並預計將在1947年秋季其聲望正高時參選，不過杜魯門同樣害怕麥克阿瑟參選，後否決美國於1947年與日本簽署和平條約，稱美國需要更多時間才能正式和解，之後杜魯門還曾寫信給艾森豪，鼓勵其參選總統。在日本未簽署和約的情況下麥克阿瑟最終決定不退役，他於1947年10月寫信給好友羅伯特·E·伍德表示若共和黨提名他，他將非常樂意地接受。1948年3月9日，麥克阿瑟又宣佈一則聲明，宣佈對代表共和黨參選總統一事感興趣，若共和黨願意提名將感到十分榮幸，但他不會退役來參選。1948年4月6日，美國威斯康星州舉行第一次共和黨初選會，有為數十萬的簽名請願者支持麥克阿瑟參選總統，這使其信心大增，同樣角逐提名的湯瑪斯·杜威也私下以為該州已落入麥克阿瑟手中，然而開票後卻是哈羅德·史塔生贏得27票中的19票，麥克阿瑟僅得8票，使後者受到巨大打擊。一週後，内布拉斯加州的開票差距更大。6月底，杜威贏得共和黨提名，而麥克阿瑟僅得1100票中的11票。
在麥克阿瑟策劃參選的同時，五角大廈曾徵詢時任西德軍政府首長盧修斯·克萊是否願意前往東京接任麥克阿瑟的職務，但前者因佔領事務以及與蘇聯對峙的壓力過於繁重、欲申請退役而拒絕，而麥克阿瑟在1949年將統治權力移交日本政府，自己則一直留在日本，直到1951年4月11日被解職為止。1951年9月8日，以美國為首的西方盟軍與日本簽署《舊金山和平條約》，1952年4月28日生效，日本再次成為獨立國家。

## 朝鲜战争

### 戰爭爆發至仁川登陸
自1945年至1950年期間，麥克阿瑟對朝鮮半島分裂的兩個政權不僅毫無興趣，連東京司令部對當地與其週邊局勢存在大量誤判，美軍駐南韓司令约翰·霍奇曾多次懇請麥克阿瑟協助，但後者將當地視作國務院的管轄範圍而拒絕，唯一一次到過南韓則是出席美國扶植上台的李承晚總統的就職典禮，還在會上對其做出未曾徵詢過華盛頓官員的承諾：如果韓國遭遇襲擊，美國將會像「保衛加利福尼亞州那樣保衛韓國」。1950年6月25日，北韓軍隊入侵韓國，韓戰爆發，起初麥克阿瑟對此事表現出的反應甚小，儘管當時在司令部已收到大量南韓軍隊潰敗的報告後，麥克阿瑟依舊與華盛頓官員享用晚餐和欣賞電影，並一口咬定北韓軍的進攻不過是一次「威力偵察」。幾小時後，麥克阿瑟根據杜魯門的授權將武器裝備撥交給南韓軍隊以抵擋北韓軍，並深信前者將反擊成功，然而第二天漢城被北韓軍隊攻陷，麥克阿瑟極為震驚，消沉地宣佈「韓國已全線失守」。
6月25日，聯合國安理會通過第82號決議，授權組織由美國指揮的聯合國軍援助南韓，聯合國軍司令也由該國指定，而參謀長聯席會議一致推薦麥克阿瑟，後者因此於7月8日就任聯合國軍總司令，同時兼任駐日盟軍總司令與美國遠東司令部總司令，連同所有韓國部隊皆由其指揮。在北韓軍隊的猛攻下，長期在日本駐紮、鬆懈怠慢又對亞洲人抱以輕視的首批前往南韓的美軍很快便被擊潰，整個7月美韓聯軍只得以人員和空間換取時間持續撤退，直到8月2日美韓聯軍以馬山、大邱、浦項作為抵抗線，組成釜山環形防禦圈固守。戰鬥期間因駐韓美軍第8軍團表現惡劣，華盛頓方面對軍團長沃爾頓·華克的領導能力表示懷疑，專派馬修·李奇威等人的小組調查，華克被認為欠缺優秀的參謀，而根本原因就是素質高的軍官一到亞洲就被調到麥克阿瑟手下，導致其幕僚整體組織能力低下，小組也認為華克本人難負軍團指揮之責，並應解職以李奇威取代之（麥克阿瑟對華克相當藐視，但對李奇威頗為敬畏），但小組亦擔憂這將使已極度垂喪的士氣惡化，也畏懼麥克阿瑟將此解讀為對自己指揮能力的挑戰，故決定不採取任何措施（事實上與小組預想的相反，麥克阿瑟早想以李奇威取代華克）。美國歷史學家大衛·哈伯斯坦指出倘若李奇威取代了華克，必定能約束麥克阿瑟的獨斷獨行，使戰事指揮更依從華盛頓的指示，也能更謹慎地對待日後是否要跨越三八線的問題。

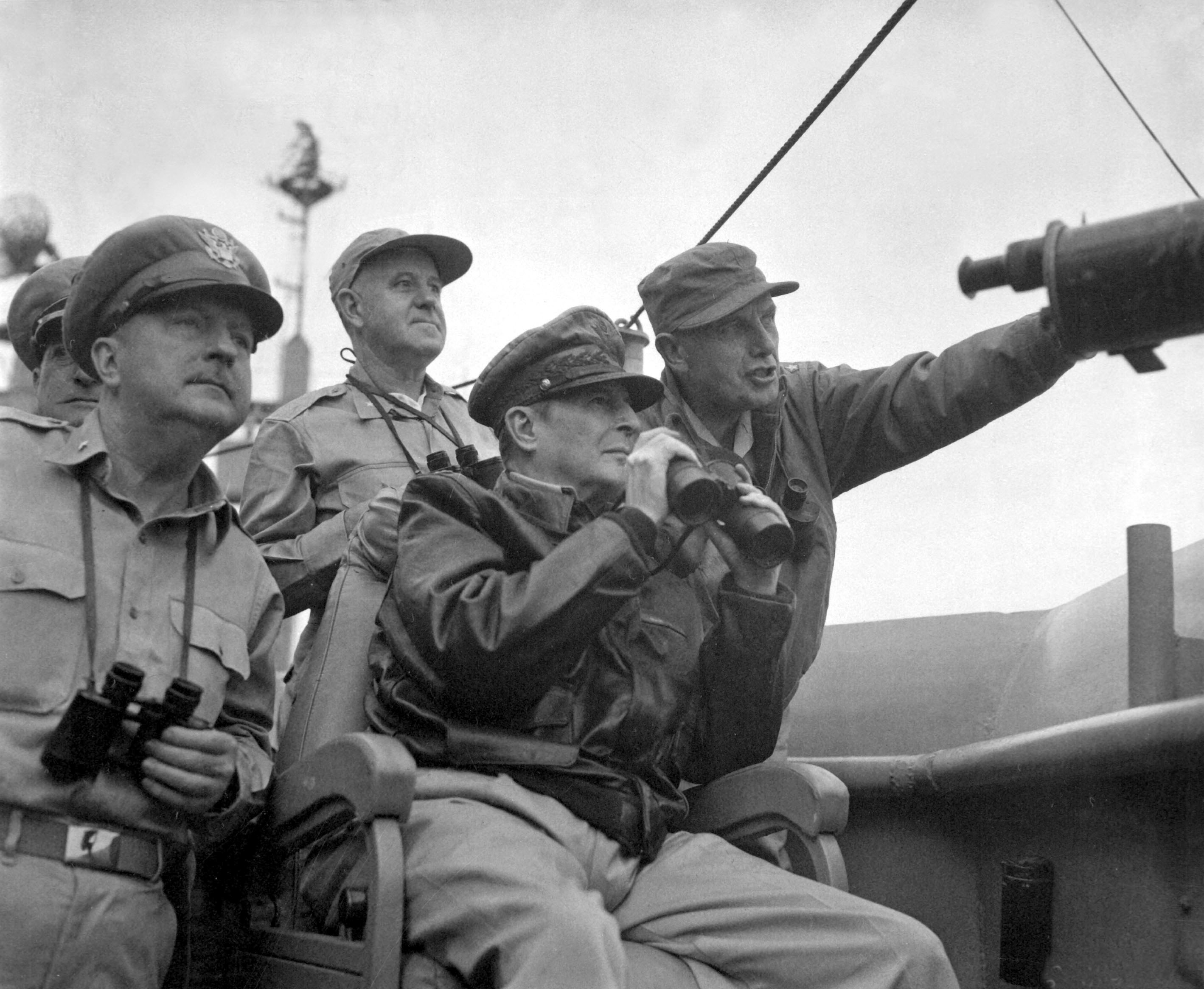
1950年9月15日，麥克阿瑟正自「麥肯尼峰號兩棲指揮艦」上觀測海軍支援仁川登陸的沿海炮擊

時至8月底，北韓軍的補給線已延伸過度，盟軍強大的海空實力也造成北韓軍交通運輸方面的困難，後者力量已至強弩之末、兵力也減至88,000人，而美軍第8軍團經由整編和增援已達180,000人，也裝備了遠較前者為多的戰車和火炮。與此同時，麥克阿瑟認為不宜自朝鮮半島南部向北進行緩慢且代價高昂的推進，因此計畫於北韓軍後方的仁川實施一次兩棲登陸，藉此截斷北韓軍主要補給線、收復南韓首都漢城、形成對北韓軍南北夾擊的態勢，一舉將戰局扭轉。然而由於仁川一地作為登陸目標有許多不利之處，如潮汐漲落過大、水流流速過快、航道狹窄彎曲、達到目標潮高的天數有限、市區地形有利於守軍、港外的月尾島為行動一大障礙和對當地敵軍情報不足等等，這使得麥克阿瑟受到以聯參會主席奧馬爾·布萊德雷為首的絕大多數高級將領反對。在8月23日的仁川作戰會議上，陸軍參謀長約瑟夫·勞頓·科林斯提出仁川距離聯軍後方太遠，而若發起本次作戰將削減第8軍團的實力，建議改在仁川以南100公里的群山登陸，此亦得到海軍軍令部部長福雷斯特·謝爾曼的附議，但麥克阿瑟反駁正因仁川有種種缺點，北韓軍才沒能預料到美軍採取此行動，並舉了七年戰爭亞伯拉罕平原戰役為例，此戰英軍指揮官詹姆斯·渥爾夫正是率軍進攻被法軍認為難以爬越的懸崖才獲得勝利，登陸群山雖較為安全但離敵軍補給線太遠而無法加以截斷。麥克阿瑟還在會上忽略了二戰時對海軍的仇恨，聲稱海軍在過去從沒有讓自己失望過，相信這次也不會，且仁川登陸雖是「五千對一的賭博」，但他願意賭，整個會議結束後在場者僅餘謝爾曼對行動不抱信心，但麥克阿瑟在次日仍成功說服他。
8月29日，聯參會同意仁川登陸行動。然而麥克阿瑟卻刻意對華盛頓方面隱瞞行動具體計畫和時間等，一直到即使反對也來不及阻止的9月8日才派遣級別僅中校的林恩·史密斯（Lynn Smith）前往華盛頓向聯參會的四星上將們匯報，當後者抵達時行動再過6小時20分鐘後即開始，此舉使麥克阿瑟嚴重得罪聯參會的各軍種參謀長。另一問題是實施仁川行動的美軍第10軍司令的任命，原本麥克阿瑟排除第8軍團對仁川的指揮權已頗受非議，華盛頓的大多將領都希望由久經沙場、具備豐富兩棲作戰經驗的太平洋陸戰隊司令雷米爾·考尼克·謝潑德指揮，且該人還有為麥克阿瑟籌到陸戰第1師（登陸主力部隊）的人情在，但麥克阿瑟在未徵詢聯參會的同意下將第10軍軍長任命給自己心腹——遠東司令部參謀長愛德華·阿爾蒙德，而此人在與第1陸戰師師長奧利弗·普林斯·史密斯的交流中也表現的極為傲慢，並對後者說明兩棲登陸的困難嗤之以鼻。約瑟夫·古爾登指出八個月後杜魯門之所以解除麥克阿瑟的職務，最重要的原因正是得到聯參會的一眾支持，而後者便是以此報復麥克阿瑟在仁川對其先斬後奏的作法。
9月15日，美軍陸戰第1師成功登陸仁川，當天僅21人陣亡。9月16日，華克率軍向北突圍發動反攻，於20日突破北韓軍包圍圈。仁川一戰存在若干缺陷受到質疑，如麥克阿瑟過於低估防守漢城的北韓軍，原預計僅5天便能收復，結果直到兩週後的26日才拿下，且阿蒙德不顧史密斯勸其盡量東進、以與第8軍團會合包圍南部所有北韓軍，而他將重心過度放在漢城，很大程度上也是因為麥克阿瑟想搶在9月25日（北韓軍入侵滿三個月）這個別具紀念意義的日子將其收復。第8軍團與第10軍之間的防線長達180英里，美軍終究沒能完全掌握，致使北韓軍仍有4萬餘人逃回北韓。然而撇開上述爭議，仁川登陸仍為麥克阿瑟的一次重大勝利，也是其軍旅生涯的頂峰，登陸後半個月內聯合國軍共造成北韓軍近4萬人的傷亡，失去三分之一的兵力、三分之二的戰車、火炮和車輛，殘餘兵力幾無秩序地潰退，而擔任主攻的陸戰第1師傷亡2,400人，而到登陸一個月後，北韓軍高達13.5萬人被俘。杰弗里·佩雷特指出，若一個偉大指揮官一生當中總有一場戰爭特別突出，足以使其晉身軍事偉人之列，那對麥克阿瑟來說，就是仁川之役；此役之成功使麥克阿瑟的威望極大地提昇，以致聯參會之後都懷疑他們是否應對麥克阿瑟的決心存有任何疑問（李奇威語），不敢質問麥克阿瑟後續之計畫與決定，以免面對其挑戰。

### 中共軍事介入

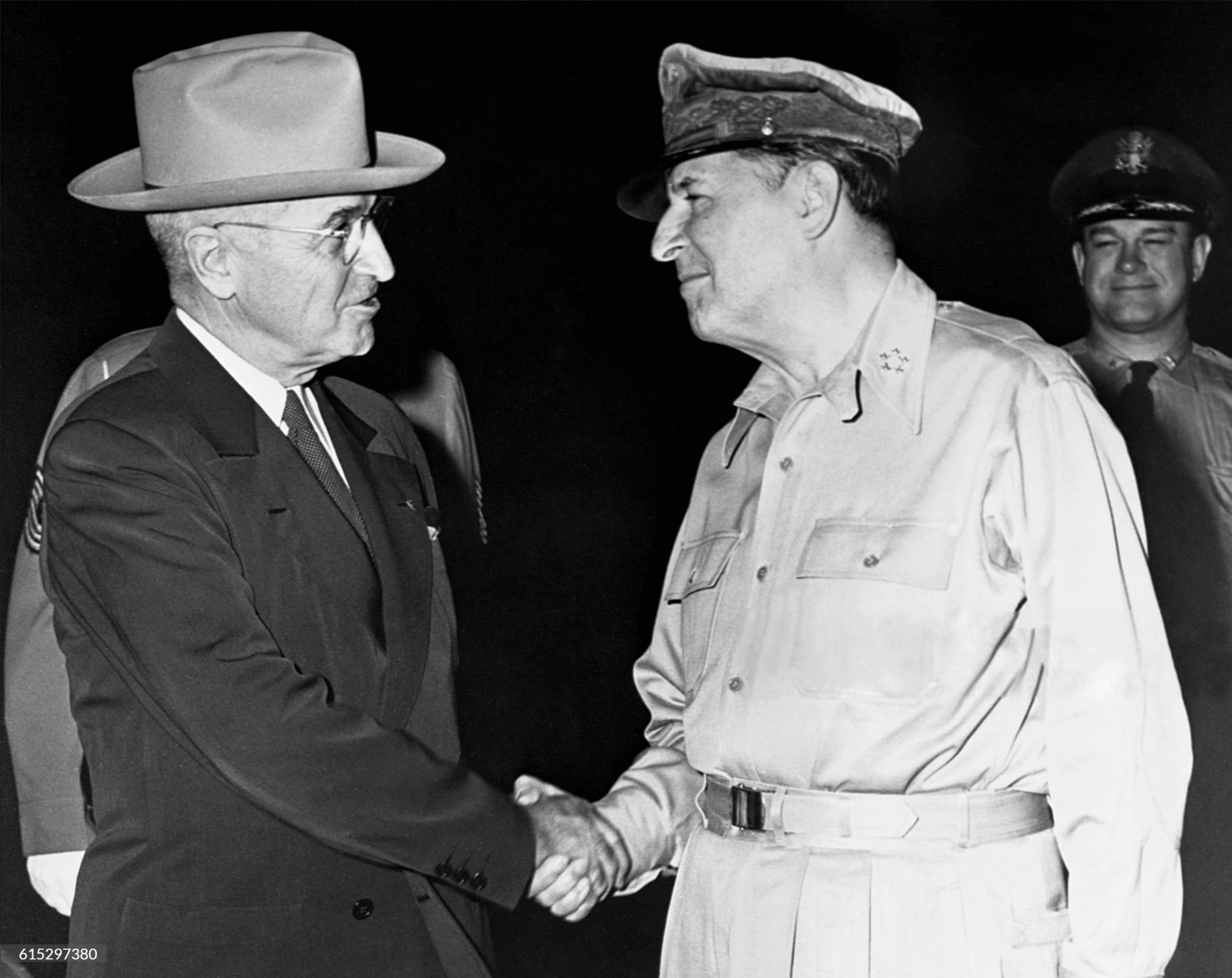
1950年10月15日，麥克阿瑟與杜魯門總統於威克岛会议握手致意。這是杜魯門上任以來五年半以來第一次也是唯一一次與麥克阿瑟的會面。杜魯門此行是希望從麥克阿瑟在仁川登陸的勝利取得一些政治利益，而後者也在本次會面中再度提出其誤判——中共不會干涉朝鮮戰事

麥克阿瑟的自信心因仁川登陸的成功而膨脹，而華盛頓方面也受其誇張化的戰報影響，跨越38線一舉消滅北韓軍隊的意見成為主流，聯參會不等聯合國決議就於9月底發布指示授權麥克阿瑟北上進攻北韓本土：「你的軍事目標是摧毀北韓武裝部隊。你有權在朝鮮半島38度線以北進行軍事行動，但是要發動這些行動的條件是蘇聯與中共沒有大規模的部隊介入，沒有宣佈要介入，也沒有威脅要在朝鮮以軍事手段對抗我們的行動。」，戰爭目的因此從「阻止北韓軍隊」升級為「摧毀北韓軍隊」。時任國防部長的馬歇爾也曾向麥克阿瑟發布一封秘電：「我們要你放心越過38度線，不論是在戰略或戰術方面，都能放手一搏。」麥克阿瑟則回覆道：「我視整個朝鮮半島為我們軍事活動的地區。」然而杜魯門忌憚中國與蘇聯全面干涉，因此下令數條限制：「不得在中朝邊界附近使用除大韓民國軍隊以外的任何部隊」、「禁止對中國東北和蘇聯領土實施空中與海上攻擊」，除此之外美國空軍參謀長霍伊特·范登堡也告訴麥克阿瑟擴大空軍作戰區域會消耗空軍軍力，為作補充，歐洲防空能力將放空兩年。
10月15日，杜魯門和麥克阿瑟於威克島會面討論韓戰的局勢。僅管杜魯門已擔任總統五年半之久，但從未與麥克阿瑟會面過，儘管曾兩次較為婉轉的方式敦促麥克阿瑟回國，但後者皆表示拒絕（見下）。本次的威克島的會面是杜魯門希望利用麥克阿瑟在仁川登陸後日益增長的聲望為11月的中期選舉助陣，因此提議與麥克阿瑟會面，並提出麥克阿瑟若不願意回國，可安排在美國本土以外的地方會面。杜魯門原想指定在夏威夷，但麥克阿瑟不願意，稱不喜歡在夜間飛行，也不想去很遠的地方，於是杜魯門同意將會議地點設於威克島（即威克島會議），該島距離華盛頓4,700英里（7,600），距離東京則僅1,900英里（3,100）。儘管杜魯門做出了巨大的妥協，但麥克阿瑟對這次會議很不滿意，在前往威克島的路上情緒頗糟。他向同僚駐韓大使約翰·約瑟夫·穆西奧抱怨道：「為了（杜魯門的）政治原因被召到這麼遠的地方，真是浪費時間」，並認為杜魯門應該到他那裡（東京）來。關於兩人的會面有一說是「麥克阿瑟的專機故意在杜魯門抵達之後才降落」，但根據曼徹斯特比對飛行紀錄表以及諸多目擊者的證詞，實際上麥克阿瑟早到了好幾個小時，人也在機場跑道上親自迎接杜魯門的飛機，兩人隨後前往當地民航局的會議室相談。會中麥克阿瑟向杜魯門保證，中共不會以任何方式干預，戰爭也將在感恩節前結束，士兵們將能在聖誕節之前回家。兩人分手時，杜魯門對麥克阿瑟表示「今天是一次令人滿意和愉快的會面」，但實際上他對後者桀驁不遜的態度越發不信任，麥克阿瑟也同樣對其敵意逐日增長。
儘管早在10月3日，中國總理周恩來透過印度駐華大使潘尼迦對外傳達了「若是美軍跨越三八線，中國將不會坐視不顧」的訊息，但麥克阿瑟依舊認為中國不會參戰，也不顧聯合國軍在逐漸接近中朝邊境的鴨綠江過程中補給線已延伸過度的潛在危險，要求繼續往鴨綠江畔前進。另一方面，金日成請求蘇聯派遣地面部隊干預，但遭到拒絕。1950年9月30日，金日成參加了中華人民共和國建國一週年的招待會，並在會上要求中國派遣部隊入朝。毛澤東幾經考慮後決定出兵，因避免與美國發生全面戰爭，派出部隊冠之「志願軍」之名，即中國人民志願軍，連同朝鮮部隊共同由彭德懷指揮。中國志願軍大批跨越鴨綠江入朝，其兵力之後上升到30萬人。起初麥克阿瑟根據杜魯門的指示將南韓軍隊以外的聯合國軍部隊挺進停止線設置於距中朝邊境40至60英里（64至97公里），刻意在邊界一帶僅使用大韓民國軍隊。然而10月17日麥克阿瑟違背杜魯門的指示，以大韓民國部隊數量不足、「指揮官情緒不穩定而無法信賴」為理由以及將馬歇爾的訊息斷章取義，曲解為得到修改指示的權力，因此將設定的停止線改成中繼線，命令各部繼續深入推進，但越深入中朝邊境地形就越為陡峭、補給亦更加困難，麥克阿瑟卻刻意淡化了這項問題。美國軍部中沒有幾個人膽敢頂撞聲勢正旺的麥克阿瑟，身為陸軍副參謀長的李奇威是少數對其命令提出反對的人之一，但其意見終究未被採納。
志願軍避過美軍以及麥克阿瑟親自實行的空中偵察，但陸續也有數起事件足以顯示中國軍隊的存在：10月26日，大韓民國軍隊與志願軍發生小規模衝突，並俘虜了數名中國士兵。然而因為麥克阿瑟的情報主管——盟總G2部的威洛比出於對麥克阿瑟的忠誠，不願承認中國軍隊已入朝的事實，免得華盛頓方面介入阻止正衝向鴨綠江畔的聯合國軍，威洛比對接獲的資訊充耳不聞，將偵察機發現鴨綠江北集結的中國軍隊稱作僅是「外交訛詐」、將抓獲的中國戰俘認定為一名搞不清楚自己部隊與兵力、志願參軍的中國朝鮮族人，其他徵象也被威洛比以各種理由搪塞。1950年10月25日，志願軍向大韓民國第2軍展開進攻，韓軍三個師損失所有裝備潰逃，而聯合國軍在北進的過程中第8軍團與第10軍的缺口隨著邊界擴大，位於第8軍團右翼的韓軍崩潰的同時，志願軍也襲擊了該軍團的側翼，後者因此被重創。至此，麥克阿瑟終於意識到事態的嚴重性，向五角大廈發出電報「本司令部已做了力所能及的一切。但目前的局勢已超越其職權和兵力所能承擔的限度」、「我們正面臨一場全新的戰爭」，電報中還否認自己曾發動企圖直抵鴨綠江的攻勢，僅是進行威力偵察來確定敵人的兵力與企圖，以此撇清目前遭逢大敗的責任。

### 李奇威扭轉朝鮮戰局

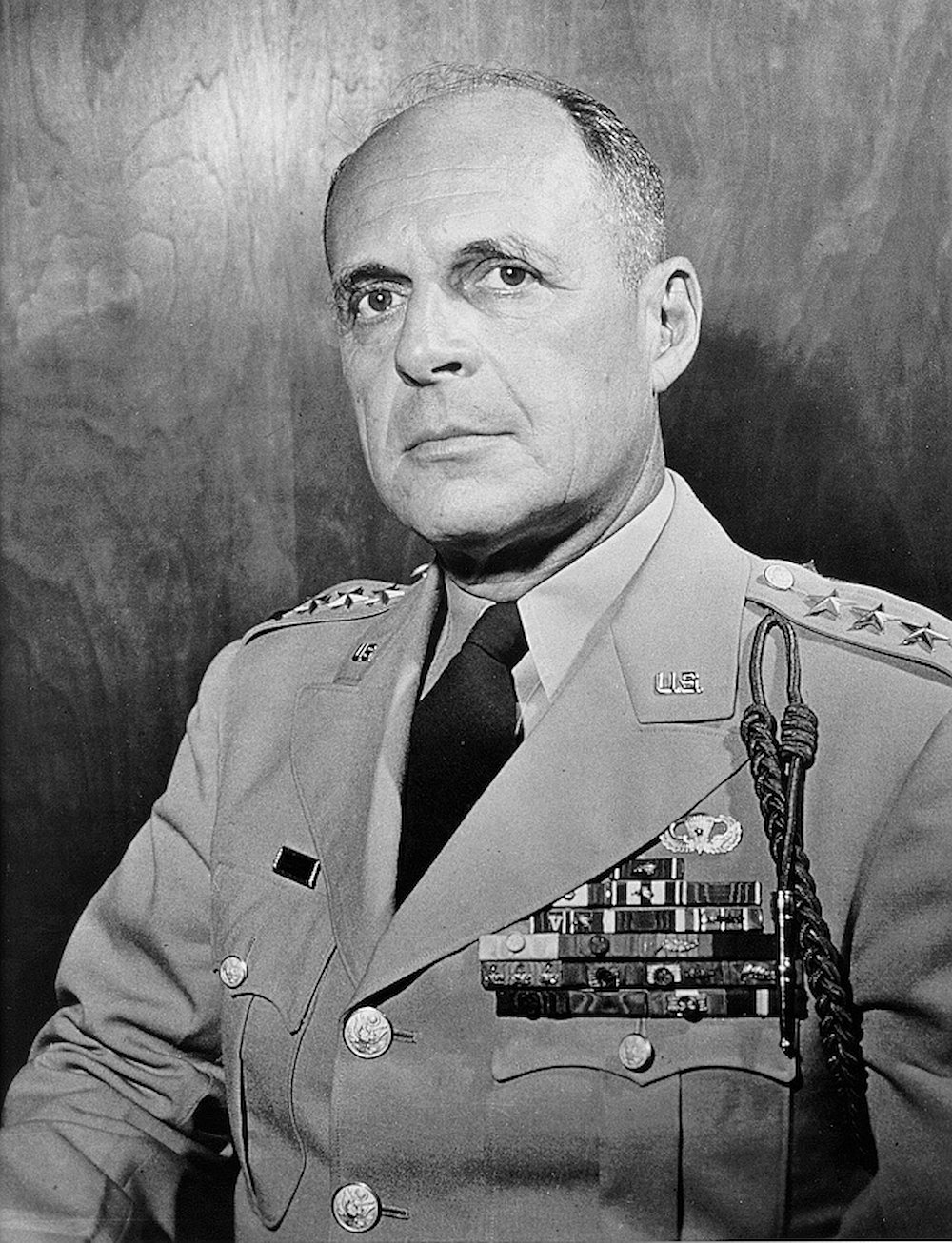
馬修·李奇威，接替因車禍而死的華克任第8軍團司令，麥克阿瑟被杜魯門解職後又接任其聯合國軍司令職務

聯合國軍一路敗退，麥克阿瑟態度相當悲觀，一時認為若不在近期獲得20萬部隊增援「聯合國軍就必須撤離韓國」，並計畫一路撤至釜山。11月28日，麥克阿瑟批准第8軍團放棄平壤，撤至了38度線以南。12月23日，正指揮部隊撤退的軍團長華克因車禍意外去世。麥克阿瑟聞訊後立即依照先前的決定，推薦陸軍副參謀長李奇威接替華克職務。李奇威自美國飛至東京，於12月26日同麥克阿瑟會面，後者隨後將戰術指揮權與一併的行動自由交付該人。為避免重蹈麥克阿瑟的覆轍，李奇威立即飛往前線視察部隊，發現情況遠比預想的糟：官兵間失敗主義橫行、士氣低落，各指揮官並未掌握任何有用的情報。1月4日，志願軍攻佔漢城。
另一方面，麥克阿瑟認為中共已全面參戰，主張大舉增兵，還公開宣揚戰爭擴大化的觀點，主張對中國大陸東北實施包括核武器在內的大規模轟炸，但杜魯門與其支持者認為此舉不會結束戰爭，而一旦蘇聯干預朝鮮戰場，美軍勢必將轟炸海參崴，戰爭將因此擴大，日本也會受到蘇聯的報復性攻擊。至於使用核武器的主張則因為朝鮮半島的地理環境、缺乏重要目標而被認為不切實際。麥克阿瑟對反對意見不以為然，他曾在接受《美國新聞與世界報導》的採訪時公然反對上級，聲稱自己應付中共軍隊時遭遇的所有困難，都起於華盛頓施加的限制，這些限制是「軍事史上沒有前例的巨大障礙」。杜魯門大發雷霆，當下就有解除麥克阿瑟職務的念頭，但他又不希望讓事情顯得像是麥克阿瑟是因為進攻失敗而被撤職，因此改於12月6日以聯參會名義發布指示，禁止軍事指揮官或高階官員未經上級許可隨意發表言論。
在李奇威的努力下，聯合國軍重新恢復了戰力，於1月26日發動「霹靂行動」，成功扭轉了雙方的攻守狀態。麥克阿瑟則再度重提對中共全面開戰，主張為防止聯合國軍遭到突破，應封鎖中國大陸沿海、用砲火與空襲摧毀中共的戰爭工業，還要將已退守至台灣的國軍投入朝鮮戰場。然而杜魯門採取的政策是只有當中共攻擊朝鮮以外的美軍才會將戰爭升級，他還親自寫了一封長信給麥克阿瑟解釋美國對朝鮮半島的政策，口吻客氣，幾乎到了恭敬的程度，還讚揚了麥克阿瑟的「卓越領導」以及「優異表現」，國務卿迪安·艾奇遜評價這份文件是「一國元首對手下戰區司令官所寫的一份親切、體諒的函件……如果有函件能激發一位司令官的效忠，這一封信就應該能辦得到。」麥克阿瑟看完信的反應則是誤解、或選擇性解釋杜魯門接受其提議，他向手下參謀宣佈聯參會首長「終於克服了他們說反擊中共將引起世界大戰的幻想」，後來麥克阿瑟在國會作證時也拒不承認其對華作戰方針遭到總統或國防部長的否決。
由於麥克阿瑟那「不採取其主張朝鮮半島必將失守」的主張引起華盛頓方面的憂慮，陸軍參謀約瑟夫·勞頓·科林斯與空軍參謀長范登堡特地飛往朝鮮視察地面與航空部隊，但得出與麥克阿瑟截然相反的報告，認為美軍第8軍團士氣高昂，足以抵擋中共軍隊的進攻，因此麥克阿瑟的對華戰爭升級案就此夭折。然而麥克阿瑟並未放棄其主張，仍於2月11日發布電報提出一項「計畫」：「一、以大規模空襲北韓最北部，肅清敵人後方」、「二、如果依然不準攻擊鴨綠江對面的敵軍增援兵力，我將鋪設一條放射性核廢料地帶，將朝鮮半島與中國大陸東北分隔」、「三、我將從北韓最北處的兩面海岸同時發動兩棲與空降作戰，合圍成一個大口袋，中共部隊很快就會餓死或者投降，那將會像是仁川戰役般的一次成就」。聯參會對麥克阿瑟的「計畫」直接敷衍地回覆「著毋庸議」。1951年2月底，第8軍團重新控制了漢江沿岸的防線；3月，志願軍被逐回38度線以北；5月底，聯合國軍再度收復漢城。由於勝利的主要功臣是李奇威，麥克阿瑟並未參與，後者對此極為不滿，刻意帶著記者與參謀在一次行動前刻意訪問剛制定完一場有限進攻計畫（屠夫行動）的李奇威部，還當著後者的面向媒體宣佈：「我剛下令恢復進攻」，此事令李奇威感到驚愕又憤怒，他在回憶錄中寫道，麥克阿瑟並未參與「屠夫行動」的制定，「他的虛榮讓我無言以對，他讓我心中認識的那個麥克阿瑟面目全非，讓我徹底忘記了以前的那個麥克阿瑟。」

### 被撤職

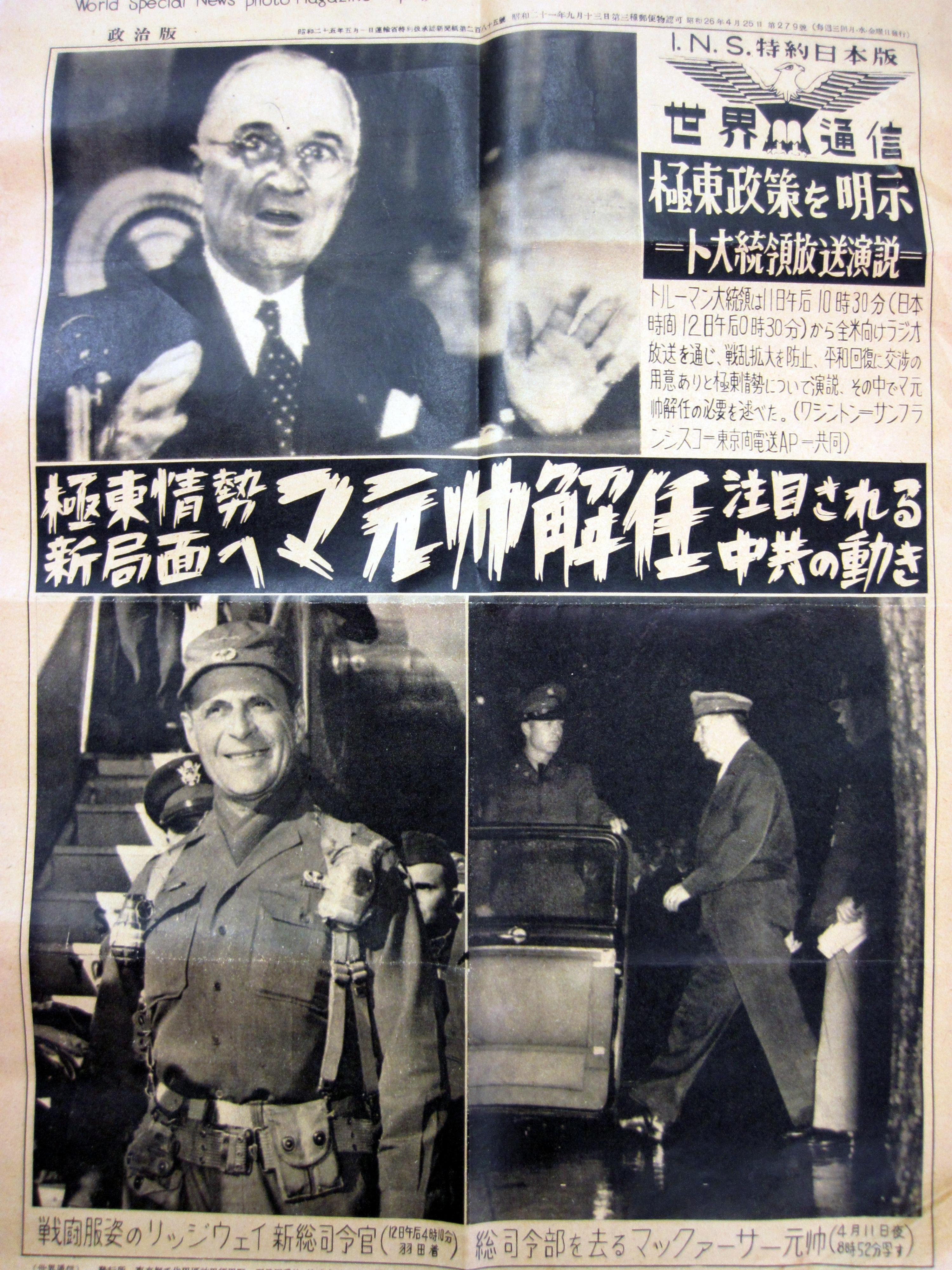
1951年4月25日，日本《世界通信》發表頭條新聞《麥元帥解任 遠東形勢新局面 中共動向值得關注》，報導杜魯門解除麥克阿瑟職務

在志願軍受到重創後，杜魯門與艾奇遜認為以談判結束戰爭的時機終於到來，試圖將局勢恢復到戰前的樣子。3月20日，聯參會告訴麥克阿瑟「國務院即將準備由總統宣佈，在侵略者已被從南韓大部份地區趕出去的情況下，聯合國準備討論解決朝鮮問題的條件。」然而麥克阿瑟卻特意在3月24日發表一篇措辭帶有挑釁與威脅性的聲明：
作戰行動在根據時間表和計畫繼續進行著。實際上，我們已從南韓清除了有組織的共產黨軍隊。事情變得越來越明顯，由我們海軍實施的24小時的大規模轟炸給敵補給線以毀滅性打擊，使在前方作戰地區的敵部隊缺乏必要的作戰物資來維持作戰行動。這一弱點被我們地面部隊利用的非常巧妙。在我軍適應敵人的作戰方式後，其戰術便徹底失敗了，敵人的滲透戰術只是使其小股小股的被消滅。在惡劣的天氣、地形和作戰條件下，敵人的持久作戰能力要低於我軍。
比我們在戰術上的成功具有更大意義的是，事實清楚地表明紅色中國這個新的敵人，缺乏工業能力，無法提供進行現代化戰爭所需要的足夠多的重要物資。敵人缺乏生產基地，缺乏建立、維持以至使之投入作戰的那怕是中等規模的空海軍所需要的原材料。敵人也無法提供成功進行地面作戰行動所必須的武器，如戰車、重型大砲以及科學技術為進行軍事戰役所創造的其他精巧的武器裝備。起初，敵人數量上潛在的巨大力量大大彌補了這一差距，但隨著現代化大規模毀滅手段的發展，單靠數量已無法抵銷這些缺陷本身固有的危險性了。控制海洋和空中，進而也意味著控制補給、交通和運輸，其重要和所起到的決定性作戰在現在並不亞於過去。
我們現在擁有這種控制權，加上敵人在地面火力的劣勢，其作用更加倍增。這些軍事上的弱點，在紅色中國進入韓戰時就已清楚無疑地表現了出來……這樣，敵人現在一定認識到，如果聯合國決定放棄將戰爭限制在朝鮮的容忍程度，把軍事作戰行動擴大到它的沿海地區和內陸基地的話，那必將會使紅色中國面臨極大的危險。這些基本事實確定之後，假使這些問題是根據其本身的性質加以解決，而不是受到諸如台灣或中國在聯合國的席位等與朝鮮無直接關係的題外問題的干擾，就不應再有任何不可克服的困難妨礙做出有關朝鮮問題的決定。
杜魯門見狀大為光火，麥克阿瑟此舉直接違反12月6日發布的命令，也直接使他無法推動和平談判，杜魯門寫道：「麥克阿瑟的這一舉動逼的我無可選擇，我再也無法容忍他的抗上行為了。」麥克阿瑟則在指責之下辯稱自己只是在發布例行新聞。杜魯門已決定撤換麥克阿瑟，但他也認為此時麥克阿瑟強硬的措辭有助於撫慰美國大眾對軍事上歷經一個冬天的失敗與撤退的作用，不適合立刻將其辭退。
4月6日，杜魯門召集國防部長馬歇爾、聯參會主席布萊德雷、國務卿艾奇遜與商務部長威廉·埃夫里尔·哈里曼討論應如何處理麥克阿瑟，四人「同意」解除麥克阿瑟的職務，表示「從軍事角度」有必要解除麥克阿瑟的職務，但也意識到需考量政治因素，杜魯門和艾奇遜認為麥克阿瑟不服從命令，而聯參會成員對此則不表意見。不服從命令實為軍事罪行，麥克阿瑟可像米切爾一樣要求進行公開軍事審判，而結果將難以預料，也可能最終裁定罪名不成立，並恢復原職。聯參會成員認為「基本沒有證據表明麥克阿瑟曾經未能執行聯參會的直接命令，或以行動反對命令。」布萊德雷則稱：「從法律角度來看，麥克阿瑟從未違抗聯參會的命令，只是選擇從寬解讀命令。他的確違反總統12月6日下達、由聯參會轉達的命令，但這不屬於違反聯參會的命令。」1951年4月11日，杜魯門起草向麥克阿瑟下達的命令，由布萊德雷簽名發布：
身为合众国总统和三军统帅，我非常遗憾地解除你作为盟軍最高統帥、联合国军总司令、远东总司令和远东美军司令的职务。你需立即将指挥权移交马修·李奇威中将，同时授权你下達必要的命令，以順利前往想去的地方。我的撤換原因会在你收到上述命令的同时公之于众，并纳入下一条訊息。
由於通信技術上的問題，消息首先透過商業無線電廣播到東京，而麥克阿瑟收到此消息時正在與大使館招待客人午餐，麥克阿瑟聞訊後面無表情，僅向身旁的妻子表示「兩人終於可以回家了」。包括麥克阿瑟在內的許多人被杜魯門以此種方式解職而感到憤怒，由於是即時生效的命令，麥克阿瑟既不能舉行交接儀式，也不能對部隊發表常規的告別演講，李奇威指出這種「粗暴」的處理方式是「對將軍自尊心不必要的冒犯」。而在另一方面，杜魯門的行動對外公佈後，美國爆發憲政危機和公關風暴，民調顯示絕大多數民眾反對杜魯門解除麥克阿瑟職務的決定，寄到白宮的信件中認同與指責杜魯門的內容達一比二十。時至1952年2月（事件後9個月），杜魯門的支持率降至22％，截至2014年為盖洛普民意调查中的最低現任總統支持度，之後又因韓戰泥沼化，政府被一系列腐敗醜聞所困，最終令杜魯門選擇放棄競選連任。
1951年4月12日，麥克阿瑟離開美國駐日使館，驅車前去搭乘已改名為「巴丹號」星座式座機，約有25萬日本人在通往機場的沿路夾道向麥克阿瑟道別。

## 晚年

### 聽證會與總統競選活動

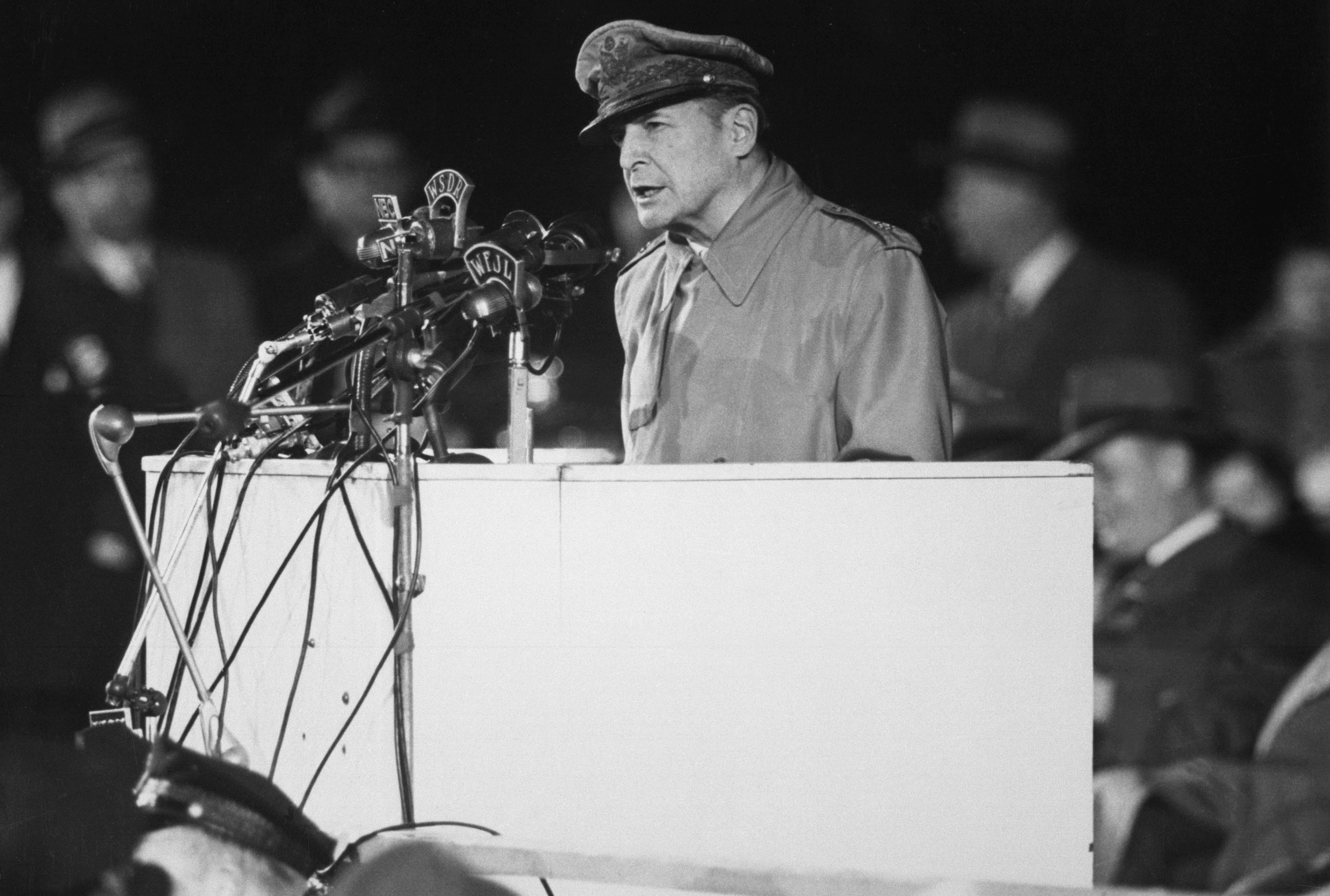
麥克阿瑟於1951年芝加哥軍人球場上發表演說

1951年4月18日，麥克阿瑟自朝鮮飛抵舊金山，隔天便與家人前往華盛頓，預計將於國會聯席會議上發言。此行是麥克阿瑟自1937年結婚後首次返回美國本土。4月19日，麥克阿瑟於國會聯席會議發表告別演說，這也是他最後一次在官方場合露面，麥克阿瑟講述自己在與杜魯門有關朝鮮戰爭問題的分歧，並為自己的立場所辯護，演講還被喝彩聲和鼓掌聲打斷了50次，他最後說道：
我即將結束了52年的軍旅生涯。我在世紀之交以前參軍，圓了我少年時代的希望與夢想。自從我在西點軍校的「平原」操場上宣誓以來，世界已發生翻天覆地的變化，而這些希望與夢想很早就遺忘了，但我仍然還記得當年流行的一首軍歌，唱起來令人倍感自豪——「老兵不死，只是逐漸凋零」。正如這首歌，我這個老兵現在也結束了軍人生涯，而將凋零。上帝的光明讓我這個老兵看清了自己的職責，而這個老兵曾努力盡職，再見。
國會演說結束後兩週，麥克阿瑟即受命參加針對韓戰的聽證會，負責在前三天以證人身份出席。這場聽證會以秘密形式舉行，但每天都會發出一份記錄，幾乎所有發言也都會報導出來。麥克阿瑟在國會聲稱聯參會成員接受其作戰方面的提議，但被白宮與國務院否認，各參謀首長也直接駁斥其聲明，布萊德雷更指出麥克阿瑟的作法將使他們「在錯誤的地點、錯誤的時間，和錯誤的敵人，陷入一場錯誤的戰爭」。對麥克阿瑟的人望更具傷害的是他對聽證會鉅細靡遺的質疑難以招架，例如針對民主黨參議員布萊恩·麥克馬洪提問如何看待歐洲蘇聯方面的威脅時，麥克阿瑟否認其為自己的責任，聲稱自己只是戰區司令而無須考量這點，而後者指出杜魯門政府從全球角度考慮朝鮮以外的潛在威脅，麥克阿瑟曾認為蘇聯不會在美國升級對華戰爭後參戰，而一旦發生了又該怎麼辦？麥克阿瑟曾宣稱不會參戰的中共後來不也參戰了嗎？對此麥克阿瑟只能承認「我只是懷疑（中共的參戰）」，而承認這一點使他的支持者極為失望，因為從外界來看這同樣也能解釋成麥克阿瑟實際上也不知道蘇聯會不會在升級對華戰爭時參與。加上還有约瑟夫·雷蒙德·麦卡锡這位既是麥克阿瑟仰慕者、但又在國內不得人心的共和黨議員在會上對極具人望的馬歇爾人身攻擊，更使麥克阿瑟的聲譽受到長期的傷害。
麥克阿瑟曾試圖競選總統，但始終未能成為候選人，他曾於1951年至1952年在全國各地進行巡迴演說，走訪了11個州，期間大力抨擊杜魯門政府的高稅收政策、在「亞洲實施綏靖政策」，也認為受雅爾塔會議和政府對朝鮮戰爭的處理方式而使美國喪失其國際地位，他還批評其國內政策，稱工資未能趕上二戰後的通貨膨脹。起初麥克阿瑟的演說尚能吸引不少群眾的目光，但時至1952年初，麥克阿瑟已難以獲取支持，許多人抱怨他更像是要找杜魯門算帳、誇耀自己、沒能提出建設性的政見。之後麥克阿瑟大幅減少了演講次數，幾乎被撇除在公眾視野之外。時至1952年共和黨全國代表大會，麥克阿瑟一度希望介入處於羅伯特·A·塔夫脫與艾森豪兩位正爭取總統提名的候選人間，但在塔夫脫不願配合的情況下，麥克阿瑟最終在初選中慘敗，而艾森豪也以壓倒性優勢打敗塔夫脫，最終勝選總統。

### 餘生至去世

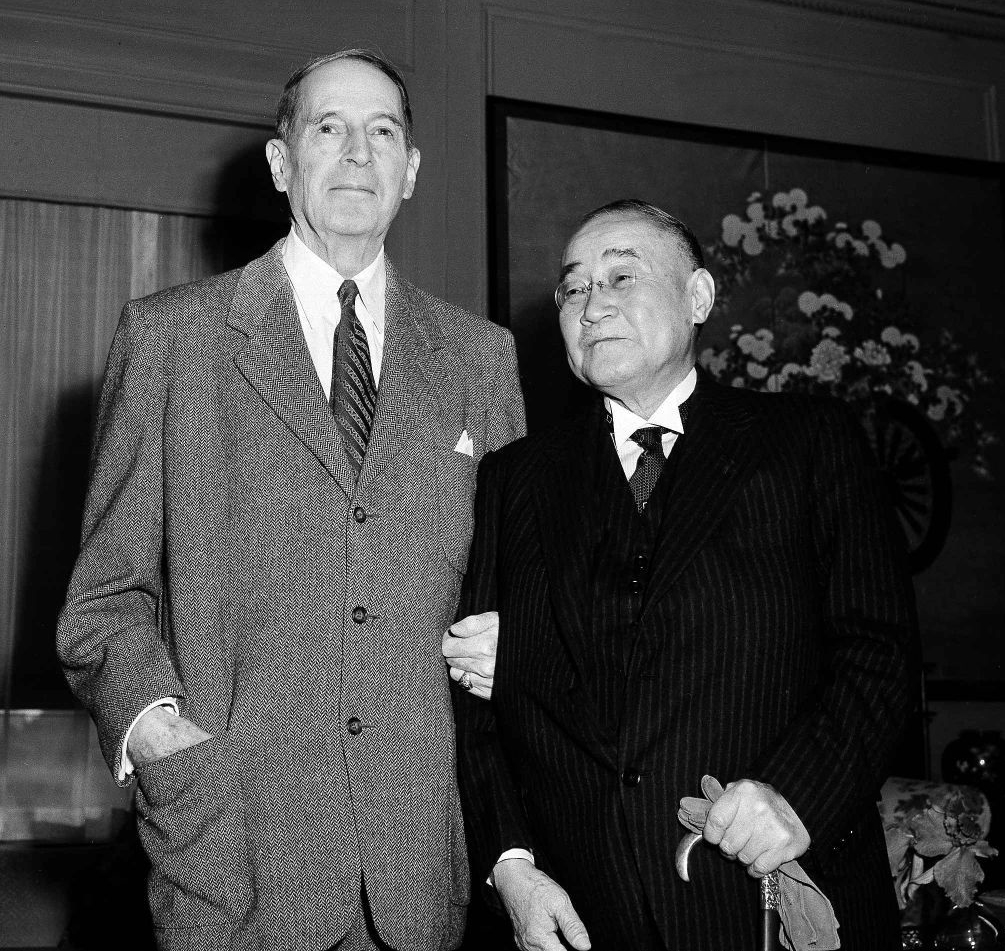
1954年在美國出差的日本內閣總理大臣吉田茂，訪問住在紐約華爾道夫酒店的麥克阿瑟

麥克阿瑟人生最後12年與妻子住在紐約華爾道夫酒店31層的一個擁有10個房間的大套房，過著平靜的生活。1952年，麥克阿瑟接受雷明頓蘭德公司的主席職位，年薪為68,000美金（相當於2016年的612,000美金），同時作為五星上將，麥克阿瑟按照法律是不會退役的，終身保留現役，隨時可被召回，且享有終身俸祿與津貼20,000美金、個人的助手、辦事員、政府提供的交通工具以及五角大廈的一間辦公室等待遇。除了蘭德公司的簡單業務外，麥克阿瑟僅對體育活動感興趣，對諸多人士邀請他撰寫回憶錄或拍攝紀錄片的請求皆婉拒，直到1952年他聽聞杜魯門正撰寫回憶錄，認為後者將在著作中抨擊自己，因此他硬要惠特尼為其著傳。惠特尼的著作《麥克阿瑟：與歷史會合》（MacArthur: His Rendezvous with History）由《時代與生活》雜誌社購買其版權，於1955年8月出版，銷售量極高，在當時獲得很高的評價，一直到1978年曼徹斯特所著《美國的凱撒大帝：麥克阿瑟》問世前都是研究麥克阿瑟的主要史料，不過這本傳記許多內容出自麥克阿瑟本人的口述，多有自我中心、偏頗乃至偏離事實，而後者在大多情況下也拒絕對其修改。1960年前後，麥克阿瑟才決定撰寫回憶錄，亨利·魯斯後以90萬美元（相當於2016年的725萬美元）買下該書的一切權利，而麥克阿瑟回憶錄也在他本人去世前幾個月開始於《生活》雜誌上連載。
1960年1月26日，麥克阿瑟在他80歲生日慶祝會上突感身體不適，但堅持到晚上11點才離開晚會，隔日便倒下送往聖盧克醫院，前列腺腫大至無法小便的程度，不得不動手術。麥克阿瑟術後恢復狀況良好，因有感時日無多，麥克阿瑟不久後便開始為後事作準備，如訪問白宮和艾森豪見上最後一面。1961年4月新任總統約翰·甘迺迪在途經紐約時禮貌性地探望了麥克阿瑟，起初前者原認為後者是一位驕傲自大、名不符實的將軍，但兩人會面後反而認為麥克阿瑟是他見過最有趣的人，且談吐極具魅力。3個月後，麥克阿瑟更受邀前往白宮赴宴，甘迺迪這次與前者談的更久，兩人還論及共產主義在亞洲擴張的問題，麥克阿瑟主張甘迺迪永遠不要派兵去保衛越南，並指出美國真正的敵人不是在海外，而是在國內，在麥克阿瑟去世前不久也為下一任總統林登·詹森提出了類似的建議。
1961年7月，麥克阿瑟開始其自稱的「感傷之旅」，回到闊別已久的菲律賓出席該國獨立15週年慶典，還與當年巴丹戰役和科雷吉爾多戰役的老兵們聚會，時任菲律賓總統卡洛斯·賈西亞還授予了麥克阿瑟菲律賓軍團榮譽勳章。1962年，西點軍校向麥克阿瑟頒發「希爾瓦尼·賽耶獎」，表揚他對國家的貢獻，而後者也不顧身懷膽結石與疥癬的痛苦前往西點參加頒獎儀式，並在會上對學員發表題為《義務、榮譽、國家》（Duty, Honor, Country）的演說：
我的生命已經走到了黃昏，暮色已經降臨，往日的風采和榮譽也已經消失了。它們帶著最後的光輝，隨著我往日對事業的憧憬一起消失了。對往日的回憶雖然飽含辛酸的淚水，卻又是那麼美好，使我感到親切和寬慰。我徒然側耳傾聽著，渴望聽到起床的號角——那微弱而迷人的旋律，以及遠處戰鼓急促敲擊的動人節奏。在夢中，我依稀又聽到大砲在轟鳴，聽到步槍在作響，聽到戰場上那陌生、哀傷的痛苦呻吟。然而，回憶經常將我帶回西點軍校，回到我的母校。我的耳畔常迴響著、反覆回想著這樣的聲音：責任、榮譽、國家。今天或許是我同你們一起進行的最後一次點名，但我希望你們知道，當我最後離去時，心中想到的一定是你們學員、學員、還是學員。我向大家告別了。

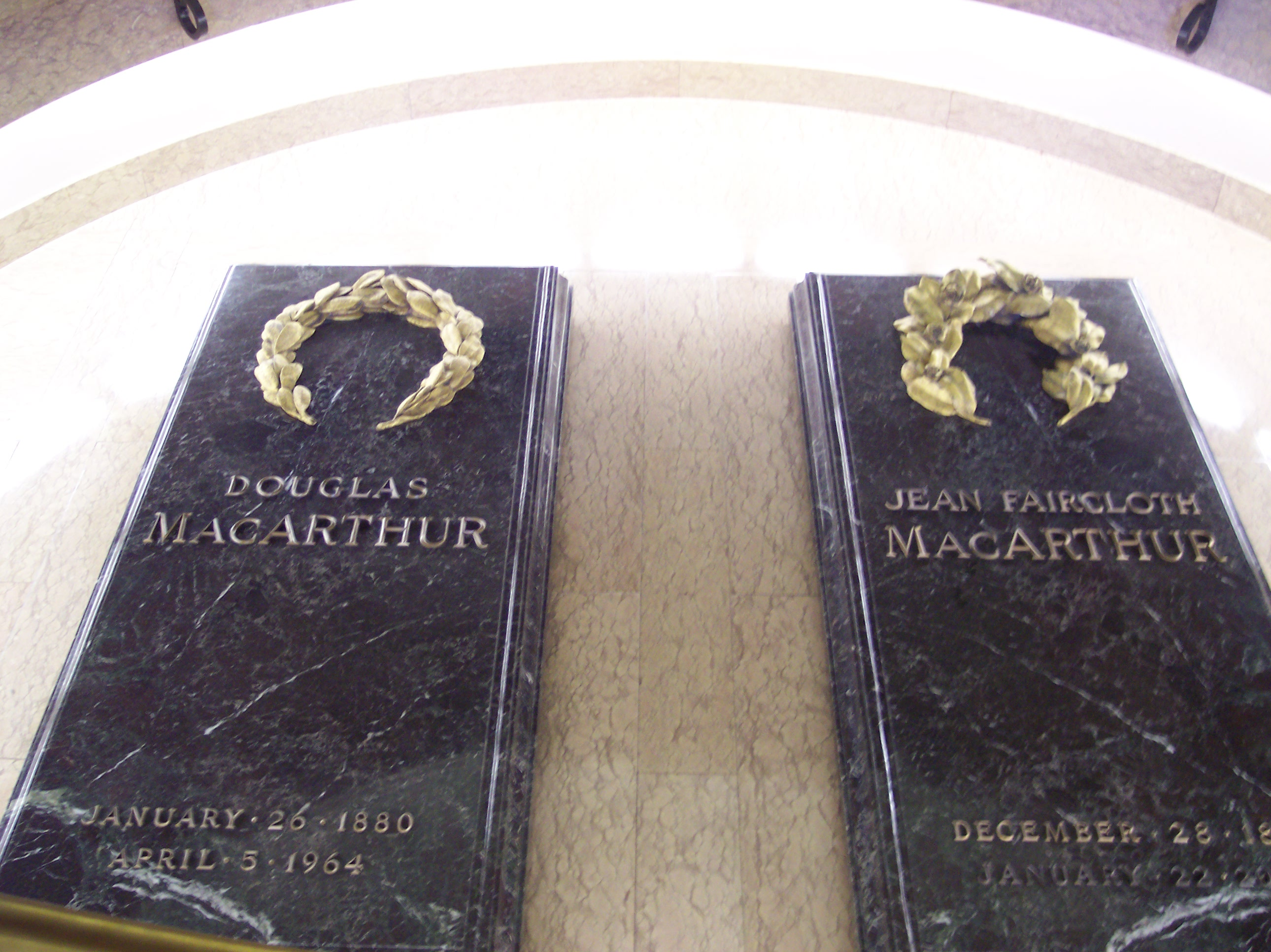
諾福克市政廳內墓室的兩座石棺，麥克阿瑟與其妻珍妮長眠於此

1963年，肯尼迪總統請麥克阿瑟幫助調解國家大學體育協會和業餘體育聯盟之間對國內業餘體育主導權的爭端。這場糾紛有可能使美國參加1964年夏季奧林匹克運動會的計劃泡湯。麥克阿瑟的仲裁有助於雙方促成協議，最終美國也按計劃參加了奧運會。
1964年4月5日，麥克阿瑟因原發性膽汁性膽管炎在華特里德陸軍醫療中心去世。甘迺迪在1963年遭刺殺去世前曾批准為麥克阿瑟舉行國葬，繼任其職務的林登·詹森總統則確認了此一指示，命令將麥克阿瑟以「一個感恩的國家能為逝去的英雄給予的所有榮譽」待遇安葬。4月7日，麥克阿瑟的遺體被運到紐約市，在第七軍團槍械庫的一個敞開的棺材里安置約12小時。當晚，他的遺體被送上靈柩車到聯合車站，由護靈隊伍運到國會大廈，在該地圓形大廳安置，約有15萬人前來瞻仰與告別。麥克阿瑟生前拒絕葬於阿靈頓國家公墓，稱這裡「環繞著他的敵人」，轉而要求葬在弗吉尼亞州諾福克，因為後者是母親的出生地，雙親也於該地結婚。4月11日，麥克阿瑟的葬禮於諾福克聖保羅聖公會教堂舉行，其遺體最後被安葬在道格拉斯·麥克阿瑟紀念館的圓形大廳裡，這所紀念館為1960年，諾福克市市長透過公眾捐款籌集的資金，以原諾福克市政廳進行改造而成，用於存放其文件、勳章和紀念品之處。經過修復和改造，麥克阿瑟紀念館內已有9個博物館展廳，展出了他長達50年軍旅生涯軌跡，麥克阿瑟則與於2000年過世的妻子珍妮長眠於大廳正下方墓室的兩具大理石石棺中。

## 個人

### 性格與形象

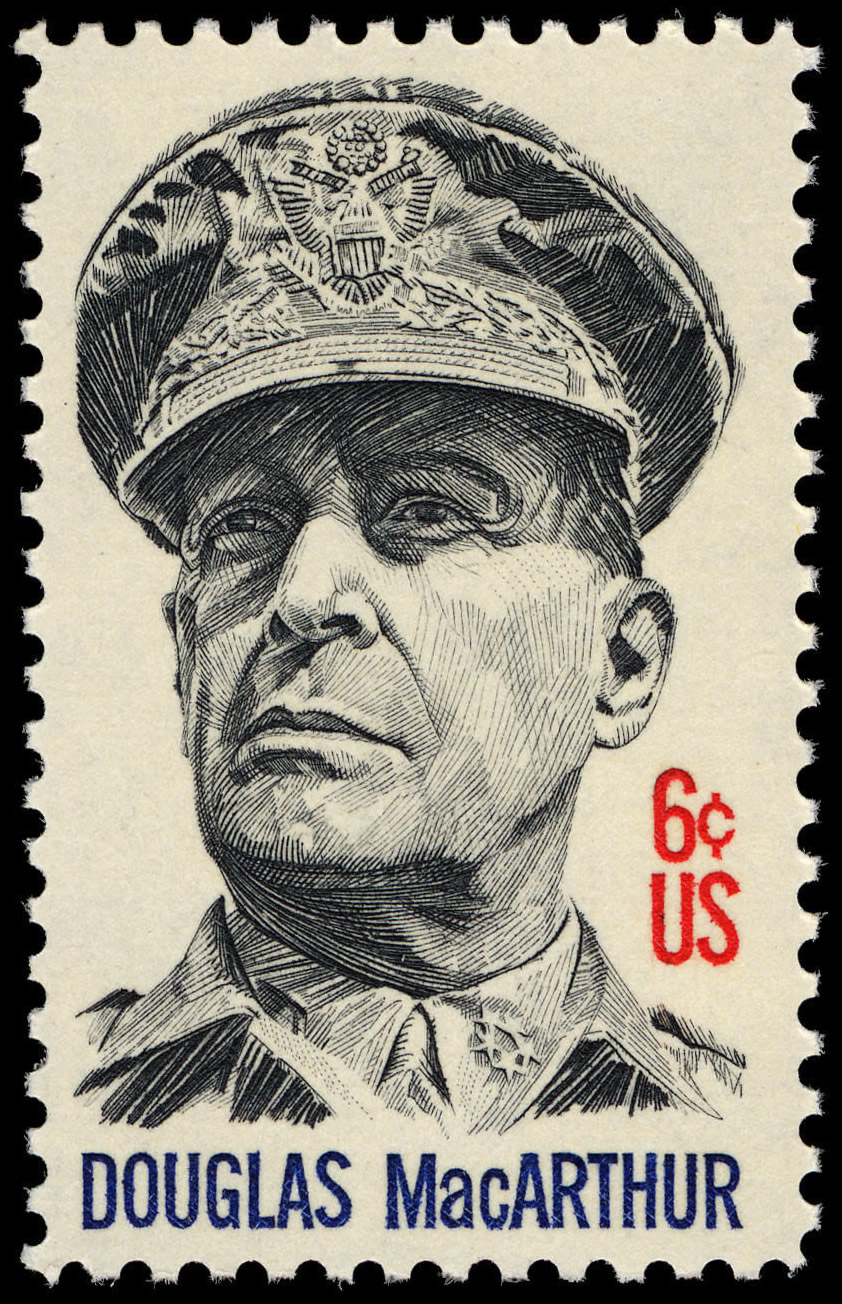
1971年美國發行的麥克阿瑟六分錢紀念郵票

麥克阿瑟是極具爭議的人物，同時也是一位個性複雜、形象多樣而充滿矛盾的人，第5航空隊司令肯尼便曾說：「真正、或者自認為認識麥克阿瑟的人，不是欽佩他，就是討厭他，沒有中間地帶。」布萊梅爵士則簡單評論道：「你聽到有關他最好和最差的那面都是事實」。曼徹斯特則描述麥克阿瑟「既高貴又卑鄙，既勇壯又殘暴，既傲慢又靦腆，最優秀的男子漢，最壞的漢子」、「是美國得未曾有最具天才的軍人」，並將其與羅馬軍事領袖尤利烏斯·凱撒相提並論，從而將該傳記著作取作《美國的凱撒大帝：麥克阿瑟》。二戰期間同為戰區司令，並在西南太平洋與麥克阿瑟密切合作過的海爾賽起初對前者誇張和搶功的公報甚為反感，一位副官曾記錄海爾賽將麥克阿瑟稱作「自吹自擂的賤人」，但兩人見面後關係便迅速拉近，海爾賽後來寫道：「見面沒超過五分鐘，我就覺得我們好像是一輩子的好朋友。我很少見到哪個人能以這麼快的速度給人留下如此深刻的印象。」麥克阿瑟也在戰時得到多名英國戰時領袖的肯定，如戰時首相溫斯頓·邱吉爾稱他是「才華卓越的指揮官」、總參謀長伯納德·蒙哥馬利認為麥克阿瑟是二次大戰中「最優秀的軍人」、艾倫·布洛克則將其比作「最優秀的戰略家」。第45和47任美國總統唐納·川普也曾在2016年競選期間公開表示自己最欣賞的美軍將領即是麥克阿瑟。
麥克阿瑟以自吹自擂、誇大其辭的性格而聞名，羅斯福時代的內政部長哈德羅·勒克萊爾·伊克斯曾對其做出常為後人引用的評價：「麥克阿瑟是這一號的人物，他以為自己到了天堂，上帝都會從白玉寶座上起身降階迎接，把空出的位置躬身相讓。」麥克阿瑟的個性發展與人格塑造深受母親平克尼所影響，即使到了成年很大程度上也受後者所支配。平克尼在麥克阿瑟童年時代即施行嚴格的教育，使後者在成為一位傑出人物的同時有著勝利的強烈執著、極度的自我中心以及孤僻的性格。早在西點軍校就讀時，麥克阿瑟就幾乎與同學保持距離，一個明顯的例子是，通常西點畢業生的婚禮是會有多名同學參與的大型社交場合，以示同學之間深厚的情誼，但麥克阿瑟的婚禮缺少朋輩的出席而引人注目。哈伯斯坦認為，平克尼使麥克阿瑟缺乏與他人建立真誠友誼的能力，在很大程度上也可能是因為麥克阿瑟認為沒人有資格與他平起平坐。哈伯斯塔姆同樣指出，麥克阿瑟自一戰便有自我膨脹的傾向，但當時因為年紀還很輕且處於事業的上升期，多數場合下他終究能控制住自己，並與普通士兵在前線英勇作戰，但到了二戰時，麥克阿瑟有了聲譽和政治觀，對功名的渴望也較以往更甚，與此同時受到的管轄與約束卻是越來越少。二戰結束時，麥克阿瑟的自我膨脹已超過其軍事才華，導致其最終自取滅亡的結局。
作為一位軍事將領，麥克阿瑟同樣有著褒貶不一的評價，美國軍事歷史學家伊恩·托爾稱麥克阿瑟是個有著「嚴重性格缺陷的人」，但仍是「不可多得的傑出人才，能以發散的思維看待問題，有著超常的記憶力，還能快速理解各種細節」，並「比起其他盟軍領導人更能憑直覺把握太平洋戰爭的總體局勢」。與在歐洲戰場作戰的同僚不同，麥克阿瑟在1944年新幾內亞、1945年菲律賓和1950年朝鮮戰場經常是在以寡擊眾的不利條件下，透過機動布署和出其不意取得了多次勝利。美國記者約翰·剛瑟儘管對麥克阿瑟的人品頗有微詞，但也對後者在太平洋的作戰誇讚道：「自大流士之後，沒有哪位指揮官能像麥克阿瑟一樣，用極少的傷亡就攻佔了大量的領地。」馬克·佩里則稱讚麥克阿瑟成功完成的一系列將日軍的對拉包爾無力化的行動、是戰爭史最複雜、協調性最佳和最成功的陸海空聯合戰役。佩里也假設道：若麥克阿瑟滿足於1945年9月2日接受日本投降後選擇退休、而非延續其軍旅生涯，那他將被視為第二次世界大戰中最偉大的指揮官，還可能是美國歷史上最偉大的軍事指揮官。蔣介石稱讚麥克阿瑟「是今天這個世界尚正義、重公理的精神象徵」「是美國的光輝，也是所有捍衛自由正義的世人的光輝」。另一方面，麥克阿瑟在各方面的負面特質也影響其作為軍人的評價，如二戰期間因其自我中心的個性與身處低優先度的西南太平洋戰區，嚴重加劇了與海軍之間的軍種對立，甚至上升到了馬歇爾形容為「人身攻擊、極為惡性的鬥爭」的地步。麥克阿瑟也被反對者指出其不服總統權威、犯下遭日軍於菲律賓奇襲、被中國志願軍伏擊等巨大失敗，稱其為美軍最被高估的將領，佩里也引用了一份非正式的網路調查結果，其指麥克阿瑟為美國史上最差勁的將軍，排在班尼狄·阿諾、愛德華·阿爾蒙德、湯米·弗蘭克斯、威廉·魏摩蘭、喬治·B·麥克萊倫、安布羅斯·伯恩賽德與霍雷肖·蓋茨之前。

### 與總統的共事及政軍關係
麥克阿瑟在軍旅生涯中與多任總統共事，成為其上司有胡佛、羅斯福和杜魯門三位，但除了胡佛他給予「還算不錯」的評價外，後兩人深為麥克阿瑟所厭惡。羅斯福對麥克阿瑟擁有的政治野心非常清楚，但也因為知道後者不懂如何拉攏選民而從不將他當作威脅，僅是以防萬一保留了麥克阿瑟在二戰前提交、宣稱菲律賓將難攻不破的報告，以及開戰後菲律賓機場被毀其所犯下的種種缺失的記錄。羅斯福曾在很多場合表達過對麥克阿瑟的不信任，認為是「可用而不可信」的將領，並曾當面向後者說道：「道格拉斯，我一直認為你是一流的軍事家，但我同樣知道，你也是一個最糟糕的政治家。」羅斯福也曾向助理雷克斯福德·特格韋爾評論麥克阿瑟是除了休伊·皮爾斯·朗外「美國最危險的人物」。麥克阿瑟則是儘管羅斯福曾在菲律賓下令營救他、掩蓋戰事缺失、將他塑造為公眾神話的英雄、支持重返菲律賓的戰略，仍對後者極為痛恨，1945年4月羅斯福在辦公室內去世，麥克阿瑟的反應毫無傷感，反而轉向自己的參謀邦纳·費勒斯說道：「羅斯福終於死了。他是一個能用謊言來粉飾太平而絕不會說真話的人。」現場所有聽到這句話的人都深感震驚。
杜魯門則在1945年接任總統時就已對麥克阿瑟不抱信任，當時便在日記中寫道：
我要怎樣處理與一位妄自尊大的五星上將之間的關係呢？麥克阿瑟比波士頓的卡伯特家族和洛奇家族還要難對付。那兩家人至少在採取任何舉動之前還會互通有無，而麥克阿瑟呢？只有上帝知道他要做什麼。更可悲的是，美國政府的要職上確有這樣一位自命不凡的頑固份子。我不知道1942年羅斯福總統為什麼沒有命令溫萊特從科雷希多島返回美國，而讓麥克阿瑟做一名烈士……如果召回的是溫萊特，我們將擁有一位真正的鬥士、真正的將軍，而不會像現在這樣有的只是一個演員、一個說謊精。很難想像，美國在造就羅伯特·李、約翰·潘興、艾森豪和布雷德利等英雄的同時，還會誕生像卡斯特、巴頓和麥克阿瑟這樣的蠢材。
麥克阿瑟則是極度輕視杜魯門的權威，在許多場合對其毫不尊重。雙方首次的意見分歧發生在二戰剛結束的第一個月，當時杜魯門政府決定放緩戰後裁軍的計畫，但1945年9月17日麥克阿瑟卻擅自在東京宣佈50萬駐日美軍僅須留下20萬人便足夠，等同於故意為政府的批評者助陣，並以軍人身份直接干政、謀取政治利益，也就是從本次事件開始杜魯門考慮解除麥克阿瑟的職務，兩人之間的矛盾也越演越烈。1945年9月與10月，杜魯門連續兩次要求麥克阿瑟回國述職，以接受全國人民對他的感謝之情，屆時將為其安排於參眾兩院演講，國家也將授予他傑出服役十字勳章。雖然表面上這是杜魯門的一次盛情邀請，但實際上是來自三軍統帥的命令，但麥克阿瑟連續兩次都拒絕，聲稱自己在東京很忙，且一離開東京將「陷入一觸即發的局面」，杜魯門聽後大為惱火，認為其於不久前可以縮減駐日美軍規模的說法根本是信口開河，之後隨著韓戰局勢的發展和麥克阿瑟的種種言行、台灣問題，致使杜魯門再也難以忍受，進而解除其一切職務（見上節）。
杜魯門總統解除麥克阿瑟的職務是美國「文人領軍」傳統的一次體現，日後麥克阿瑟也自回憶錄中承認前者的合法性：「對於一位總統解除一個戰地指揮官的職務所具有的法律權力，不問其行動是明智的還是愚蠢的，從沒有人加以懷疑。文職高於軍職是美國政府體制的基本原則，這一點已為軍事機構的每一個官兵所全心全意地接受下來。」但同時也批評道：「這並不是這一案件中的問題，自有史以來司令官一直在調換，有些出於心血來潮，有些出於某種原因，但在歷史上從來沒有一次比我這次解職所用的手段更為嚴厲了——不讓人申訴，沒有辯護的機會，不考慮過去。」美國中央情報局副局長弗農·沃爾特斯則就解職事件表示：「在某種意義上來說，兩個人都是對的，但杜魯門是總統，而麥克阿瑟卻沒有充分意識到這個壓倒一切的事實。當杜魯門解除麥克阿瑟職務時，許多人批評他的做法，但沒有人對他運用總統的權力採取的這個行動提出疑問」，「兩個人都是意志堅強、形式果斷的人，這場衝突到最後其中一個人勢必下台，而在我們的制度下，這人只能是麥克阿瑟」。

### 與部屬的關係

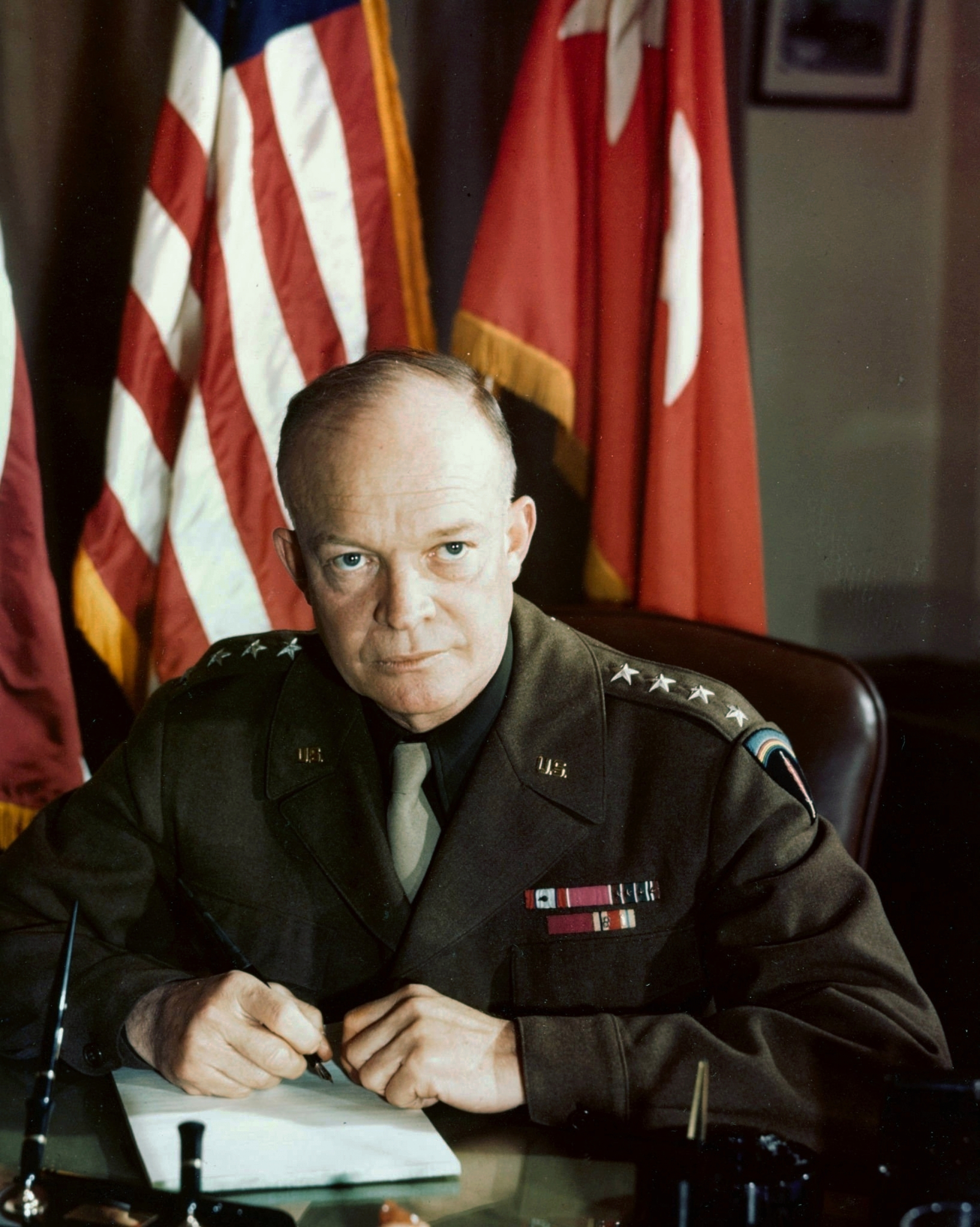
德怀特·艾森豪威尔曾擔任麥克阿瑟的副官長達七年之久，是最了解後者的人之一。艾森豪在二戰期間擔任盟軍歐洲最高統帥，官拜五星上將，後又於1952年共和黨總統初選中大勝麥克阿瑟，最終成為第34任美國總統

麥克阿瑟與部屬的關係為疏遠和狂熱崇拜的兩極化，其麾下的「巴丹幫」幕僚群有相當的競爭性、排他性，對於華盛頓的訪客充滿敵意，即使是戰略情報局（今中情局前身）官員亦不能公開在麥克阿瑟的管轄地收集情報。幕僚們為爭取麥克阿瑟的關注不遺餘力、對所有指示言聽計從，而後者也會無視常規、任用心腹居於要職，如仁川登陸戰中的負責登陸作戰的第10軍交由毫無兩棲作戰經驗、但因為是麥克阿瑟美軍遠東司令部重要幕僚的阿爾蒙德。馬歇爾曾當面向麥克阿瑟抱怨沒有像樣的幕僚，有的只是一座「宮廷」。海軍第7兩棲部隊司令丹尼爾·愛德華·巴比少將則從海軍的角度觀察麥克阿瑟與陸軍部屬的關係，說道：「麥克阿瑟從來都無法和四周的官兵，建構出一種溫暖、如同袍澤般的情誼。下屬儘管尊敬他，卻沒有對他有同情、理解與愛戴。他的態度太過疏遠，行動、語言和服裝太規規矩矩了。」
與樂於將功勳分享給部屬的艾森豪不同，麥克阿瑟要求手下對自己絕對忠誠，並會喝退任何可能將榮譽分走的人和奪取部下的功績，麥克阿瑟也曾規範所有從他基地派出的部隊只能以麥克阿瑟的名義執行任務，甚至要求太平洋戰場上所有的勝利消息只能以麥克阿瑟的名義對外公佈，曼徹斯特曾對此做過統計，發現二戰開始後的前三個月中，太平洋戰區對外發出的142條戰況公報中有109條有麥克阿瑟的名字。第8軍團司令艾克爾伯格與麥克阿瑟自1911年便互相熟識，曾至少有兩次因「忠誠問題」而被麥克阿瑟恫嚇，一次是布納戰役，這場戰役的勝利最大功臣為艾克爾伯格，而與麥克阿瑟實際上並無多少關係。然而後者曾向其表示：「鮑博，你和我並肩在布納戰鬥的日子真是令人難忘阿，不是嗎？」，接著哈哈大笑，以此作為含蓄的警告：不得洩漏麥克阿瑟實際上與布納戰役的勝利無關。另一次則是艾克爾伯格的名字出現在頗具影響力的《星期六晚郵報》和《生活》雜誌上，麥克阿瑟大為光火，直接召見艾克爾伯格說道：「你知不知道，明天我就可以把你降為上校，讓你捲鋪蓋回家？」艾克爾伯格也因此對自己新聞官說寧願有人放一條眼鏡蛇在自己口袋裡，也不想在一篇報導中受到褒獎。
曾當過麥克阿瑟七年副官的艾森豪是最了解麥克阿瑟的人之一，他評論後者是位「值得效勞的人」，「一旦分配了任務，麥克阿瑟不會在乎時間，且不過問其他問題，唯一的要求就是把把工作做好」、「在他挑選送上加以討論的任何主題，他的知識一向是透徹了解，令人目瞪口呆，大部分都很精確，從滔滔不絕的話中傾湧而出。將軍的流暢以及資料的財產來自於他那罕有的記憶力，在我的回憶中無與倫比。他看過一篇演說草稿或者一份文件，只要一次，就能一字不差地把整篇複誦出來。」除了擔任副官外，艾森豪還在公務外的場合與麥克阿瑟有所來往，甚至還處理私人性質的庫珀封口費問題。不過儘管長時間共事，艾森豪始終不是「巴丹幫」的一員，並無如惠特尼或薩瑟蘭始終折服於麥克阿瑟的魅力下，艾森豪敢於針對麥克阿瑟的錯誤與之爭辯。兩人關係的轉捩點發生於1936年夏，當時麥克阿瑟讀了《文學文摘》雜誌上的一篇預測羅斯福將在1936年美國總統選舉中敗選的報導，因此他大肆散布此一推論，艾森豪則勸他不要散佈這種預言，並從另一位朋友的信中獲悉羅斯福的對手阿爾夫·蘭登的選情實際上更為惡劣，結果艾森豪反被麥克阿瑟咆嘯漫罵。自那天起，艾森豪就顯露出為麥克阿瑟工作的不耐，並提出以健康為由回國，但重視艾森豪工作能力的麥克阿瑟急忙將其留下。另外一次，也是直接使兩人七年情誼破裂的事件則是發生於1938年初，當時麥克阿瑟試圖發起一次集結4萬名菲律賓後備役部隊，以分列式走過全城的方式向奎松證明防禦建設有成，並而將計畫交由參謀部制定，但因菲律賓經濟負擔極重，無法支持4萬人行軍一週的食宿，奎松極力反對。麥克阿瑟因不願承擔制定此計畫的錯誤，反將責任推到了艾森豪和其他參謀軍官頭上。艾森豪後來評論道：「我們的關係再也不像以前那樣親熱了。」不過兩人的關係並無如當時一些媒體報導的那麼水火不容，事實上在艾森豪擔任參謀長時仍多次寫信給麥克阿瑟，請教其意見，從參謀長位置退下後，艾森豪也專程寫了一封信否認兩人結怨的說法，兩人也一直保持著聯絡。然而至艾森豪當上美國第34任總統後，兩人的交往轉而疏遠了，如一次艾森豪邀請麥克阿瑟在白宮共進午餐，後者辛勤地提出建議，但艾森豪卻不感興趣，因此麥克阿瑟之後離開時告訴記者「有權便有責，而我已不再是個有權力的人了。」

### 家庭

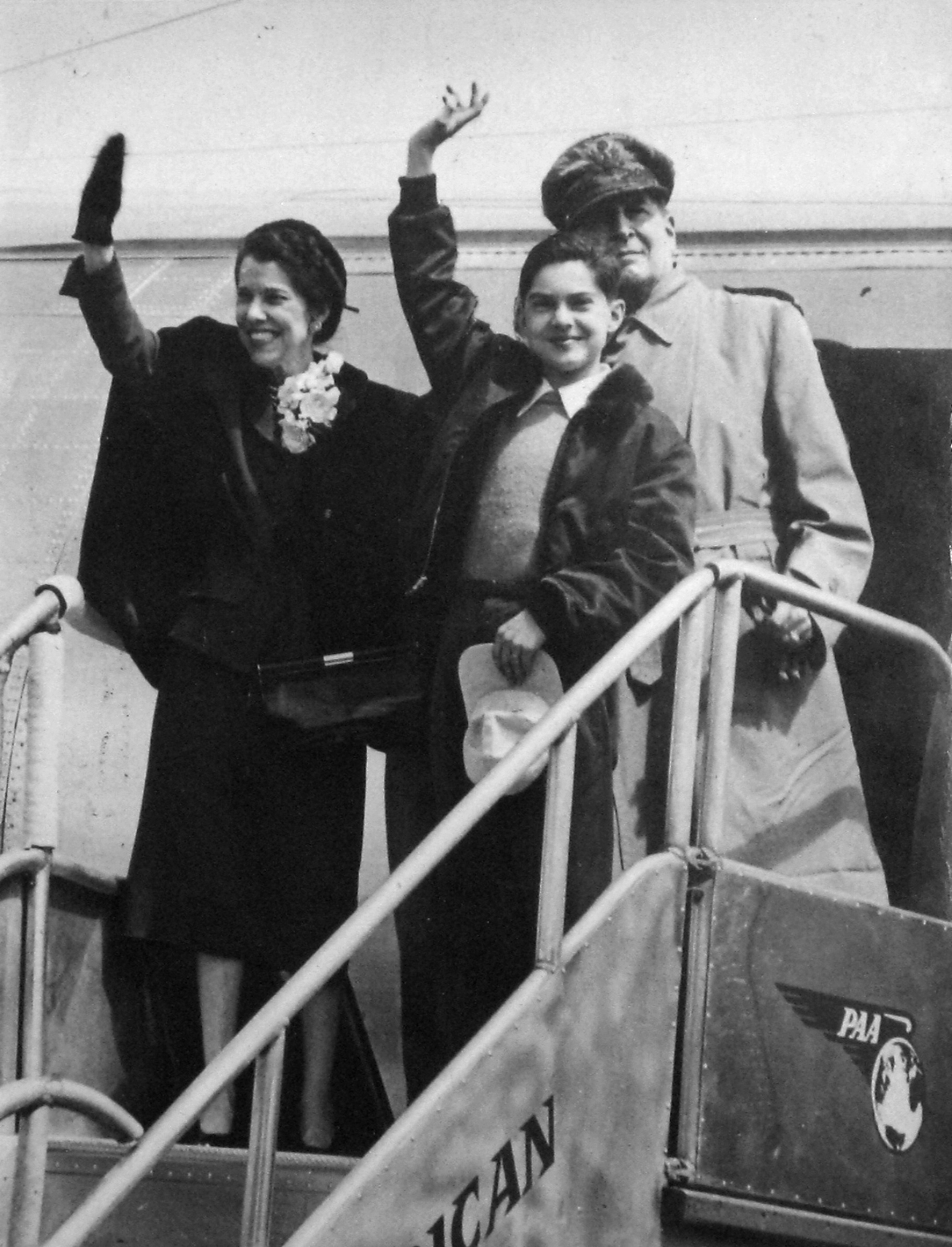
於1950年訪問菲律賓的麥克阿瑟一家，左為麥克阿瑟第二任妻子珍妮，中為其獨生子亞瑟·麥克阿瑟四世

在麥克阿瑟的生活中，母親平克尼即使在其成年後也一直有著絕對的支配地位，也因此有種觀點認為麥克阿瑟一直是「母親的乖兒子」，凡事皆以其為重，即使到了擔任參謀長的50歲年紀，麥克阿瑟每天下班必定開車回家同母親吃飯、每次出差飛機一落地就打電報向她報平安。平克尼對麥克阿瑟的第一任妻子路易絲並不滿意，以至於聽到兒子與其訂婚後直接病倒了。路易絲與麥克阿瑟的婚禮豪華盛大，但平克尼亦拒不出席。婚後，路易絲與平克尼關係緊張，而前者於1929年6月18日與麥克阿瑟離婚後便表示是平克尼在婚姻生活中處處干涉的結果。
離婚後，至第二次出訪菲律賓期間，麥克阿瑟與小他33歲、年僅16歲的歐亞混血兒伊麗莎白·庫珀秘密交往。麥克阿瑟調回美國本土時將她帶回美國，由於不願使母親知悉其存在，麥克阿瑟只能將她安置在查爾斯頓旅館（Chastleton），距離其工作的「國務院、陸軍部、海軍部大樓」僅幾個街區。由於要躲避母親的監視、加上參謀長忙碌的工作，麥克阿瑟與伊麗莎白日益疏遠，後者經常出入夜總會、過著紙醉金迷、招蜂引蝶的生活，麥克阿瑟曾希望伊麗莎白經濟獨立，鼓勵她參加藝術課程、修讀法學，但後者皆不感興趣，反而一直跟麥克阿瑟要錢，兩人關係壓力遽增。當有一次伊麗莎白試圖請麥克阿瑟協助其兄弟艾倫（Allen）找一份美國工作時，後者直接從報紙撕下一份求職廣告作為回覆。其後麥克阿瑟決心與伊麗莎白斷絕關係，並試圖將她送回菲律賓。1934年9月1日，麥克阿瑟寄給伊麗莎白一張通往美國西部的火車票與回馬尼拉的船票，但後者拒不離去。1934年，「華府團團轉」專欄的兩位作家羅伯特·沙龍·艾倫與德魯·皮爾遜撰文抨擊麥克阿瑟在「酬恤金進軍事件」中的作為是「不正當、不必要、專橫、苛刻、殘酷的」，並廣泛描繪他「獨裁、抗命、不服從、不忠誠、對陸軍部的上司不尊敬」等，麥克阿瑟控告兩人，要求賠償名譽損害75萬美金，但兩人受密西西比州眾議員羅斯·亞歷山大·科林斯的幫助，找到伊麗莎白，而後者與其合作，賣出麥克阿瑟曾寫給自己的情書，兩人也威脅麥克阿瑟將在官司開庭時請伊麗莎白出庭作證（公開其存在），使得麥克阿瑟最終放棄訴訟、選擇庭外和解，之後還秘密向伊麗莎白支付1萬5千美金作封口費。事後海軍的威廉·D·李海將軍評論麥克阿瑟當時是單身漢，官司是可以打贏的，而之所以選擇和解也是為了不讓自己的母親知道伊麗莎白的存在。伊麗莎白始終沒有回去菲律賓，而是繼續在好萊塢當演員，但一直都是演小角色而未能成名，兩次婚姻也都以離婚告終，最後伊麗莎白於1960年6月29日服用過量的巴比妥類藥物自殺身亡，享年46歲。
麥克阿瑟與瓊妮·瑪莉·佛雷克洛思的第二段婚姻較為順遂，部份原因也是出於母親的認可，與布魯克斯不同，瓊妮相當適應菲律賓駐防時的生活，對麥克阿瑟畢恭畢敬、充滿崇拜之情，對於自己「將軍夫人」的身份亦十分珍惜，她在公開場合將麥克阿瑟稱作「將軍」，而私下則稱後者為「我的主人」（Sir Boss）。在麥克阿瑟過世時，瓊妮已64歲，後於1988年自第40任總統罗纳德·里根處獲頒自由勳章、1993年又接受了菲律賓的功勳勳章。1994年日本明仁天皇伉儷訪問美國時也特意與其會面。麥克阿瑟與瓊妮的獨生子亞瑟·麥克阿瑟四世則對軍旅生涯不感興趣，在哥倫比亞大學研修音樂，做了一段時間的譜曲家。麥克阿瑟對此表示：「家母對我施加太多的壓力，做第一名是世界上最寂寞孤單的了，我也不希望我的兒子也經歷這些。」麥克阿瑟去世後，亞瑟改以化名生活、終身未婚，後成為聚集於格林威治村的嬉皮之一，退出了公眾視野。
麥克阿瑟的兄長亚瑟·麦克阿瑟三世畢業於美國海軍學院，官拜海軍上校、當過一艘主力艦的艦長，也曾獲海軍十字勳章和海軍傑出服役勳章，但於1923年12月2日因盲腸炎病死，其子道格拉斯·麥克阿瑟二世為外交官，後於1956年12月擔任美國駐日大使。

## 榮譽
| |                                                   |             |                                                     |  |  |  |  |  |  |  |  |
| Bronze oak leaf cluster · Bronze oak leaf cluster · Bronze oak leaf cluster · Bronze oak leaf cluster · Bronze oak leaf cluster · Bronze oak leaf cluster |                                                   |             |                                                     |  |  |  |  |  |  |  |  |
| | Silver oak leaf cluster · Bronze oak leaf cluster |             | V                                                   |  |  |  |  |  |  |  |  |
| | Bronze oak leaf cluster                           |             |                                                     |  |  |  |  |  |  |  |  |
| Bronze star · Bronze star · Bronze star · Bronze star · Bronze star                                                                                       |                                                   | Bronze star | Arrowhead · Silver star · Silver star               |  |  |  |  |  |  |  |  |
| |                                                   | Bronze star | Arrowhead · Bronze star · Bronze star · Bronze star |  |  |  |  |  |  |  |  |
| |                                                   |             |                                                     |  |  |  |  |  |  |  |  |
| |                                                   |             |                                                     |  |  |  |  |  |  |  |  |
| |                                                   |             |                                                     |  |  |  |  |  |  |  |  |
| |                                                   |             |                                                     |  |  |  |  |  |  |  |  |
| |                                                   |             |                                                     |  |  |  |  |  |  |  |  |
| | Gold star                                         |             |                                                     |  |  |  |  |  |  |  |  |
| |                                                   |             |                                                     |  |  |  |  |  |  |  |  |
| |                                                   | Bronze star | Bronze star · Bronze star                           |  |  |  |  |  |  |  |  |
| |                                                   |             |                                                     |  |  |  |  |  |  |  |  |

| Bronze oak leaf cluster · Bronze oak leaf cluster · Bronze oak leaf cluster |

| 步兵戰鬥徽章 |                                  |                            |
| 荣誉勋章     | 陸軍傑出服役十字勳章 2枚铜橡叶章 | 陆军杰出服役勋章 4枚橡葉章 |

| 海军杰出服役勋章                             | 銀星勳章 6枚橡葉章                           | 飞行优异十字勋章                        | 銅星勳章 「V」字勳飾                          |
| 航空奖章                                     | 紫心勳章 1枚橡葉章                           | 菲律賓戰役勳章                          | 墨西哥服役奖章                                |
| 第一次世界大战胜利奖章 附5枚銅星章與戰鬥勳扣 | 德国占领军奖章                               | 美国本土防御服役奖章 附「外國服役」勳扣 | 亚太参战奖章 附2枚銀服役星章與箭頭勳飾        |
| 第二次世界大戰勝利獎章                       | 陆军占领军奖章 附「日本」勳扣                | 國防部服役獎章 （追授銅星服役章）       | 韓國服役獎章 附3枚銅服役星章與箭頭勳飾        |
| 爵級大十字巴斯勳章                           | 法國榮譽軍團勳章                             | 比利時 大十字級王冠勳章                 | 菲律賓 司令級榮譽軍團勳章                     |
| 義大利 義大利大綬皇冠勳章                    | 捷克斯洛伐克 大十字級白獅軍事勳章            | 波蘭 大十字級波蘭復興勳章               | 荷蘭 騎士大十字級帶劍奧蘭治-拿騷勳章          |
| 南斯拉夫 大十字級白鷹帶劍勳章                | 日本 勳一等旭日桐花大綬章                    | 義大利 義大利騎士大十字級軍事勳章       | 中華民國 一等寶鼎勳章（特種大綬）             |
| 匈牙利 匈牙利大十字級功績勳章 （軍事類別）   | 羅馬尼亞 大十字級國家功績勳章 （軍事類別）   | 大韓民國 太極武功勳章                   | 古巴 大十字級「卡洛斯·德·塞斯佩德斯」功績勳章 |
| 厄瓜多 一級阿卜頓·卡爾德隆勳章               | 菲律賓 司令級西卡圖納勳章                    | 比利時 一級軍事十字勳章                 | 菲律賓 菲律宾英勇勳章                         |
| 法國 軍功勳章                                | 法國 戰爭十字勳章（1914年制） 附銅棕葉與金星 | 法國 戰爭十字勳章（1939年制） 附銅棕葉  | 比利時 戰爭十字勳章（1914年制） 附銅棕葉      |
| 菲律賓 殊功星章                              | 義大利 戰功十字勳章                          | 波蘭 五級軍功勳章                       | 希臘 三級戰爭十字勳章                         |
| 墨西哥 一級軍功勳章                          | 瓜地馬拉 一級軍功十字章                      | 菲律賓 菲律賓保衛獎章 附兩枚服役星章    | 菲律賓 菲律賓解放獎章 附兩枚服役星章          |
| 菲律賓 菲律賓獨立獎章                        | 聯合國 聯合國朝鮮獎章                        | 英國 太平洋之星                         | 大韓民國 韓戰服役獎章 （追授）                |

| 美國陸軍總統部隊嘉許獎 附三枚銅橡葉章 | 菲律賓 總統部隊嘉許獎 | 大韓民國 總統部隊嘉許獎 |

資料來源：

### 其他
- 特种大绶云麾勋章（中华民国，1947年7月14日批准[387]）

## 註解
1. ↑  歷史學家斯蒂芬·塔菲（Stephen R. Taaffe）指出荷蘭迪亞的重要性實際上被盟軍高估了，該地不怎麼適合作為航空兵基地，使麥克阿瑟仍繼續向西尋求更適合的地點。同時，以荷蘭迪亞之戰結尾的對第18軍封鎖行動，雖確實使日軍大量部隊滯留於太平洋，但另一方面也束縛了相當數量的盟軍用於牽制他們，逃入新幾內亞內陸的第18軍也未完全潰敗，至7月中旬第18軍司令安達二十三中將仍有發起對德爾尼諾姆河反攻（英语：Battle of Driniumor River）的能力[179]。
2. ↑  根據李海的觀察，尼米茲與麥克阿瑟的爭論中有三項不利的條件，一、他提出的計畫是金恩的，不是自己的；二、尼米茲不具麥克阿瑟的口才；三、在羅斯福技巧性的詢問下，尼米茲也承認若進攻台灣而不進攻呂宋島，菲律賓中南部的空軍力量是必須的。最後，尼米茲對於若繞開菲律賓引發的政治問題沒有準備或不願討論[185]。
3. ↑  不過本次會議對羅斯福的決定影響程度存在爭議，曼徹斯特稱許多歷史學家認為此次會面是「政治性質」，羅斯福實際上早在路上已聽取意見、做出決定，而本次出訪有一部分原因為的是在1944年總統選舉爭取連任時利用戰時與著名將領麥克阿瑟會面來加深選民的印象[186]。除了正文羅斯福的說法外，曼徹斯特還提出一種說法，表示羅斯福當場向麥克阿瑟說道：「我們決定不繞過菲律賓了，照你原來的計畫進行吧，願上帝保佑你」，曼徹斯特則認為正文的說法「最為人接受」[185]。
4. ↑  有些人指出麥克阿瑟的涉水登陸是一種刻意為之、創造戲劇性效果的表演，但多位當事人否認此事，如負責為其準備登陸艇的艇長、同行的記者威廉·鄧恩（William Dunn），有人也從麥克阿瑟的表情判斷其對必須涉水而過、弄濕褲子的不悅，佩雷特也指出麥克阿瑟涉水登陸不是什麼稀奇事，五週前登陸摩羅泰時也同樣如此[189]。
5. ↑  麥克阿瑟之所以能在日本被華盛頓放任、自由地實施政策，一定程度上是因為美國公眾對日本這個外國文化的不熟悉、在冷戰主要戰場之外且鮮有任何主動活動，因此莫不關心，公眾、媒體和議員反而更關注中國國共內戰（儘管干涉有限）。歷史學家沙勒指出，對華盛頓而言麥克阿瑟的衝動與不協調的作風易引發外交麻煩，因此樂於將長期派駐至歐洲與華盛頓之外，而對麥克阿瑟而言，在缺乏華盛頓大力支援的條件下重建日本，成功可居為自己的功績，失敗則可推卸給華盛頓[229]。
6. ↑  布萊德雷認為麥克阿瑟擴大戰爭的動機出自其軍事威望被中共軍隊所損害，以至於恢復自身尊嚴的唯一方法便是讓曾愚弄自己的中共將軍遭致無可挽回的失敗，因此必定將鼓動美國與中共，甚至是蘇聯打一場全面戰爭，不惜挑起第三次世界大戰，也不惜動用原子彈[282]。
7. 1 2  根據布萊德雷的回憶錄，麥克阿瑟曾於1949年3月將台灣比作「不沉的航空母舰」，並聲稱若中共佔領將對美軍於菲律賓的基地形成極大的威脅，甚至危及到沖繩的駐軍[287]，而哈伯斯坦則提供麥克阿瑟的另一種說法：「把台灣作為我們的一個基地，毫無軍事根據」[288]。韓戰爆發後，杜魯門同意派遣麥克阿瑟前往台灣調查該島的軍事價值、評估是否有協防的必要，然而他不等國務院的代表抵達便自行飛往台灣，於1950年7月29日與蔣中正會面，蔣中正事後發表演講稱「雙方將為了共同的利益對抗共同的敵人」，杜魯門與國務卿艾奇遜對此極為惱火，認為麥克阿瑟等同在對外宣傳自己那與政府不同的台灣政策，因此杜魯門不得不在8月派遣專員威廉·埃夫里尔·哈里曼向麥克阿瑟糾正其對台灣問題的看法，表明杜魯門「無意將美國捲入與中國共產黨的戰爭中」，而麥克阿瑟並未理會其觀點，認為過去美國政府對蔣中正態度過於「粗暴」，且表明只要蔣中正反共就應予以支持[289][290]。事後，哈里曼向杜魯門報告並未完全成功說服麥克阿瑟，但後者願意接受總統的立場，並答應遵其行事。杜魯門隨後又在8月13日透過聯參會向麥克阿瑟發布指示：禁止未經聯參會同意就在台灣駐軍[291]。然而8月17日，麥克阿瑟受到「海外作戰老兵協會」邀請發表演說，儘管後者沒有到場，卻又發了一封供於宣讀的信件，內容再度提及台灣「不沉的航空母舰」的戰略重要性，並批評杜魯門政府為「鼓吹太平洋綏靖政策和失敗主義者」[291]，而杜魯門在大會召開前兩天透過新聞媒體看到這封信，大為吃驚和惱怒，認為麥克阿瑟的說法偏離了政府的既定政策，再一次考慮是否應解除麥克阿瑟聯合國軍總司令的職務，使其脫離中國大陸與朝鮮職權範圍，事後杜魯門忍了下來，召開緊急會議，並強硬地要求麥克阿瑟收回信件[291]。杰弗里·佩雷特評價，自此事之後杜魯門從此再也不信任麥克阿瑟[291]。
8. ↑  1943年底至1944年初，共和黨中的保守派勢力因認為當時最有可能贏得總統提名的溫德爾·威爾基與湯瑪斯·杜威太過傾向自由派，故視麥克阿瑟另一強力總統候選人，試圖說服他能主動尋求提名，而美國歷史學家格哈特·溫伯格也指出麥克阿瑟對此「非常有興趣」，然而由於後者直至1944年都未實現當初返回菲律賓的承諾，故決定在收復菲律賓前不參選[354]。溫伯格還認為羅斯福可能利用知道麥克阿瑟曾在1942年接受奎松的巨款來威脅，迫使其放棄[355]。最終，杜威成了1944年的共和黨總統候選人[354]。
9. ↑  如喬治·凱南曾於1948年奉命前往日本對戰後政治改革與經濟復甦進行指導，而作為一位著名的蘇聯專家，許多資深外交官和高級指揮官皆對其到訪興奮不已，特別是直接與蘇聯方面交流的官員。然而因為麥克阿瑟與凱南之間因為性格上的差異而有著極深的鴻溝，凱南驚訝地發現麥克阿瑟對美國政府「如此有意排斥、滿腹猜忌」，而自己的工作環境有如「與一個總是充滿敵意、處處杯弓蛇影的外國政府展開對話，並試圖建立外交關係」[358]。
10. ↑  麥克阿瑟與其情報部長威洛比從二戰到韓戰皆以這種方式壟斷情報，使華盛頓方面僅能透過其釋出的內容來參考，藉此掌握該戰區的決策權[359]。
11. ↑  艾克爾伯格與麥克阿瑟的關係自布納戰役時便出現裂痕，而到了戰後急速惡化，當時已為陸軍參謀長的艾森豪邀請同為1926年萊文沃思堡同班同學的艾克爾伯格回國擔任副參謀長，一旦接受任命幾乎確定將晉升為上將，且艾森豪在大戰期間曾多次表示想要退休，也曾跟杜魯門協議好在兩年內找人替代自己，因此艾克爾伯格同樣很可能繼任陸軍參謀長，麥克阿瑟對此極力阻止[363]。根據麥克阿瑟傳記作者杰弗里·佩雷特（英语：Geoffrey Perret）的猜測，麥克阿瑟可能認為艾克爾伯格對自己存在不滿，一旦進入五角大廈的核心職位將會變成一大敵人[364]。隨後麥克阿瑟不直接拒絕艾森豪的人事調動意向（以免招惹艾森豪對兩人往事的反感，進而同情艾克爾伯格），表面上同意調動，但又同時補充將會因此在戰後兩個裁撤的第6軍團與第8軍團中選擇後者（艾克爾伯格二戰期間一直指揮的單位），並將剩餘人員併入克魯格麾下的第6軍團，這使得艾克爾伯格因不願使麾下官兵轉而聽命自己瞧不起的克魯格、向艾森豪婉拒了副參謀長的任命。麥克阿瑟對艾克爾伯格的留任不抱感謝，之後兩年的時間皆「視其如糞土」，艾克爾伯格對此極為憤恨，認為遭受麥克阿瑟的欺騙，失去了晉升上將的機會[364]。1950年，艾克爾伯格為離開日本而向麥克阿瑟告別時，後者僅是敷衍了事、避不見面[363]。

## 註腳
1. ↑  Valley（2000年），第xi页
2. 1 2  Rice（2009年），第81页
3. ↑  Gole（2013年），第122页
4. 1 2  佩雷特（2004年），第1-2页
5. 1 2  麥克阿瑟（2017年），第13-15页
6. ↑  佩雷特（2004年），第7-8页
7. 1 2  Halberstam（2007年），第107-108页
8. ↑  Halberstam（2007年），第109-113页
9. ↑  佩雷特（2004年），第12-13页
10. ↑  James（1970年），第25页
11. ↑  Halberstam（2007年），第116-117页
12. ↑  麥克阿瑟（2017年），第18页
13. ↑  James（1970年），第60-61页
14. 1 2  佩雷特（2004年），第30-31页
15. ↑  James（1970年），第62-66页
16. 1 2  Halberstam（2007年），第118页
17. ↑  麥克阿瑟（2017年），第27页
18. ↑  James（1970年），第69-71页
19. 1 2  佩雷特（2004年），第37-39页
20. 1 2  James（1970年），第77-79页
21. ↑  佩雷特（2004年），第43页
22. ↑  曼齊斯特（1984年），第73页
23. ↑  James（1970年），第87-89页
24. 1 2  佩雷特（2004年），第48-49页
25. ↑  James（1970年），第90-91页
26. ↑  曼齊斯特（1984年），第80-81页
27. 1 2 3 4 5  佩雷特（2004年），第51-58页
28. ↑  麥克阿瑟（2017年），第40页
29. ↑  James（1970年），第105-109页
30. ↑  林文力（2017年），第41页
31. 1 2  佩雷特（2004年），第60-61页
32. ↑  James（1970年），第115-120页
33. ↑  James（1970年），第121-127页
34. 1 2 3  佩雷特（2004年），第68-71页
35. ↑  佩雷特（2004年），第69页
36. ↑  James（1970年），第148页
37. 1 2 3  佩雷特（2004年），第73页
38. ↑  曼齊斯特（1984年），第111-112页
39. 1 2 3  佩雷特（2004年），第82页
40. ↑  麥克阿瑟（2017年），第60页
41. ↑  James（1970年），第187页
42. ↑  麥克阿瑟（2017年），第63页
43. ↑  James（1970年），第193页
44. ↑  佩雷特（2004年），第79页
45. ↑  James（1970年），第213-217页
46. ↑  佩雷特（2004年），第80-82页
47. ↑  James（1970年），第223页
48. ↑  麥克阿瑟（2017年），第70页
49. ↑  James（1970年），第232-233页
50. ↑  佩雷特（2004年），第83页
51. 1 2  佩雷特（2004年），第84页
52. ↑  James（1970年），第241-245页
53. ↑  James（1970年），第256-259页
54. 1 2 3 4  佩雷特（2004年），第87-88页
55. ↑  James（1970年），第261页
56. ↑  James（1970年），第152、265页
57. ↑  麥克阿瑟（2017年），第77-78页
58. 1 2 3 4 5 6  佩雷特（2004年），第92-97页
59. ↑  小莫里斯（2015年），第4-5页
60. ↑  Leary（2001年），第20-21页
61. ↑  James（1970年），第278-279页
62. ↑  United States Army Center of Military History
63. ↑  James（1970年），第291页
64. ↑  林文力（2017年），第69页
65. ↑  Adams（2008年），第184页
66. ↑  Leary（2001年），第26-27页
67. ↑  曼齊斯特（1984年），第154页
68. ↑  佩雷特（2004年），第102-103页
69. ↑  James（1970年），第300-305页
70. 1 2 3  佩雷特（2004年），第103-104页
71. ↑  麥克阿瑟（2017年），第85-86页
72. ↑  佩雷特（2004年），第104-105页
73. 1 2  佩雷特（2004年），第106页
74. ↑  Herman（2016年）
75. 1 2  佩雷特（2004年），第107页
76. 1 2 3 4  佩雷特（2004年），第108-110页
77. ↑  James（1970年），第340-347页
78. ↑  佩雷特（2004年），第113页
79. 1 2 3  佩雷特（2004年），第127-130页
80. ↑  郭慧志（2014年），第97页
81. ↑  郭慧志（2014年），第141-144页
82. ↑  James（1970年），第458-460页
83. ↑  Vierk（2005年），第231页
84. ↑  Thompson（2006年），第72页
85. 1 2  Murray & Millet（2001年），第181页
86. 1 2  曼齊斯特（1984年），第177页
87. 1 2 3 4  佩雷特（2004年），第118-125页
88. ↑  James（1970年），第397页
89. 1 2  Halberstam（2007年），第125-126页
90. ↑  Time（1932年）
91. ↑  Leary（2001年），第36-38页
92. ↑  James（1970年），第415-420页
93. 1 2  James（1970年），第376-377、445-447页
94. ↑  James（1970年），第479-484页
95. 1 2  佩雷特（2004年），第136页
96. ↑  佩雷特（2004年），第137页
97. 1 2 3 4 5 6 7  佩雷特（2004年），第138-141页
98. ↑  James（1970年），第547页
99. 1 2  佩雷特（2004年），第143页
100. ↑  James（1970年），第525页
101. ↑  Morton（1953年），第19页
102. ↑  Rogers（1990年），第100页
103. ↑  Morton（1953年），第21页
104. ↑  Weinberg（2004年），第311页
105. 1 2  Weinberg（2004年），第312页
106. ↑  佩雷特（2004年），第159页
107. ↑  Pettinger（2003年），第9、56页
108. ↑  Morton（1953年），第84-88页
109. ↑  曼齊斯特（1984年），第255-256页
110. ↑  佩雷特（2004年），第160-161页
111. ↑  克萊頓（2015年），第55页
112. 1 2 3  Schaller（1989年），第56页
113. 1 2  Weinberg（2004年），第313-314页
114. ↑  Morton（1953年），第125页
115. ↑  Morton（1953年），第2、164页
116. ↑  佩雷特（2004年），第180页
117. ↑  佩雷特（2004年），第186页
118. 1 2  Schaller（1989年），第58页
119. ↑  Rogers（1990年），第118-121页
120. ↑  Rogers（1990年），第165页
121. ↑  Petillo（1979年），第107–117页
122. ↑  Warren & Ridder（1980年）
123. ↑  PBS，The Secret Payment
124. ↑  Ellensburg Daily Record（1980年）
125. ↑  Morton（1962年），第194页
126. ↑  Rogers（1990年），第186页
127. ↑  Morton（1962年），第193–194页
128. ↑  曼齊斯特（1984年），第311-312页
129. ↑  佩雷特（2004年），第195-196页
130. ↑  曼齊斯特（1984年），第314-316页
131. ↑  Rogers（1990年），第190-192页
132. ↑  Morton（1953年），第359-360页
133. ↑  佩雷特（2004年），第202页
134. 1 2  曼齊斯特（1984年），第338-339页
135. 1 2 3  Schaller（1989年），第66页
136. ↑  費雷爾（1987年），第77页
137. ↑  James（1975年），第129-130页
138. ↑  Arlington National Cemetery
139. ↑  CNN（2001年）
140. ↑  Prefer（1995年），第13-14页
141. ↑  佩雷特（2004年），第217页
142. ↑  James（1975年），第80页
143. ↑  Wolk（1988年），第93页
144. ↑  Gailey（2004年），第7-14页
145. ↑  Schaller（1989年），第67-69页
146. ↑  佩雷特（2004年），第216-218页
147. 1 2  Prefer（1995年），第9-10页
148. ↑  黄力民（2018年），第21页
149. ↑  李庚辰 & 趙尚樸（2015年），第167页
150. ↑  佩雷特（2004年），第234页
151. ↑  Milner（1957年），第53-55页
152. ↑  黄力民（2018年），第51页
153. ↑  李巨廉 & 王斯德（1995年），第312页
154. 1 2 3  Prefer（1995年），第15-16页
155. ↑  比弗（2015年），第470页
156. 1 2 3  黄力民（2018年），第52-53页
157. ↑  McCarthy（1959年），第371-372页
158. ↑  趙炯朗（2018年），第61-62页
159. ↑  趙炯朗（2018年），第65-66页
160. ↑  孫利輝（1998年），第428-431页
161. ↑  黃力民（2018年），第171页
162. 1 2 3 4  Rickard（2014年）
163. ↑  佩雷特（1999年），第376页
164. 1 2 3  佩雷特（2004年），第248页
165. 1 2 3 4 5  彭訓厚（1998年），第216-218页
166. ↑  James（1975年），第220页
167. ↑  Miller（1959年），第49-50页
168. ↑  Johnston（2005年），第1页
169. ↑  Keogh（1965年），第309-310页
170. ↑  李巨廉 & 王斯德（1995年），第319页
171. ↑  孫利輝（1998年），第443-444页
172. ↑  科斯特洛（2016年），第286页
173. 1 2 3  托爾（2020年），第244-286页
174. ↑  孫利輝（1998年），第439-440页
175. ↑  孫利輝（1998年），第433-434、443页
176. ↑  王景弘（2018年），第108页
177. ↑  Weinberg（2004年），第653页
178. ↑  彭訓厚（1998年），第219-221页
179. ↑  Taaffe（1998年），第100-103页
180. ↑  Drea（1992年），第121-122页
181. ↑  National Guard
182. ↑  彭訓厚（1998年），第222-224页
183. 1 2  王景弘（2018年），第108-109页
184. ↑  王景弘（2018年），第112-113页
185. 1 2 3 4 5 6  曼齊斯特（1984年），第462-464页
186. ↑  曼齊斯特（1984年），第458页
187. ↑  王景弘（2018年），第121-124页
188. ↑  黃力民（2018年），第254-255页
189. ↑  皮特（1998年），第615页
190. ↑  MacArthur（1964年），第216页
191. 1 2  MacArthur（1964年），第222-231页
192. ↑  皮特（1998年），第624-625页
193. ↑  James（1975年），第602–603页
194. ↑  Naval Historical Center（2007年）
195. ↑  Legis Works
196. 1 2  彭訓厚（1998年），第258-260页
197. ↑  佩雷特（2004年），第317-320页
198. ↑  Drea（1992年），第195-200页
199. 1 2 3  黃力民（2018年），第296页
200. 1 2 3  Murray & Millet（2001年），第500-502页
201. 1 2  曼齊斯特（1984年），第556-560页
202. 1 2 3  Halberstam（2007年），第596-597页
203. ↑  曼齊斯特（1984年），第539-540页
204. ↑  沙勒（1992年），第28-29页
205. ↑  佩雷特（2004年），第346-349页
206. 1 2  佩雷特（2004年），第352-354页
207. ↑  陳杰（2015年），第18页
208. 1 2 3  沈美華（2012年），第15-18页
209. ↑  沈美華（2012年），第38-39页
210. ↑  沈美華（2012年），第41页
211. 1 2 3  陳杰（2015年），第46页
212. 1 2  沈美華（2012年），第41-42页
213. ↑  豊下楢彦（2008年），第27页
214. ↑  豊下楢彦（2008年），第3页
215. 1 2  比克斯（2004年），第410-411页
216. ↑  道爾（2008年），第267页
217. ↑  道爾（2008年），第256页
218. ↑  比克斯（2004年），第409-410页
219. 1 2  Bix（2000年），第584页
220. ↑  Drea，Bradsher & Hanyok（2006年），第7页
221. ↑  Connaughton，Pimlott & Anderson（1995年），第72-73页
222. ↑  曼齊斯特（1984年），第623页
223. 1 2  小莫里斯（2015年），第181-183页
224. ↑  曼齊斯特（1984年），第619-621页
225. ↑  Dower（1999年），第321-322页
226. 1 2  沈美華（2012年），第43页
227. ↑  Sebestyen（2015年）
228. ↑  沙勒（1992年），第77页
229. 1 2  沙勒（1992年），第29-32页
230. ↑  James（1985年），第39-139页
231. ↑  PBS，Occupation of Japan and the New Constitution
232. ↑  哈瑞斯 & 哈瑞斯（1993年），第124-126页
233. ↑  James（1985年），第119-139页
234. ↑  James（1985年），第183-192页
235. ↑  James（1985年），第174-183页
236. ↑  James（1985年），第222-224、252-254页
237. ↑  Morris（2014年），第169-173页
238. ↑  The New York Times（1946年）
239. ↑  The Gettysburg Times（1946年）
240. 1 2 3  Schonberger（1974年），第203-208页
241. 1 2 3 4  皮特（1998年），第768-771页
242. ↑  The New York Times（2003年）
243. ↑  Schonberger（1974年），第213页
244. ↑  Schnabel（1972年），第13-14页
245. ↑  James（1985年），第336-354页
246. ↑  Halberstam（2007年），第61页
247. ↑  Halberstam（2007年），第58页
248. ↑  皮特（1998年），第785页
249. 1 2  James（1985年），第433-440页
250. ↑  Halberstam（2007年），第141-142页
251. ↑  陳彥彰（2020年），第160页
252. ↑  Halberstam（2007年），第151-152页
253. ↑  James（1985年），第451页
254. ↑  陳彥彰（2020年），第162-167页
255. ↑  Halberstam（2007年），第302-303页
256. ↑  Halberstam（2007年），第301页
257. 1 2 3  陳彥彰（2020年），第175-177页
258. ↑  Halberstam（2007年），第309页
259. ↑  Halberstam（2007年），第311页
260. ↑  Stueck（2002年），第202页
261. ↑  皮特（1998年），第795页
262. ↑  陳彥彰（2020年），第181页
263. 1 2 3  皮特（1998年），第810-811页
264. ↑  リッジウェイ（1976年），第69页
265. 1 2  Halberstam（2007年），第364-365页
266. ↑  曼齊斯特（1984年），第752-753页
267. ↑  袖井林二郎（2004年），第375-376页
268. ↑  Halberstam（2007年），第336页
269. 1 2  Halberstam（2007年），第354-356页
270. ↑  Halberstam（2007年），第382页
271. ↑  皮特（1998年），第813页
272. ↑  リッジウェイ（1976年），第70、81页
273. ↑  Halberstam（2007年），第14-16页
274. ↑  Appleman（1992年），第674、691页
275. 1 2  リッジウェイ（1976年），第92-93页
276. ↑  トーランド（1997年），第18页
277. 1 2  皮特（1998年），第816-817页
278. ↑  トーランド（1997年），第98页
279. ↑  リッジウェイ（1976年），第127页
280. ↑  Halberstam（2007年），第492页
281. ↑  トーランド（1997年），第115页
282. 1 2  Halberstam（2007年），第592-593页
283. ↑  Schaller（1989年），第219页
284. ↑  皮特（1998年），第818页
285. ↑  布萊爾（1983年），第360-361页
286. ↑  皮特（1998年），第818-819页
287. ↑  Bradley & Blair（1983年），第347页
288. ↑  Halberstam（2007年），第317页
289. ↑  Halberstam（2007年），第215-217页
290. ↑  皮特（1998年），第797-799页
291. 1 2 3 4  佩雷特（2004年），第423-425页
292. 1 2 3  曼齊斯特（1984年），第792-795页
293. 1 2  布萊爾（1983年），第365-366页
294. ↑  曼齊斯特（1984年），第798页
295. ↑  Halberstam（2007年），第594页
296. 1 2 3  布萊爾（1983年），第367-370页
297. 1 2  皮特（1998年），第820-821页
298. 1 2  James（1985年），第591-597页
299. ↑  Pearlman（2008年），第214页
300. ↑  Meilinger（1989年），第179页
301. ↑  James（1985年），第594页
302. ↑  Relieving MacArthur of his command
303. 1 2  布萊爾（1983年），第374-377页
304. 1 2  曼齊斯特（1984年），第822、825页
305. ↑  Spanier（1959年），第ix页
306. ↑  Casey（2008年），第253–254页
307. ↑  Pearlman（2008年），第246、326页
308. ↑  The Gallup Organization（2008年）
309. ↑  Casey（2008年），第327页
310. ↑  皮特（1998年），第826页
311. 1 2  James（1985年），第611-613页
312. ↑  Torricelli，Carroll & Goodwin（2008年），第185-188页
313. 1 2  皮特（1998年），第830-831页
314. ↑  Halberstam（2007年），第614-615页
315. ↑  Schaller（1989年），第250页
316. 1 2  The New York Times（1952年）
317. ↑  Schaller（1989年），第250-251页
318. ↑  Leary（2001年），第461页
319. ↑  皮特（1998年），第834页
320. 1 2  小莫里斯（2015年），第265页
321. ↑  James（1985年），第661-662页
322. ↑  布萊爾（1983年），第384页
323. 1 2 3  佩雷特（1999年），第680-681页
324. ↑  佩雷特（1999年），第682页
325. ↑  James（1985年），第684-685页
326. 1 2 3  佩雷特（1999年），第684-685页
327. ↑  O'Donnell（1970年），第51页
328. ↑  James（1985年），第687页
329. ↑  The West Point Connection
330. ↑  The Harvard Crimson（1964年）
331. ↑  Perret（1996年），第585页
332. ↑  Mossman & Stark（1991年），第216页
333. ↑  Johnston（1964年）
334. ↑  US Architect of the Capitol
335. ↑  Mossman & Stark（1991年），第225-231页
336. ↑  Nemy（2000年）
337. ↑  Mossman & Stark（1991年），第236-253页
338. ↑  General Macarthur's Funeral（1964年）
339. ↑  The Canberra Times（1964年），第3页
340. ↑  曼齊斯特（1984年），第3页
341. ↑  Hetherington（1973年），第223页
342. 1 2  曼齊斯特（1984年），第1、譯序页
343. 1 2  Sides（2019年）
344. ↑  曼齊斯特（1984年），第186页
345. 1 2 3  Halberstam（2007年），第119页
346. 1 2  Halberstam（2007年），第115-116页
347. 1 2  Halberstam（2007年），第122-123页
348. ↑  Long（1969年），第227页
349. 1 2 3 4  Perry（2014年）
350. ↑  蔣中正. . 中正文教基金會. 1964-04-10  [2023-10-07]. （原始内容存档于2022-01-28）.
351. ↑  Brower（2012年），第45页
352. ↑  Ricks（2010年）
353. 1 2 3 4 5  Halberstam（2007年），第132-137页
354. 1 2  Weinberg（2004年），第654-655页
355. ↑  Weinberg（2004年），第1084页
356. 1 2 3 4 5  Halberstam（2007年），第127-128页
357. 1 2 3 4  朱秀芳（2008年），第49-50页
358. 1 2  Halberstam（2007年），第104-105页
359. ↑  Halberstam（2007年），第53页
360. ↑  曼齊斯特（1984年），第4页
361. 1 2 3  Halberstam（2007年），第123页
362. 1 2  小莫里斯（2015年），第251页
363. 1 2  小莫里斯（2015年），第258-259页
364. 1 2  皮特（1998年），第716-718页
365. ↑  曼齊斯特（1984年），第179页
366. ↑  Schaller（1989年），第20页
367. ↑  佩雷特（1999年），第233页
368. 1 2 3  佩雷特（1999年），第233-234页
369. ↑  佩雷特（1999年），第235页
370. ↑  曼齊斯特（1984年），第885页
371. ↑  袖井林二郎（1982年），第13页
372. ↑  Halberstam（2007年），第115页
373. ↑  曼齊斯特（1984年），第171页
374. 1 2 3 4  Calica & Fabonan（2019年）
375. ↑  曼齊斯特（1984年），第176页
376. 1 2  曼齊斯特（1984年），第188-189页
377. ↑  Stein（2001年）
378. ↑  Petillo（1981年），第164-166页
379. ↑  曼齊斯特（1984年），第218页
380. 1 2  小莫里斯（2015年），第266页
381. ↑  曼齊斯特（1984年），第892页
382. ↑  佩雷特（2004年），第693页
383. ↑  袖井林二郎（1982年），第171页
384. ↑  曼齊斯特（1984年），第43-44页
385. ↑  Office of the Historian
386. ↑  Army Publishing Directorate（1964年）
387. ↑  . 國民政府公報 (國民政府文官處). 1947-07-14, 第2876號: 5页  [2021-10-26]. （原始内容存档于2021-10-26）.

## 外部連結
- 互联网档案馆中道格拉斯·麦克阿瑟的作品或与之相关的作品
- 短片 Big Picture: The Douglas MacArthur Story 可在互联网档案馆自由下载
- 道格拉斯·麦克阿瑟在互联网电影资料库（IMDb）上的資料（英文）
- C-SPAN內的頁面（英文）
- 有关道格拉斯·麦克阿瑟在德国经济学中央图书馆（ZBW）20世纪新闻档案中的剪报。

| 军职                          | 军职                                                | 军职                            |
| ----------------------------- | --------------------------------------------------- | ------------------------------- |
| 前任者： 塞繆爾·埃斯庫·蒂爾曼 | 美國西點軍校校長 1919年－1922年                     | 繼任者： 弗雷德·溫徹斯特·斯拉登 |
| 前任者： 查爾斯·佩洛特·薩默爾 | 美國陸軍參謀長 1930年－1935年                       | 繼任者： 馬林·克雷格            |
| 新頭銜                        | 駐日盟軍總司令 1945年－1951年                       | 繼任者： 馬修·邦克·李奇威       |
| 政党职务                      |                                                     |                                 |
| 前任者： 德懷特·赫伯特·格林   | 共和黨全國代表大會主講者 1952年                     | 繼任者： 亞瑟·伯納德·蘭利       |
| 獎項                          |                                                     |                                 |
| 前任者： 德懷特·艾森豪        | 塞万努斯·塞耶尔奖得主 1962年                        | 繼任者： 約翰·J·麥克洛伊        |
| 榮銜                          |                                                     |                                 |
| 前任者： 约翰·肯尼迪          | 下葬前遺體停在國會山圓形大廳供民眾瞻仰的人物 1964年 | 繼任者： 赫伯特·胡佛            |